# Provence
Pour les articles homonymes, voir Provence (homonymie).
Ne doit pas être confondu avec Province.

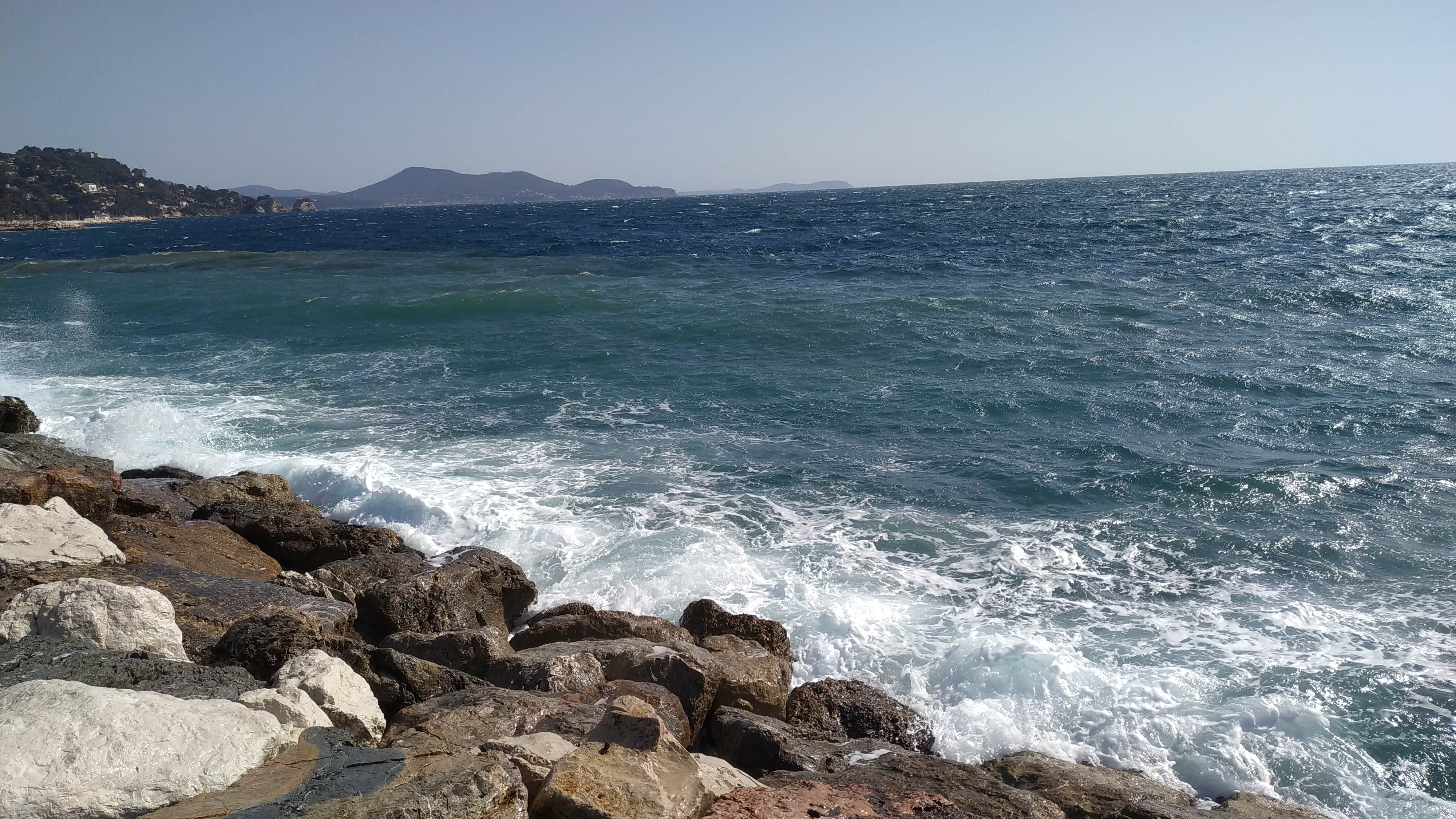
Vue de la mer Méditerranée depuis Toulon.

La Provence (prononcé [pʁɔ.vɑ̃s] dans une large partie de la France, [pʁo.ˈvãⁿ.sə] en français de Provence ; Provença/Prouvènço [pʁu.ˈvɛⁿ.sɔ] en provençal, de l'ancien provençal Provensa, dérivant du latin provincia, « province ») est une région historique et culturelle ainsi qu'un ancien État indépendant puis associé à la France. Elle correspond approximativement à l'actuelle région Provence-Alpes-Côte d'Azur privée du département des Hautes-Alpes.
Comme pour tout territoire disposant d'institutions politiques, les délimitations géographiques de la Provence ont évolué avec le temps. Elle est délimitée au sud par la mer Méditerranée, à l'ouest par le Rhône, au nord par la Drôme provençale, Grignan, le Tricastin, Saint-Paul-Trois-Châteaux et Nyons et à l'est par les frontières alpines de la région Provence-Alpes-Côte d'Azur. Les évolutions géographiques de la Provence ont eu pour effet de la réduire aux actuels départements des Bouches-du-Rhône, du Var et des Alpes-de-Haute-Provence ainsi qu'aux arrondissements d'Apt (Vaucluse) et de Grasse (Alpes-Maritimes) avant de lui réunir ses annexes naturelles cédées à la fin du Moyen Âge (Comtat Venaissin, principauté d'Orange et comté de Nice).
Dans son dictionnaire Lou Tresor dóu Felibrige (1878), Frédéric Mistral définit les limites de la Provence comme suit : « pays de France borné à l'Orient par les Alpes, au Midi par la Méditerranée, à l'Occident par le Rhône et au Nord par une ligne qui peut aller d'Embrun à Saint-Paul-Trois-Châteaux. Nice et Monaco en font partie, Aix en est la capitale ».
La Provence, de son origine jusqu'à son territoire actuel, a compris tout ou partie des entités suivantes :
- le comté de Provence ;
- le marquisat de Provence (Drôme et Vaucluse) ;
- le comté de Nice ;
- le Dauphiné (Hautes-Alpes) ;
- le Comtat Venaissin (Drôme et Vaucluse) ;
- la principauté d'Orange ;
- les communes de Tende et de La Brigue ;
- le Vivarais ;
- les bailliages de Demonte et de la vallée de Sture ;
- la principauté de Monaco.

Les langues de la Provence étaient le latin pour les actes administratifs et religieux et l'ancien occitan, qui sont remplacés par le provençal (variante de l'occitan). Depuis le XXe siècle, le français est couramment employé sur l'ensemble du territoire, mais le provençal subsiste encore par le biais d'associations et de locuteurs natifs.

## Toponymie
La Provence doit son nom à l'époque romaine : la première conquête de la Gaule transalpine date de 121 av. J.-C., à la suite de l'appel à l'aide de la cité de Marseille en 125 av. J.-C.. César dans la Guerre des Gaules dit passer de Provincia en Narbonnensis. La Gaule transalpine devient ensuite la province romaine (en latin Provincia) du peuple romain de Gaule narbonnaise sous le principat d'Auguste. Selon Victor Chapot, membre de l'institut de France, elle est sous le règne de Dioclétien intégrée à la province romaine sous le nom de Viennoise dont la capitale est Vienne. Cette province est prélevée de l'ancienne Narbonnaise qui elle était constituée de territoires situés à l'ouest.
Le nom latin de Provincia a engendré, en occitan médiéval, la forme Pro(v)ensa. Cette forme a évolué en occitan provençal moderne vers les formes actuelles Provença [pʁuˈvɛⁿsɔ] (en norme classique) ou Prouvènço [pʁuˈvɛⁿsɔ] (en norme mistralienne).

## Géographie

### Délimitation politique
Historiquement, après la fin de l'Empire romain, « Provence » désigne l'entité incluse en 536 dans le Royaume franc et devenue « marquisat de Provence » dans le cadre du royaume de Bourgogne-Provence de 947. Elle devient ensuite comté de Provence, avec pour capitale Arles puis Aix-en-Provence (la ville d'Arles subissant des attaques continues du comte de Toulouse, marquis de Provence), mais des frontières fluctuantes : en 1388, à la suite de la mort de la reine Jeanne, ses territoires situés à l'est du Var sont perdus, rattachés aux États de Savoie par la dédition de Nice à la Savoie, aboutissant dans un premier temps aux Terres neuves de Provence puis au comté de Nice à partir de 1526. Un siècle plus tard, en 1481, le comté de Provence revient par succession au roi de France Louis XI et devient ainsi une province française.
Au Moyen Âge, la Provence englobe ainsi les Alpes du Sud jusqu'aux affluents de rive gauche du Var inclus. Une partie des régions alpines en est ensuite détachée : au nord celle englobée dans la province du Dauphiné et à l'est celle du Pays niçois concédé à la maison de Savoie en 1388 sous l'appellation des Terres-Neuves de Provence. Cette acquisition savoyarde au détriment de la Provence donne naissance de 1526 à 1860 à la division administrative du comté de Nice.
À la Révolution, la Provence est divisée en trois départements : Basses-Alpes (Alpes-de-Haute-Provence à partir de 1970), Bouches-du-Rhône et Var. Le département de Vaucluse est créé en 1793 à partir d'Avignon, du Comtat Venaissin et de la partie nord des Bouches-du-Rhône. Les Alpes-Maritimes sont créées en 1860 à partir du Comté de Nice et de la partie est du Var (arrondissement de Grasse).
La Provence au sens large fait aujourd'hui partie de la région Provence-Alpes-Côte d'Azur et correspond approximativement aux départements des Bouches-du-Rhône, du Var, des Alpes-de-Haute-Provence, de Vaucluse et des Alpes-Maritimes (à l'exception de la vallée de la Roya)[réf. nécessaire].

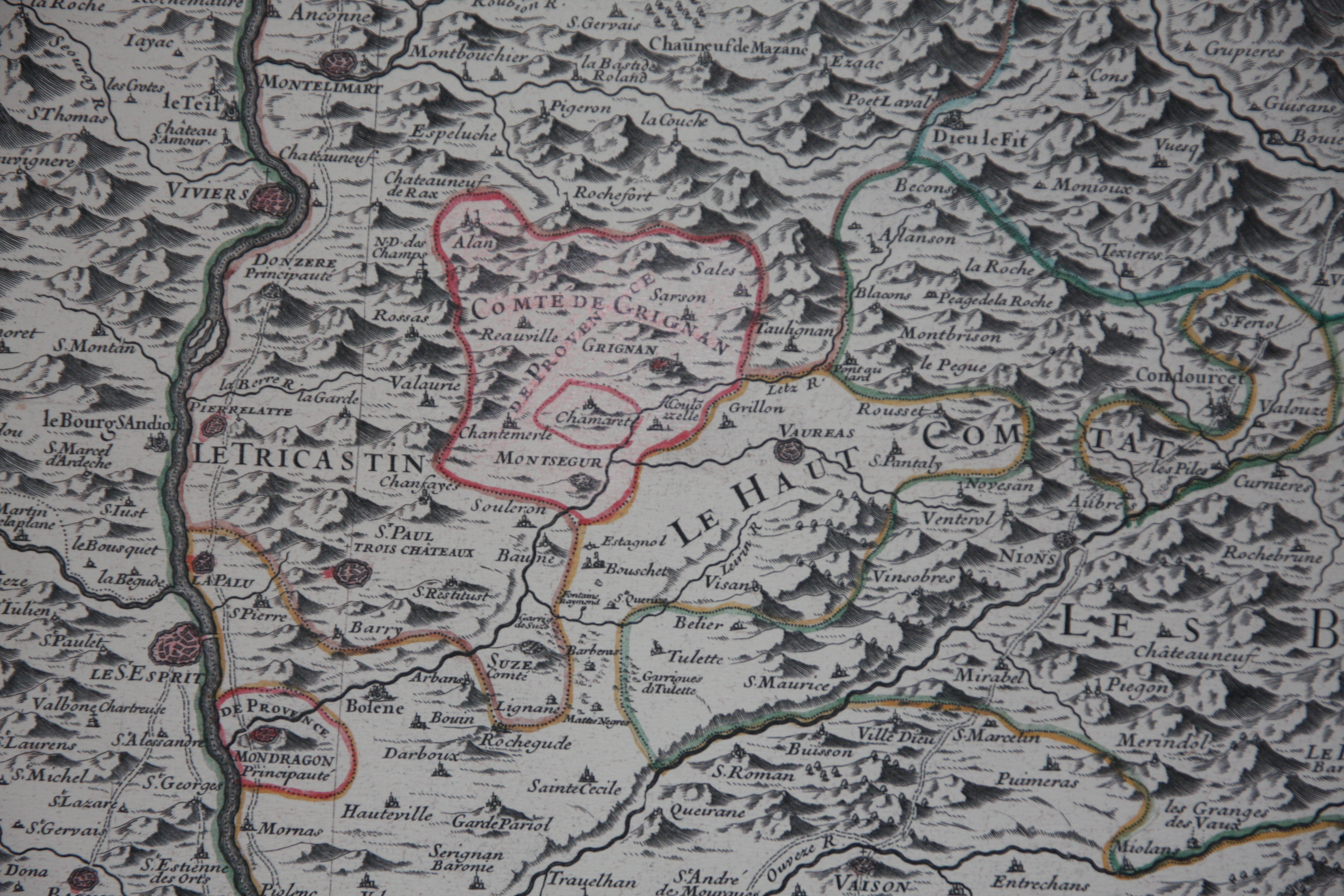
Comtat Venaissin (1700)
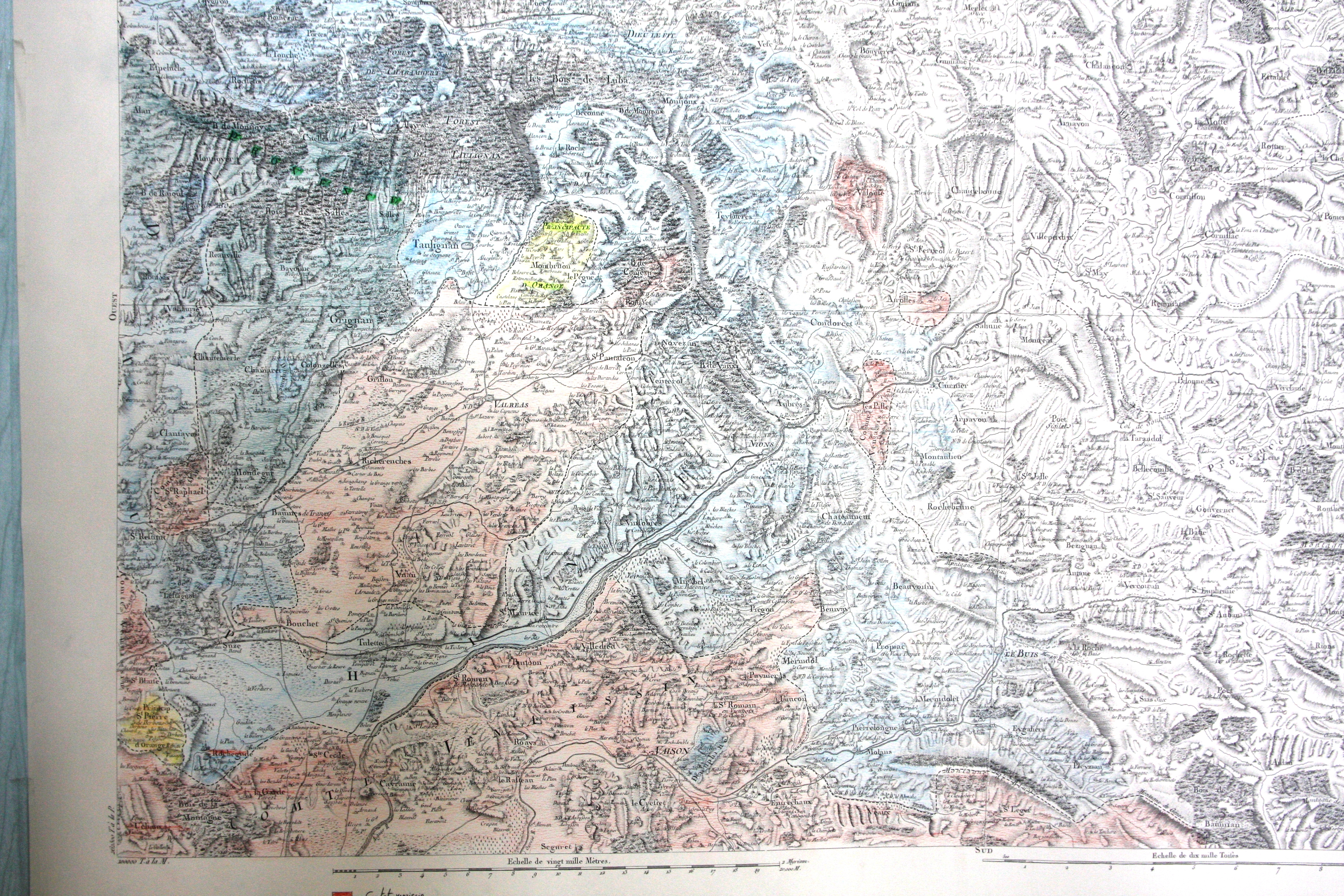
Carte de Cassini (1750)
Anciennes provinces

Le sud de la Drôme, bien qu'historiquement partie du Dauphiné, est appelé depuis quelques décennies Drôme provençale. Il peut être rapproché de la Provence par la langue parlée, le fait que l'évêché de Saint-Paul-Trois-Châteaux appartenait à la province métropolitaine de Provence (archevêché d'Arles), que la région de Bouchet appartenait au Comtat venaissin (Haut-Comtat) ou que le Diois et le Valentinois étaient vassaux du marquis de Provence.
Par la suite, certaines enclaves authentiquement provençales se sont perpétuées dans le sud de la Drôme, comme le comté de Grignan,(incluant les villages voisins de Réauville,, Montjoyer,, Salles,, Colonzelle,,, Allan,), l'enclave provençale de Lemps, (s'écrivant Lens au XVIIIe siècle), l'enclave de Saint-May, Rémuzat, Cornillon et Pommerol,. Eygalayes,. Tous ces villages se réclament de la Provence, avec des bases historiques réelles.

La Provence dans l'Empire mérovingien au Ve siècle.
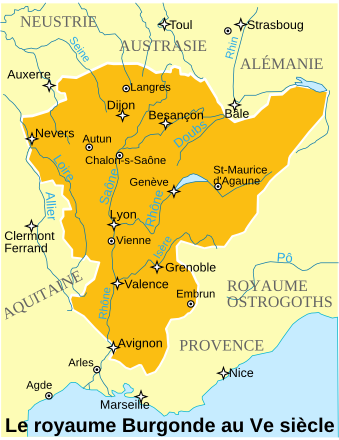
Le royaume des Burgondes et la Provence au sein du Royaume ostrogoth au Ve siècle.
Le duché de Provence en 511.
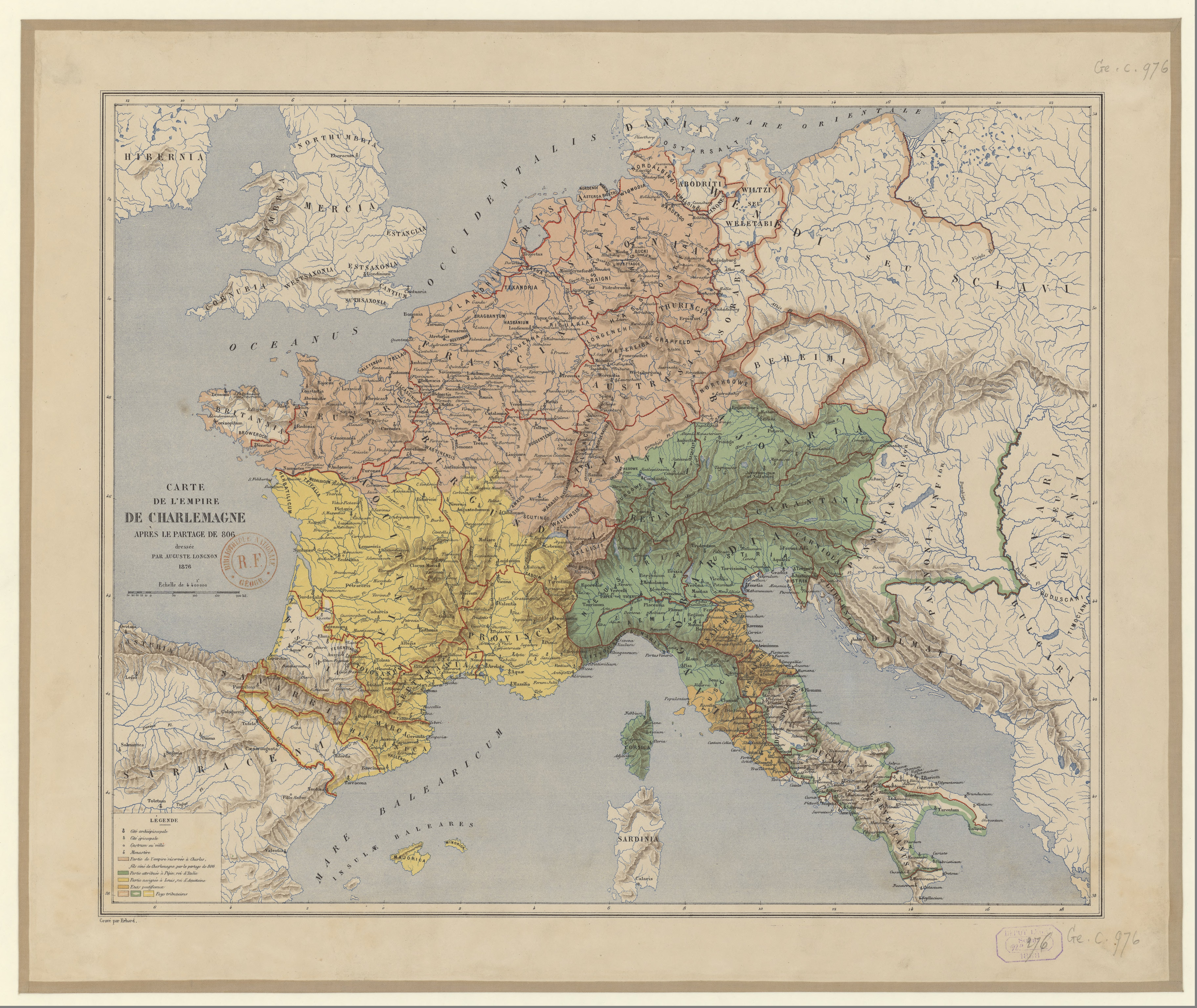
Partage entre les fils de Charlemagne en 806 sur le modèle de l'empire romaine : la Provence est dans le royaume d'Aquitaine.
Le royaume de Provence devient indépendant en 855 à la division de l'empire de Lothaire Ier après le traité de Prüm[14].
La Provence vers l'an 1000, au sein du royaume d'Arles.
Le comté de Provence au sein du royaume d'Arles en l'an 1030.
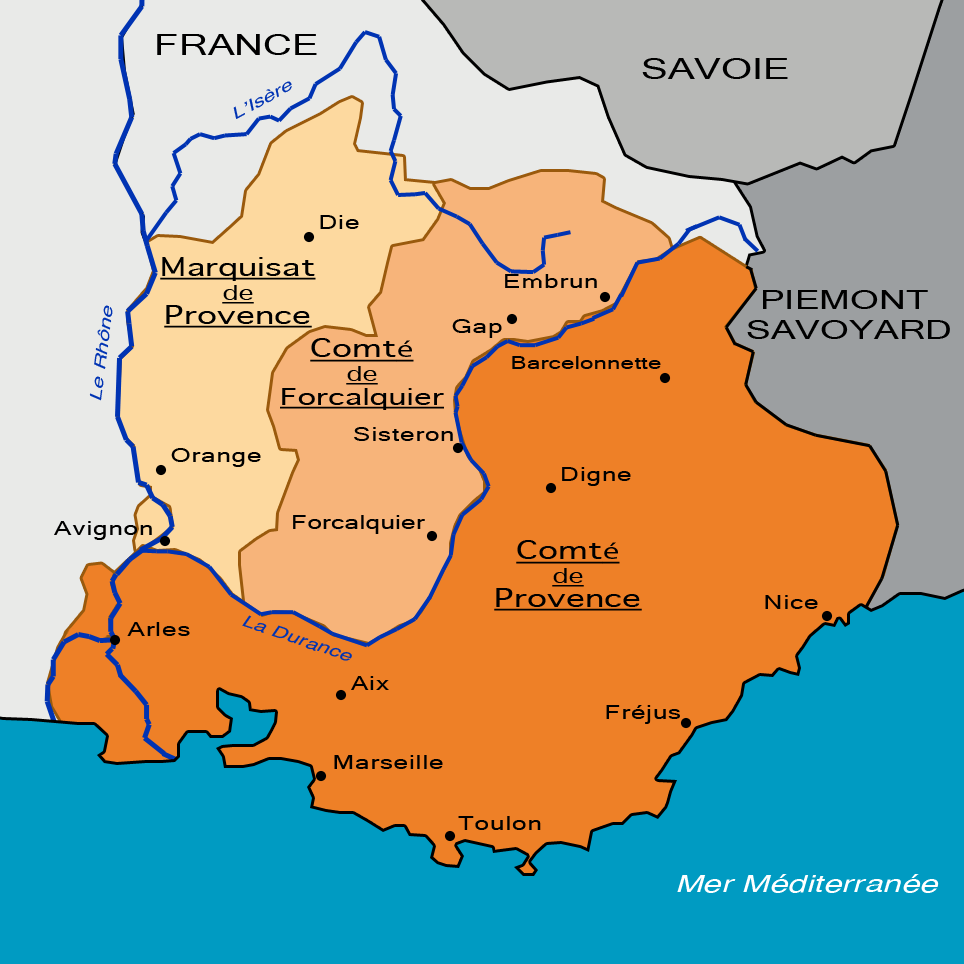
La carte des trois fiefs provençaux en 1125.
La province de Provence dans ses limites du XVIIIe siècle avec un fond cartographique des communes et des départements actuels.

### Relief
Le relief de la Provence est globalement vallonné avec, dans sa partie centrale, des Préalpes françaises impressionnantes et à l'est et au nord-est les Alpes du sud culminant à 3 412 m à l'aiguille de Chambeyron (Alpes-de-Haute-Provence). Plus au sud se situe le massif du Pelat qui s'élève à 3 050 m. De part et d'autre du Var ainsi qu'à l'est du Verdon, les Préalpes de Castellane, qui culminent au puy de Rent à 1 996 m, sont constituées de plateaux et de chaînons orientés ouest-est. Les Plans de Haute-Provence délimitent les Préalpes des collines centrales (plateau de Valensole, plan de Canjuers, plateau d'Albion). À l'ouest, le massif du mont Ventoux, situé majoritairement dans le Comtat Venaissin, déborde en Provence où son altitude atteint les 1 600 m dans la forêt domaniale de Sault. La montagne Sainte-Victoire, célèbre pour les peintures de Cézanne, domine le Pays d'Aix. Dans les Bouches-du-Rhône se remarquent le massif des Alpilles et dans le Vaucluse, à l'orée du Comtat Venaissin, se dresse le Petit Luberon, provençal dans sa partie orientale, que prolonge le Grand Luberon, culminant au Mourre Nègre. Enfin le massif de la Sainte-Baume s'étend d'ouest en est, de Gémenos (Bouches-du-Rhône) à Mazaugues (Var).
Les côtes de Marseille à Menton sont plutôt escarpées (Calanques, Maures, Esterel, Riviera méditerranéenne). L’érosion due aux orages violents d’été pouvant constituer des ravines assez creusées.
L’ouest de la région est marqué par la plaine de la Crau et la Camargue, formée par le delta du Rhône, qui constituent les seuls véritables espaces plats de la région provençale.

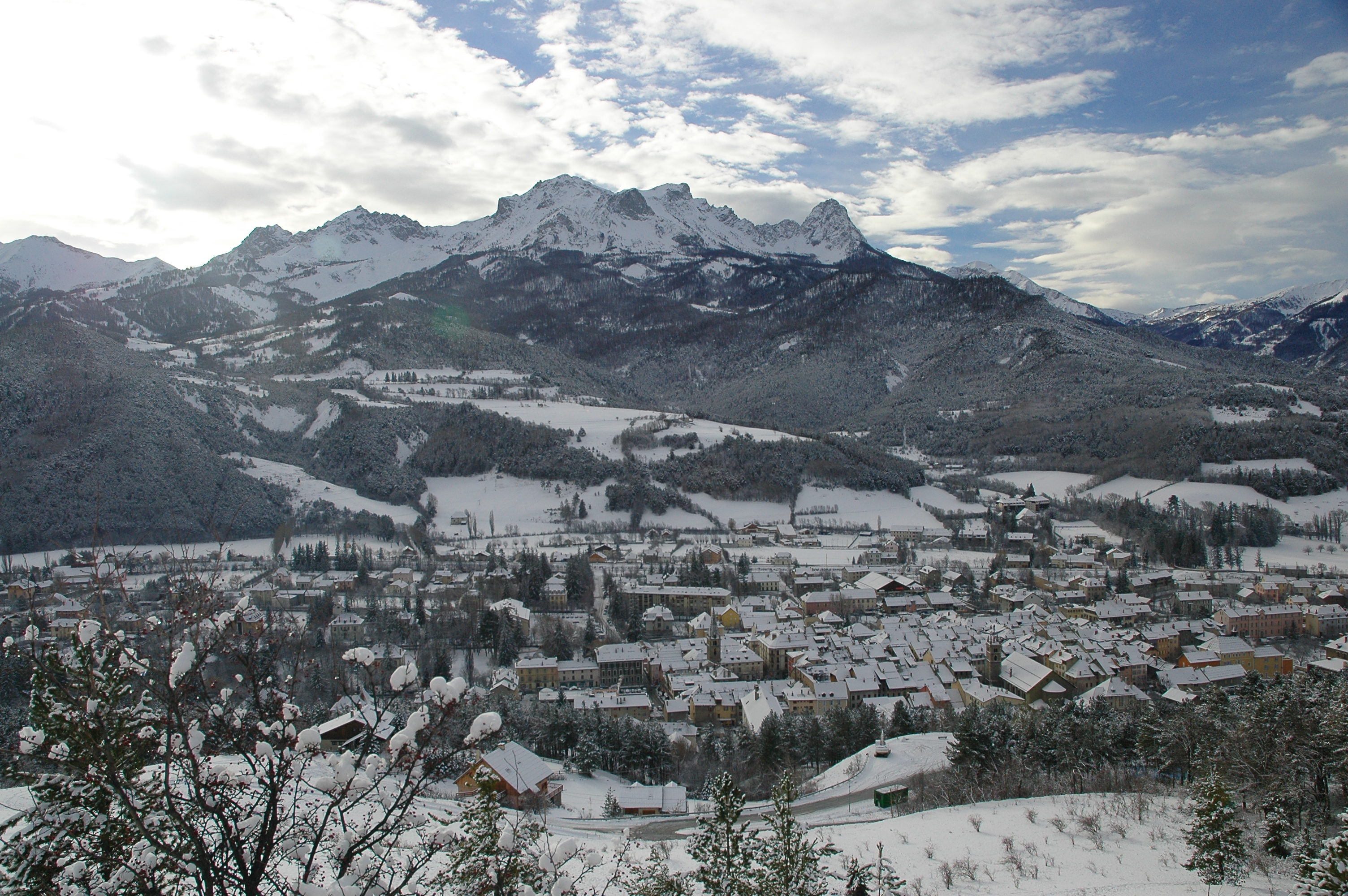
Paysage montagneux en hiver à Barcelonnette.
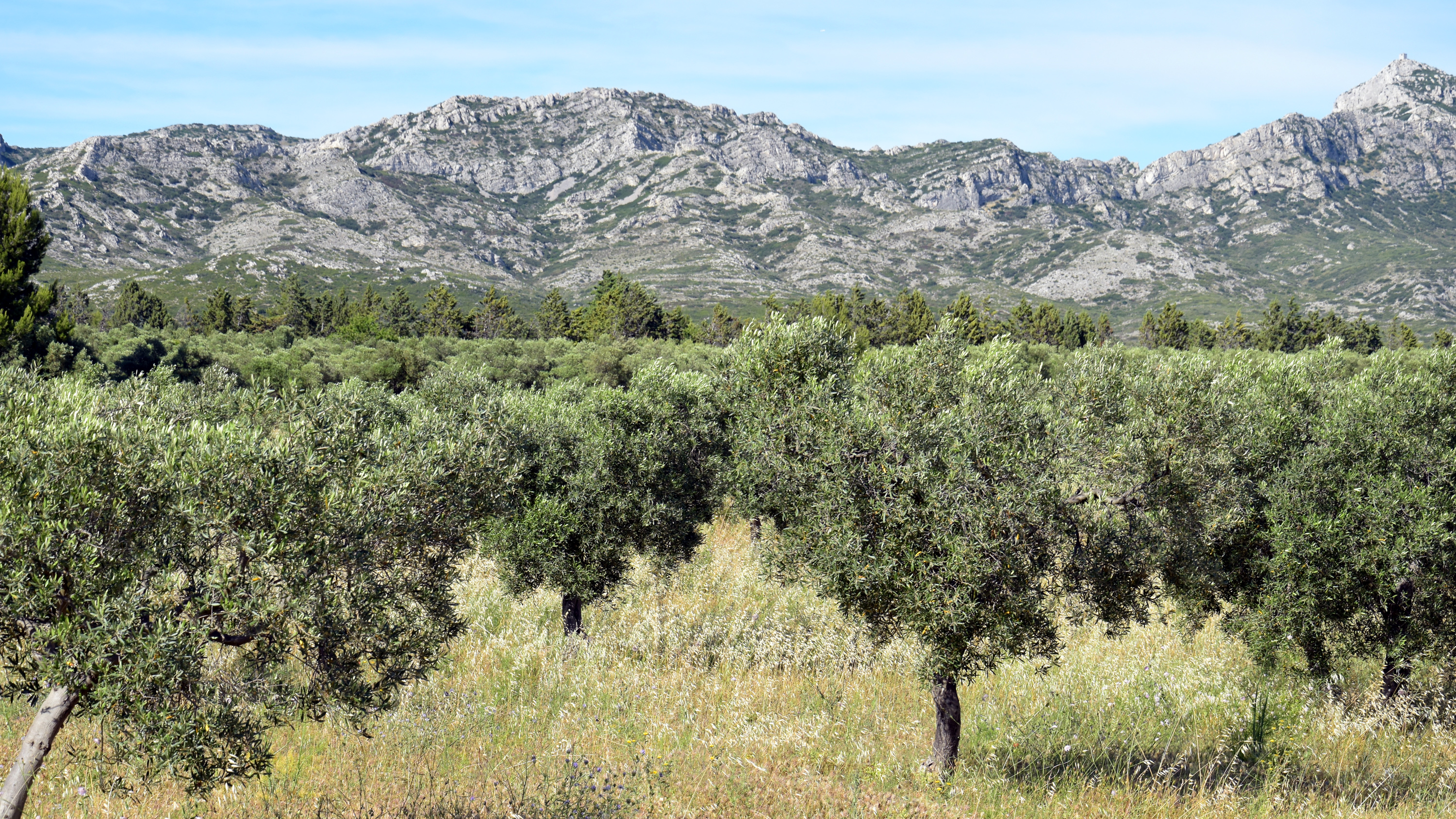
Plaine au pied du massif des Alpilles.
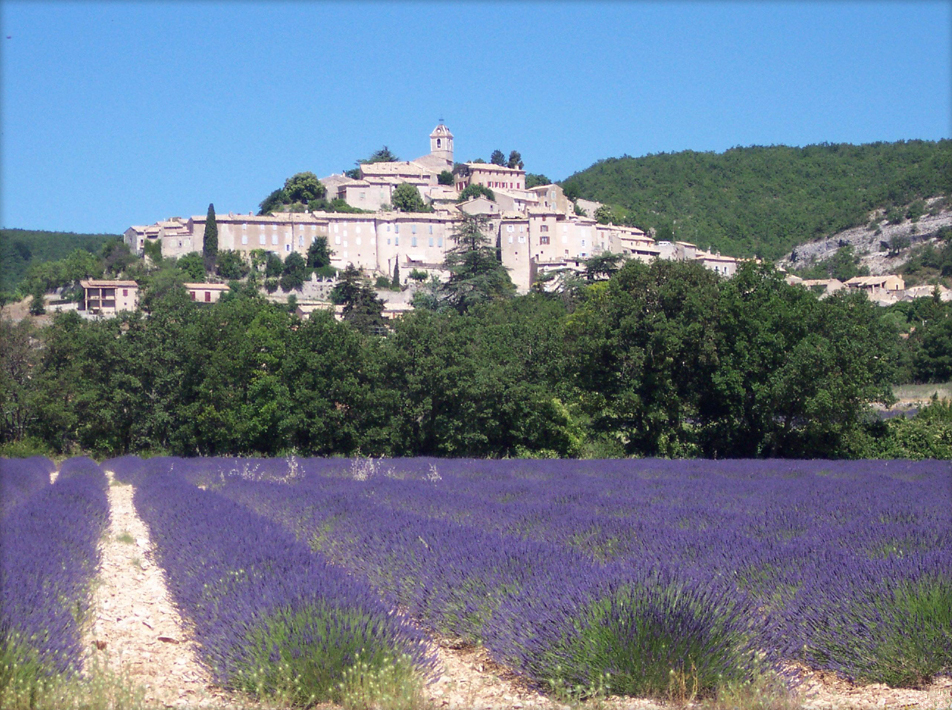
Paysage de plaine et de colline à Banon.
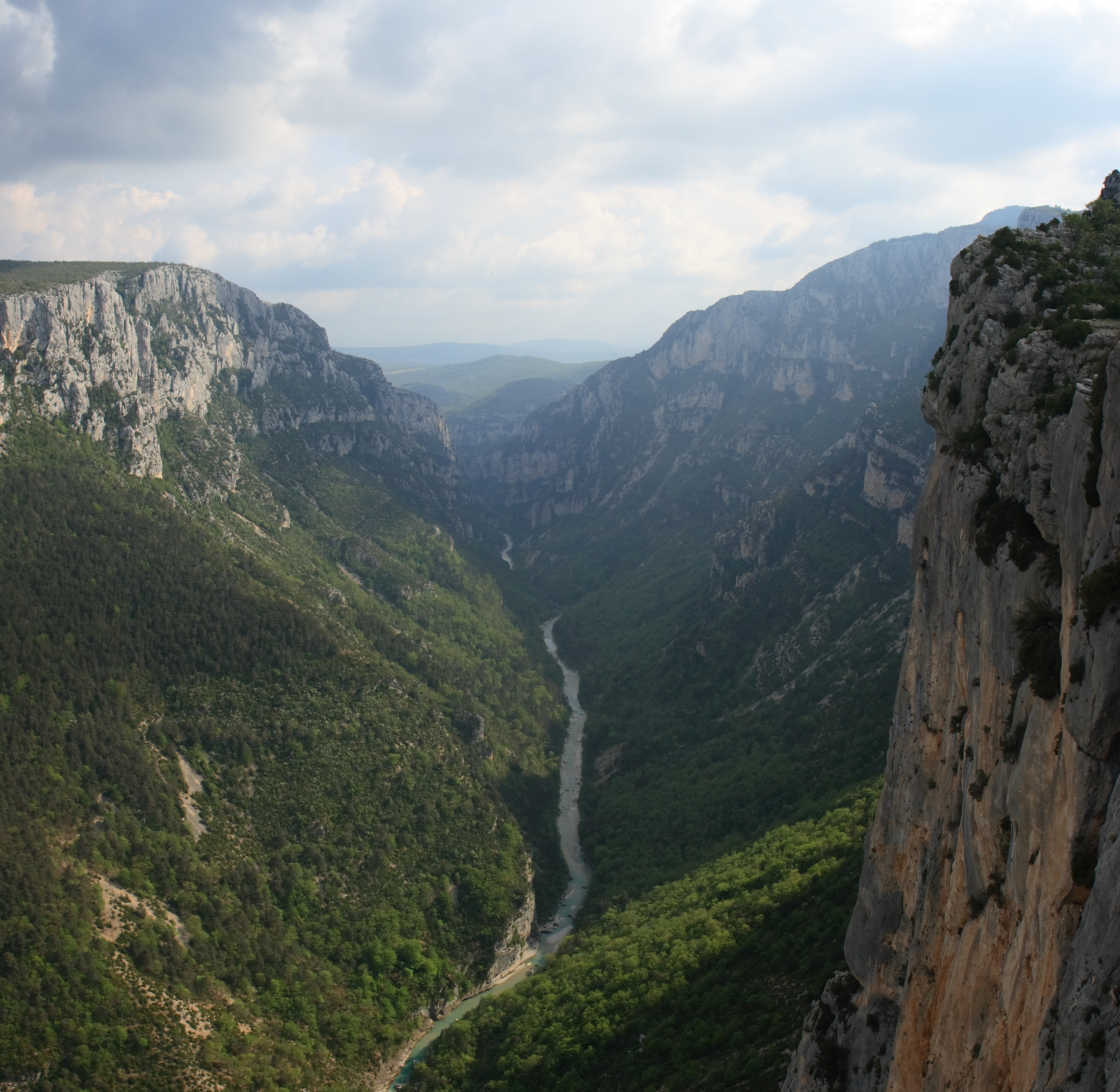
gorges du Verdon entre Alpes-de-Haute-Provence et Var.
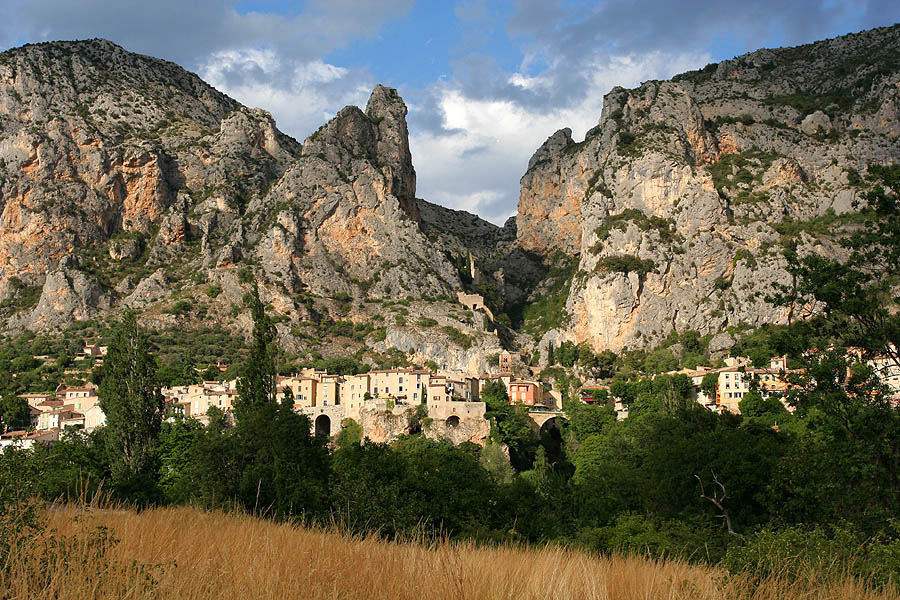
Gorges à Moustiers-Sainte-Marie dans les Alpes-de-Haute-Provence.
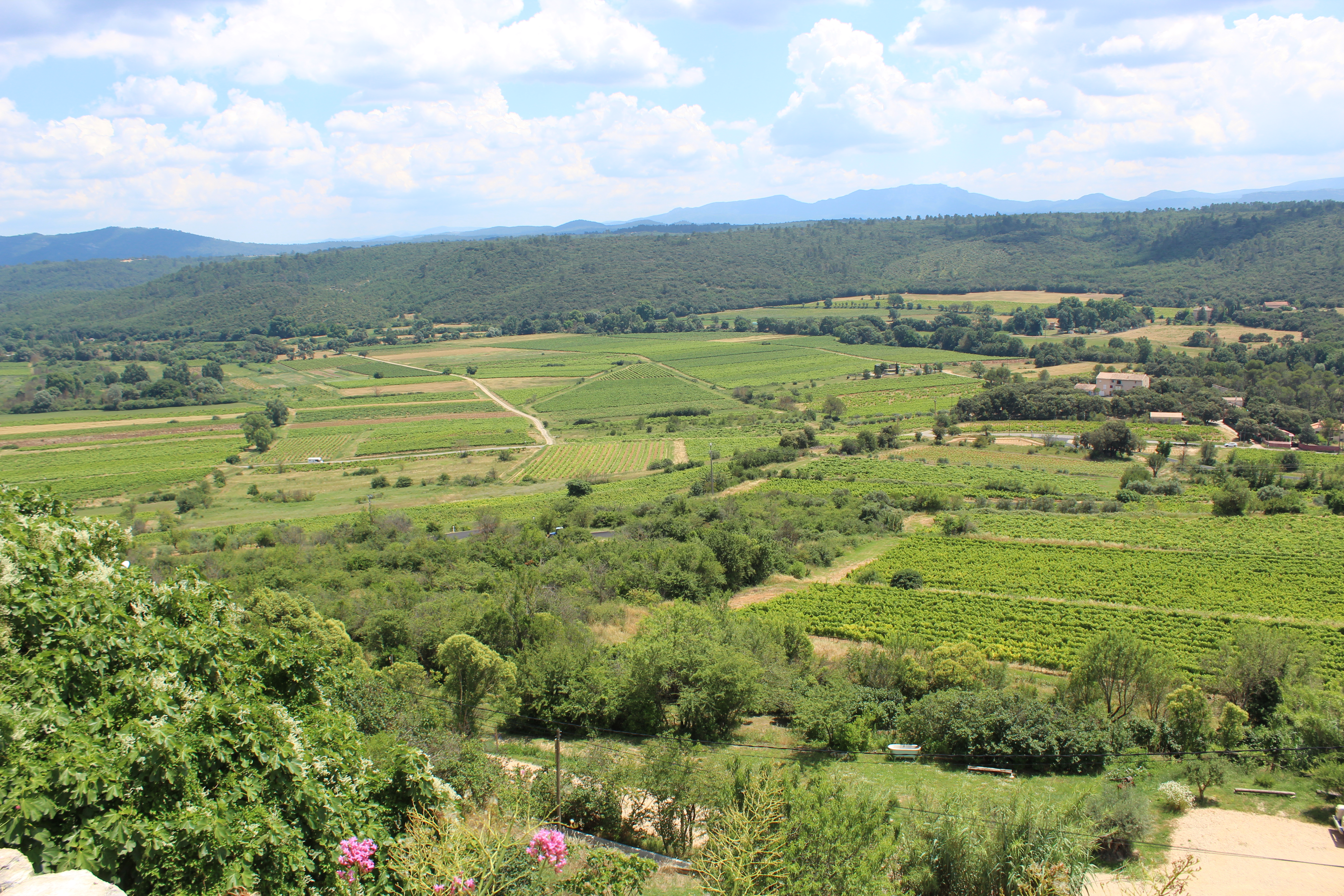
Plaine de vignobles à Seillons-Source-d'Argens.
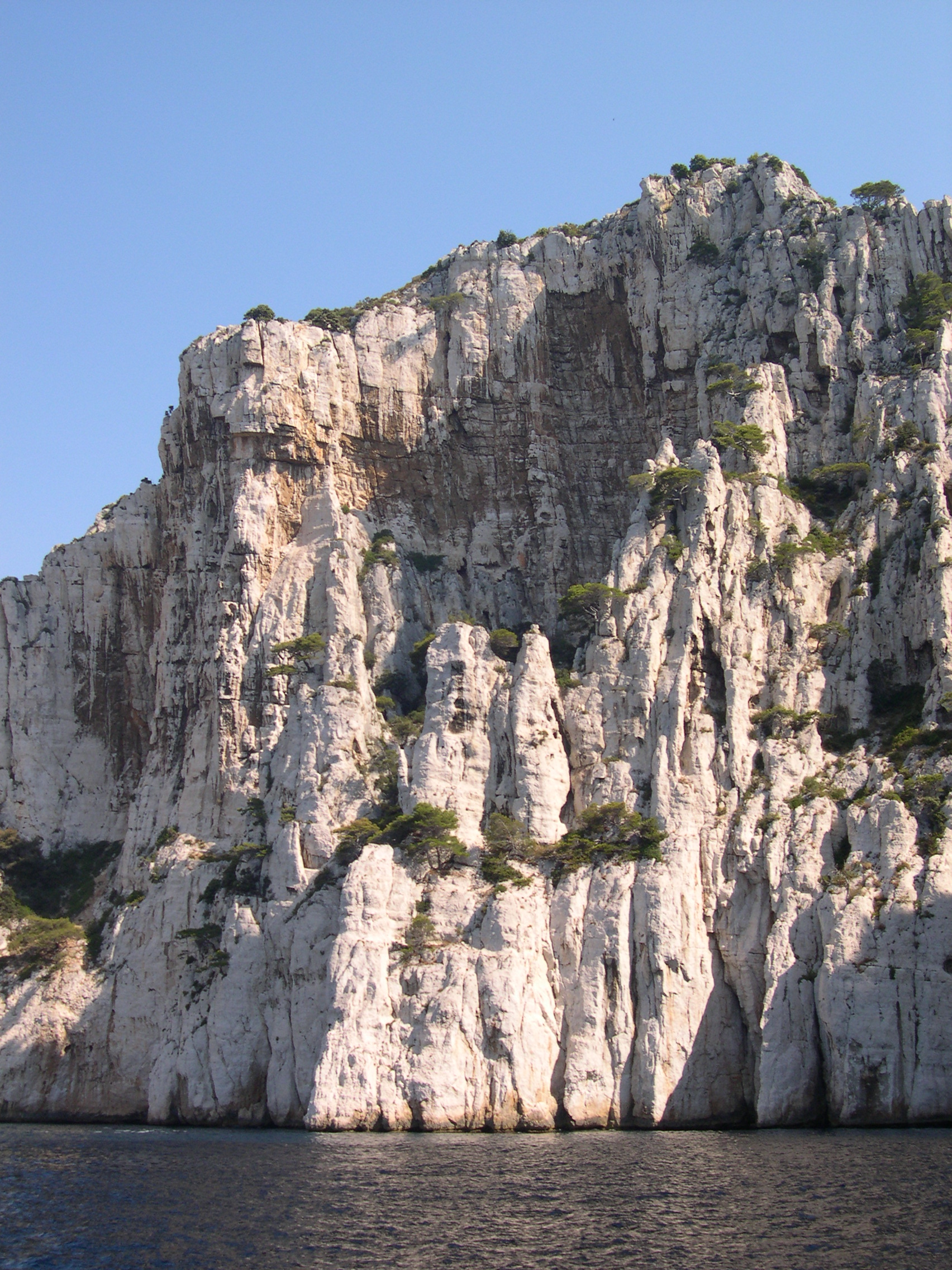
Relief escarpé de la calanque de l'Oule à Marseille.
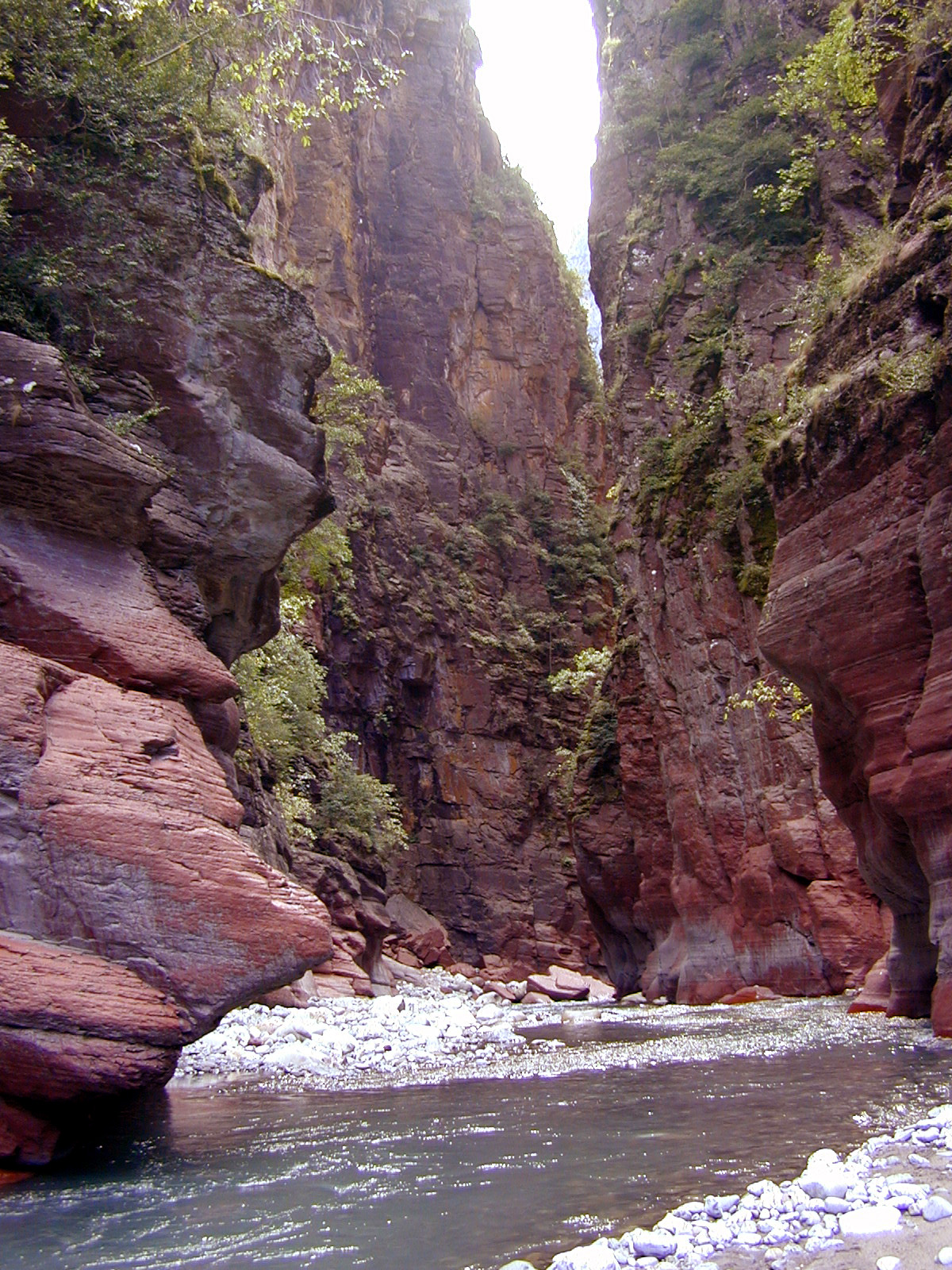
gorges du Daluis dans les Alpes-Maritimes.
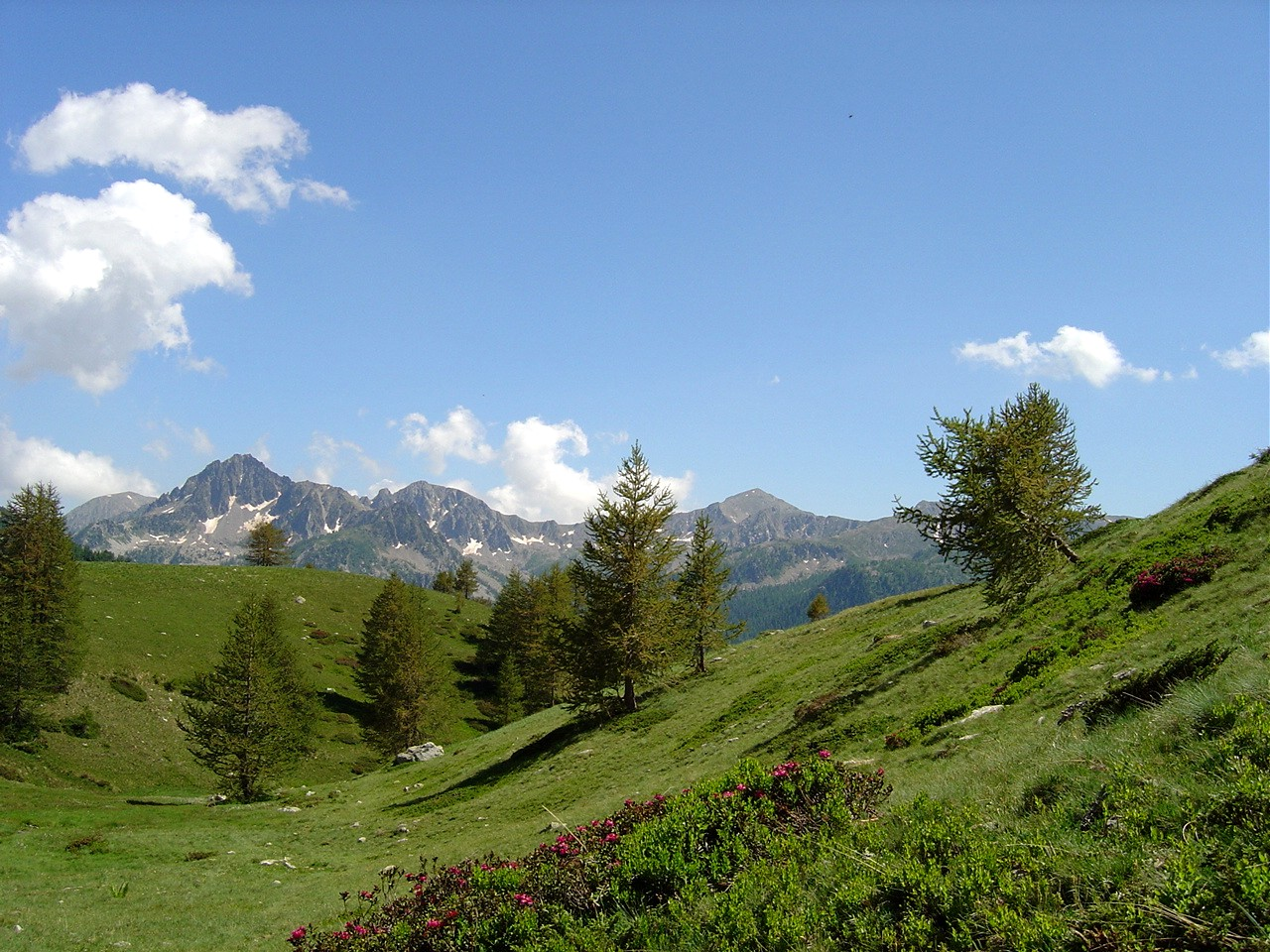
Vallon de Mollières, parc national du Mercantour dans les Alpes-Maritimes.

### Hydrographie

#### Les fleuves et les rivières
Parmi les cours d'eau qui traversent la Provence, le plus important est le Rhône qui forme la frontière occidentale de la région. Le Rhône a le second débit de tous les fleuves s'écoulant en Méditerranée, après le Nil. Se jetant dans une mer sans marée, le fleuve a formé un delta. Désormais endigué, ce delta est figé hormis lors de crues exceptionnelles comme en 1993, 1994 et 2003.
La Durance est un affluent du Rhône qui prend sa source non pas en Provence mais dans le Dauphiné vers 2 390 mètres d'altitude, au pré de Gondran, sur les pentes du sommet des Anges. La source se trouve à proximité de l’ancien fort du Gondran, sur la commune de Montgenèvre, dans les Hautes-Alpes, près de la frontière italienne. Elle se jette dans le Rhône à quelques kilomètres au sud-ouest d'Avignon, entre le Vaucluse et les Bouches-du-Rhône dont elle fait office de frontière. La Durance est une rivière dite « capricieuse » et elle était autrefois redoutée pour ses crues (la tradition provençale dit que les trois fléaux de Provence étaient le mistral, la Durance et le Parlement d'Aix) aussi bien que pour ses étiages.
L’Ubaye est une rivière prenant sa source au col de Longet à 2 655 m d’altitude, dans la vallée de l’Ubaye, passant par Barcelonnette (sous-préfecture des Alpes de Haute Provence), et alimente la Durance dans la retenue d’eau hydroélectrique du lac de Serre-Ponçon.
Le Verdon, qui prend sa source au pied de la Tête de la Sestrières (altitude 2 572 mètres), se jette dans la Durance après avoir parcouru environ 175 kilomètres. Il est particulièrement réputé pour ses gorges.
De nombreux fleuves côtiers existent en Provence, notamment :
- le Var, qui prend sa source à une altitude de 1 790 mètres, au sud du col de la Cayolle, et parcourt 114 kilomètres[19] dans les Alpes-Maritimes (il ne traverse plus le département du Var) avant de déboucher dans la mer Méditerranée entre Nice et Saint-Laurent-du-Var. Le Var, dont le niveau est habituellement bas (50 à 100 m3/s en règle générale), est considéré comme la frontière naturelle entre la Provence et le pays de Nice.
- l'Argens traverse le département du Var de Seillons-Source-d'Argens à Fréjus, où il se déverse en Méditerranée.

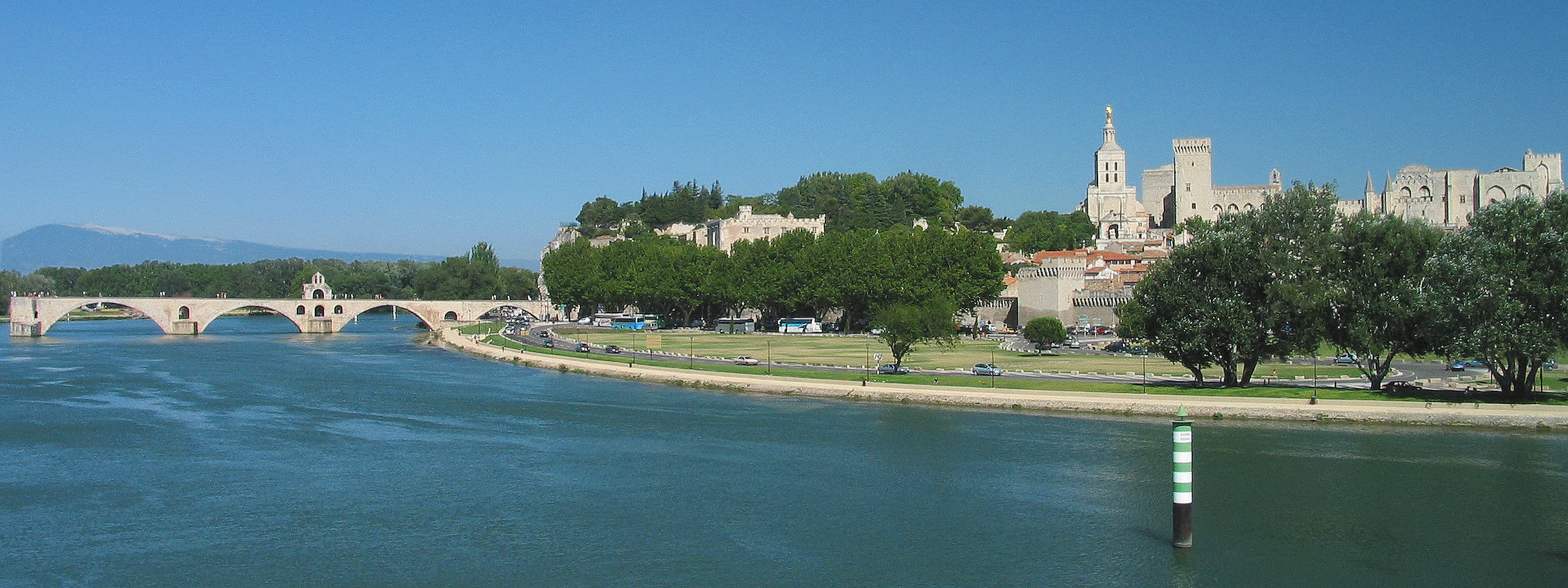
Le fleuve Rhône à Avignon.
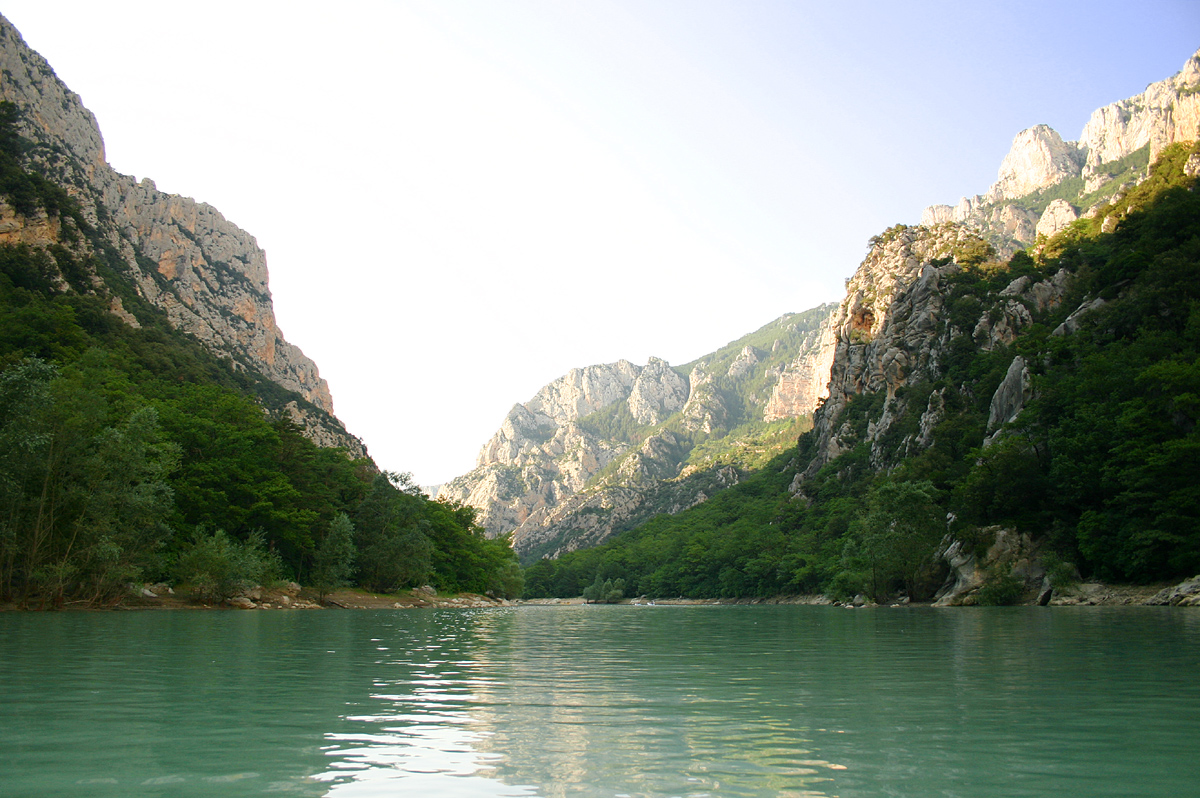
La rivière Verdon.
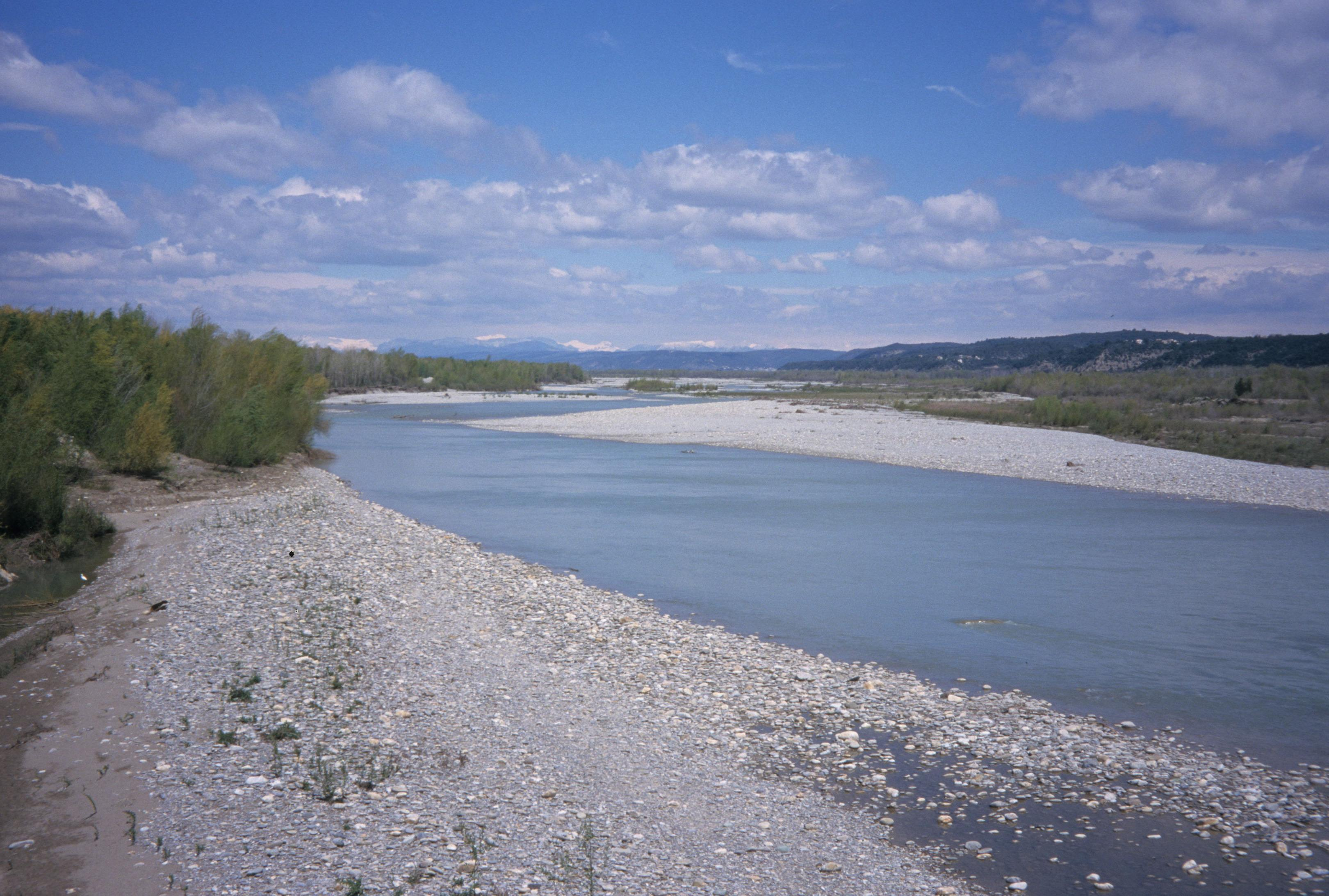
La rivière Durance.
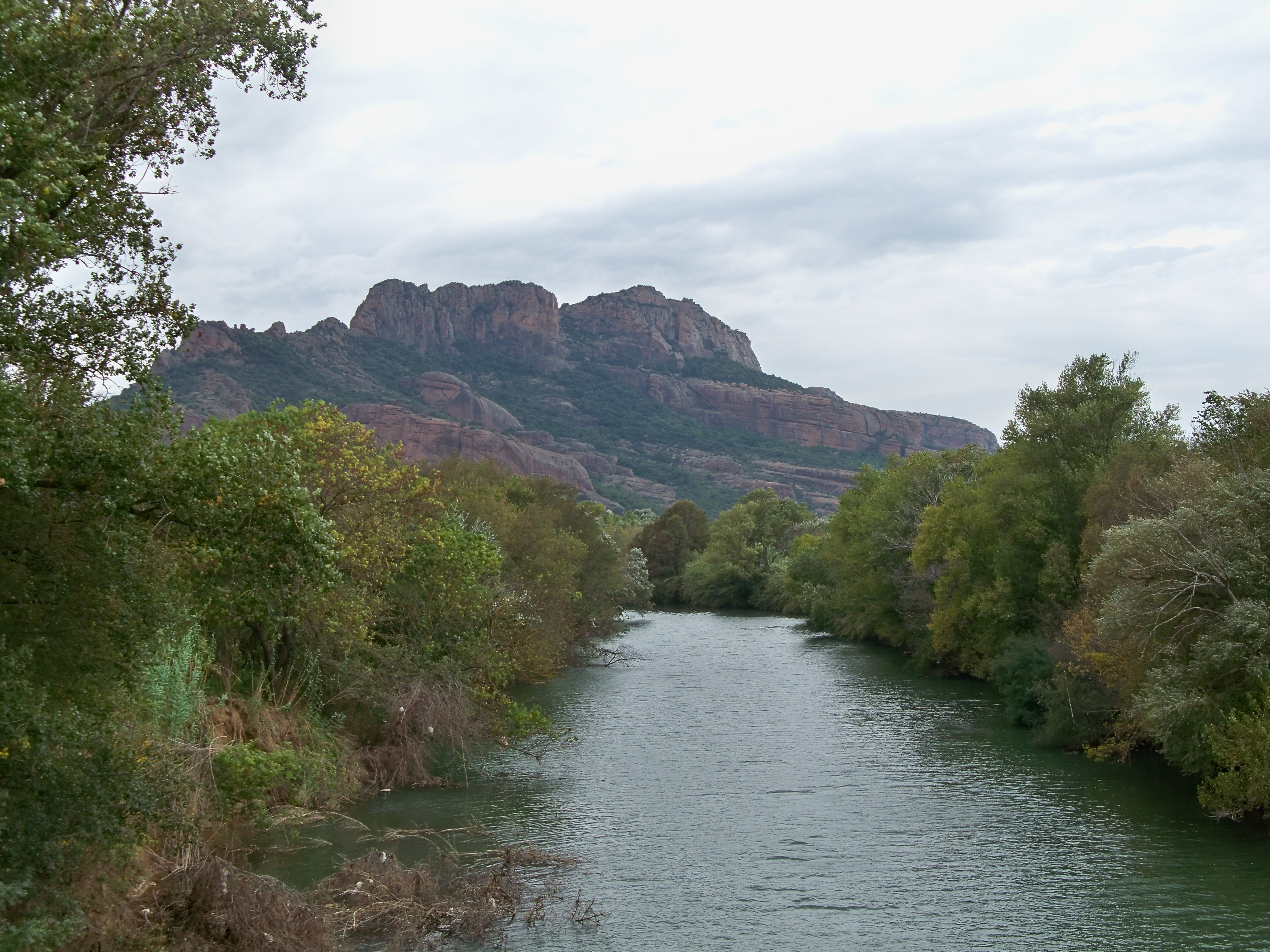
Le fleuve Argens dans le Var.
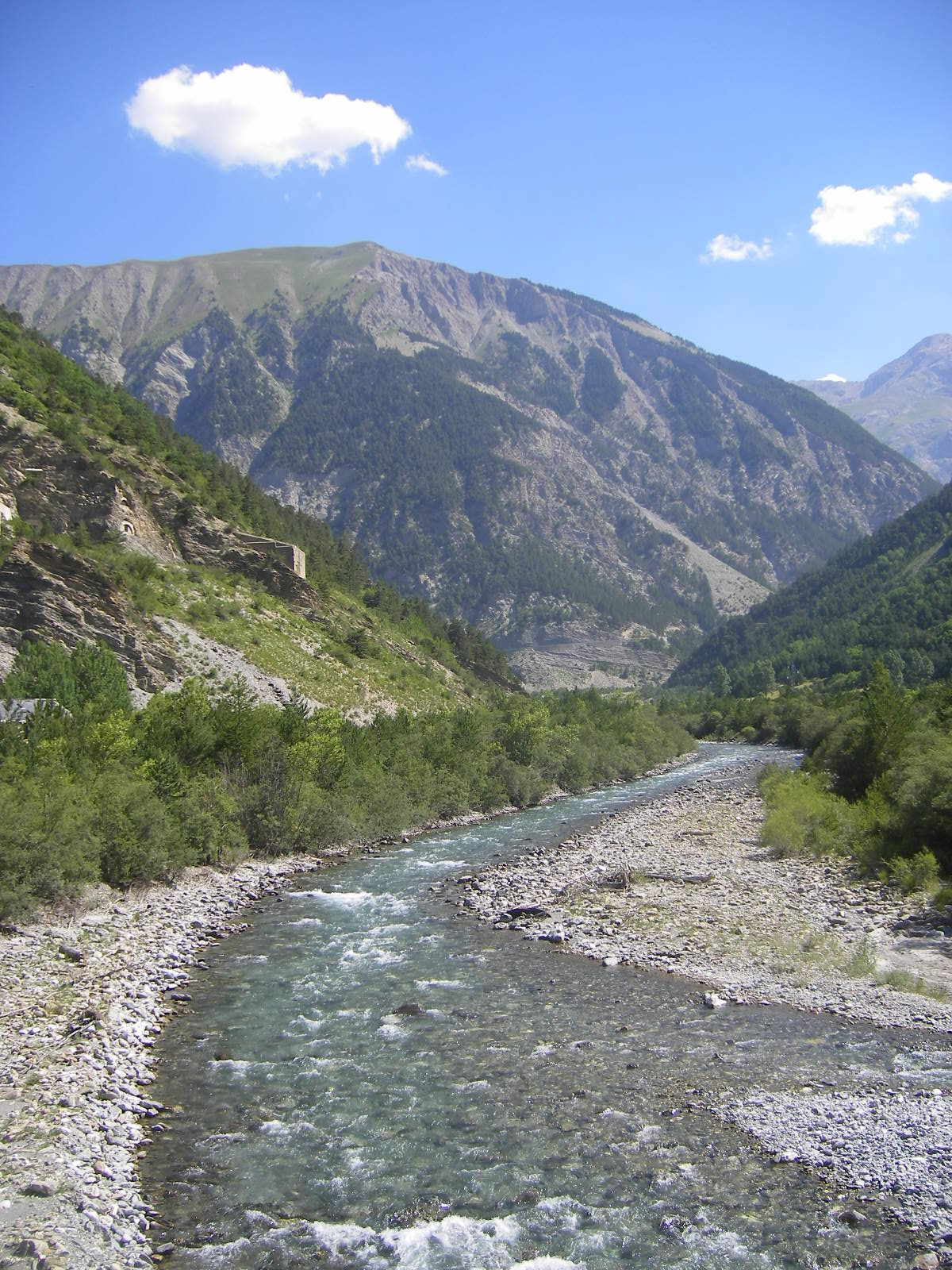
La rivière Ubaye.
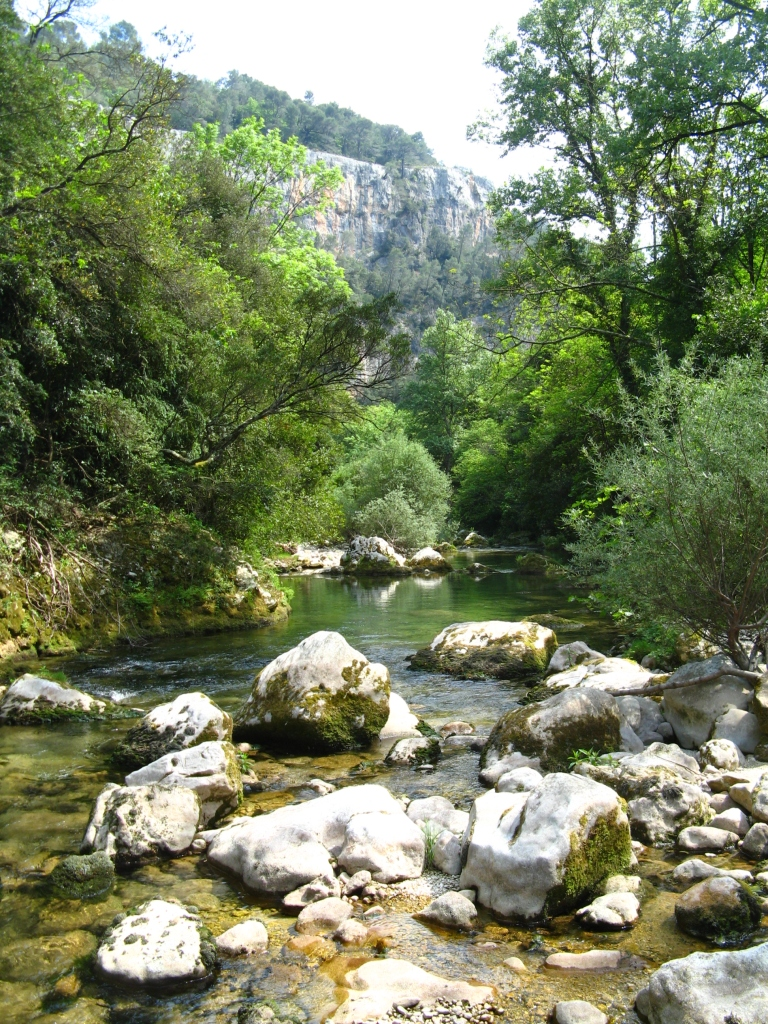
Le fleuve Siagne.
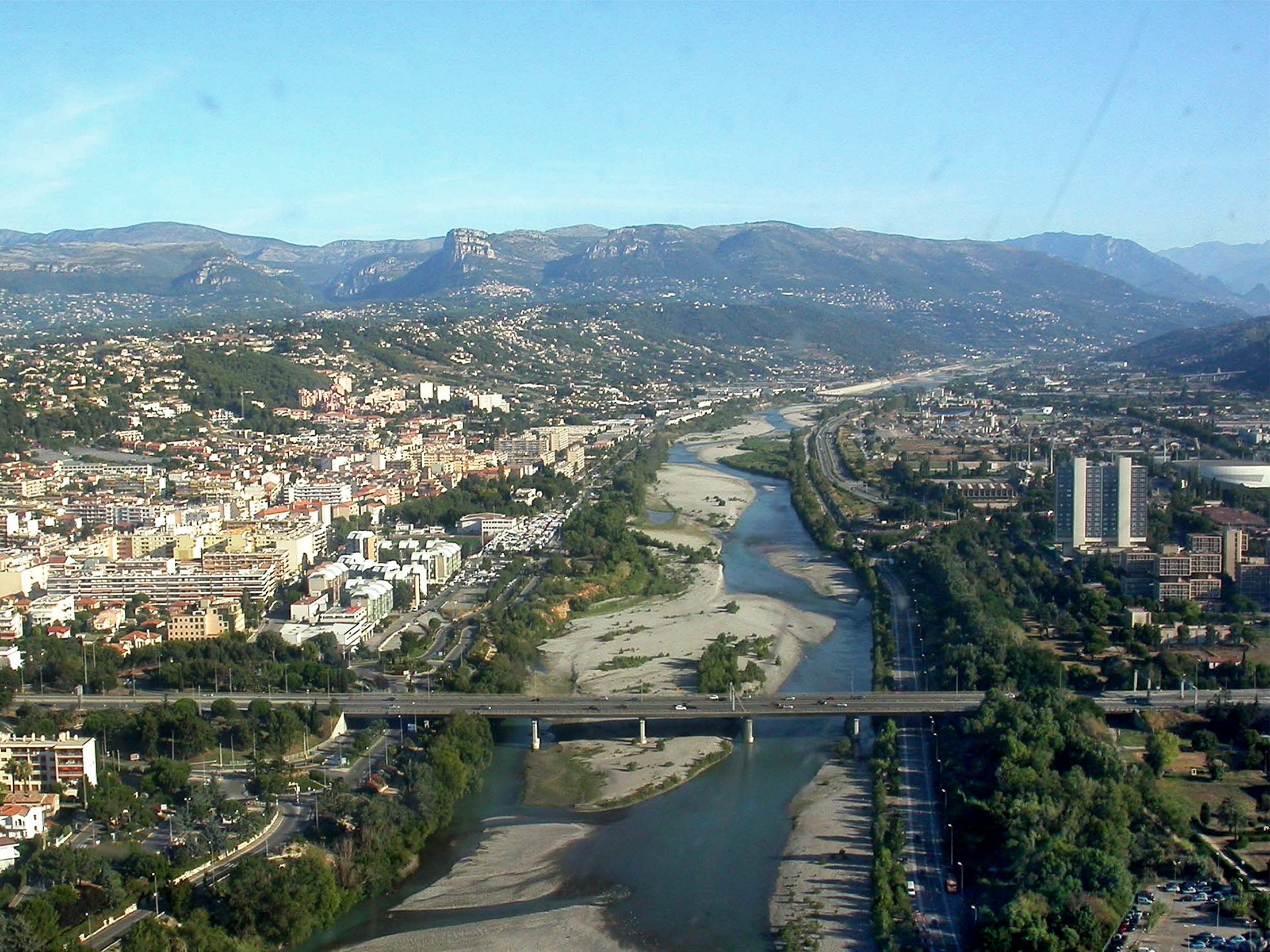
Le fleuve Var.

#### Les lacs et les étangs

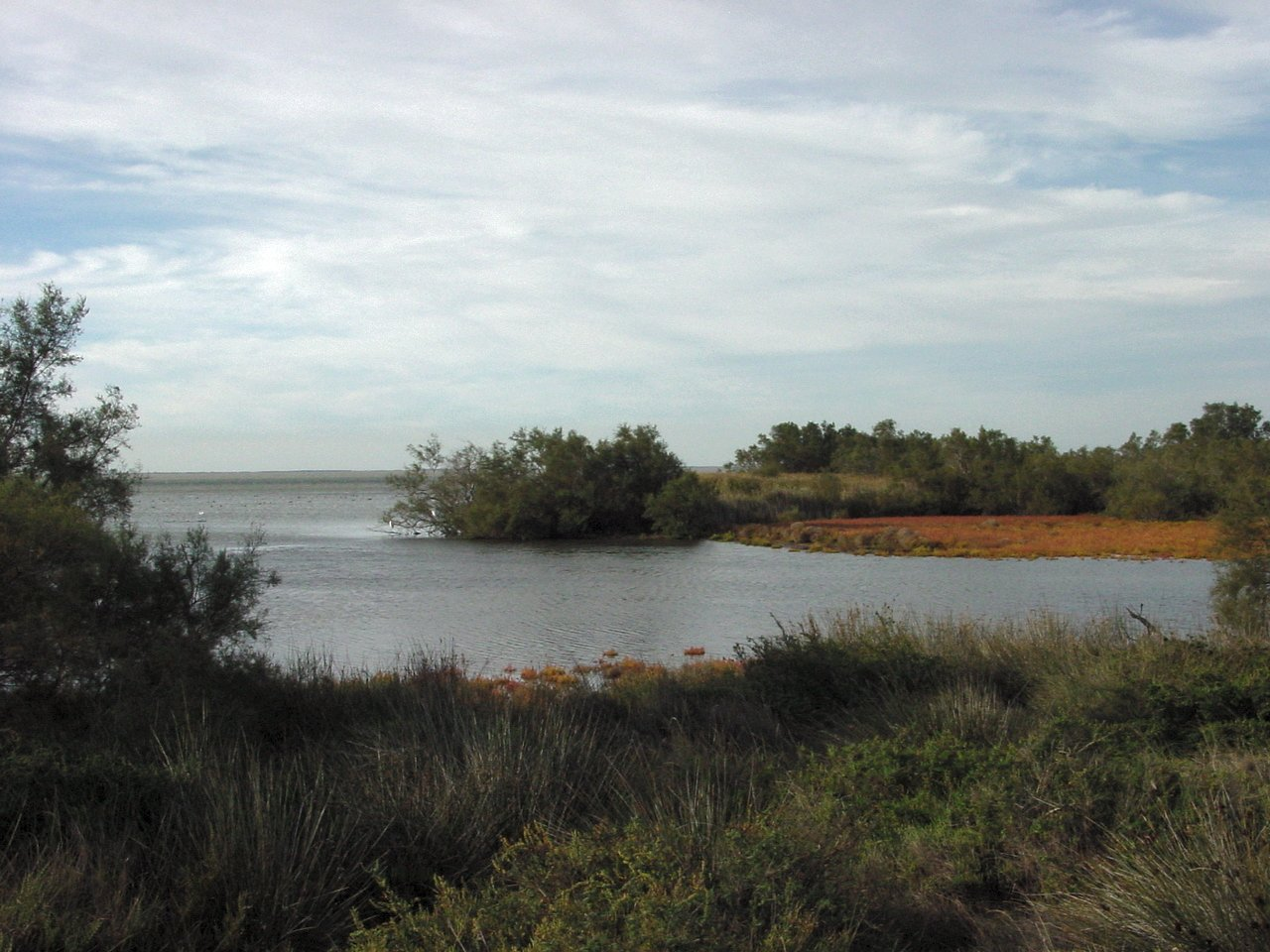
L'étang de Vaccarès en Camargue.
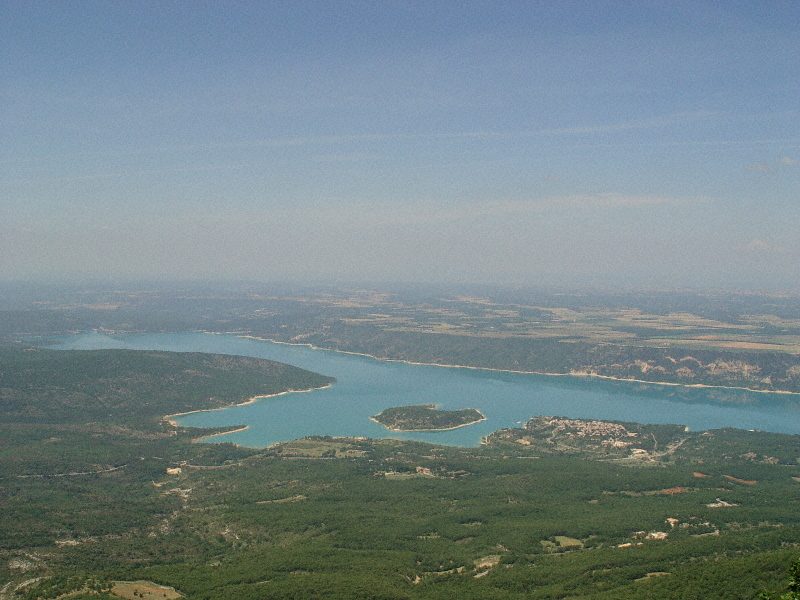
Le lac de Sainte-Croix entre le Var et les Alpes-de-Haute-Provence.
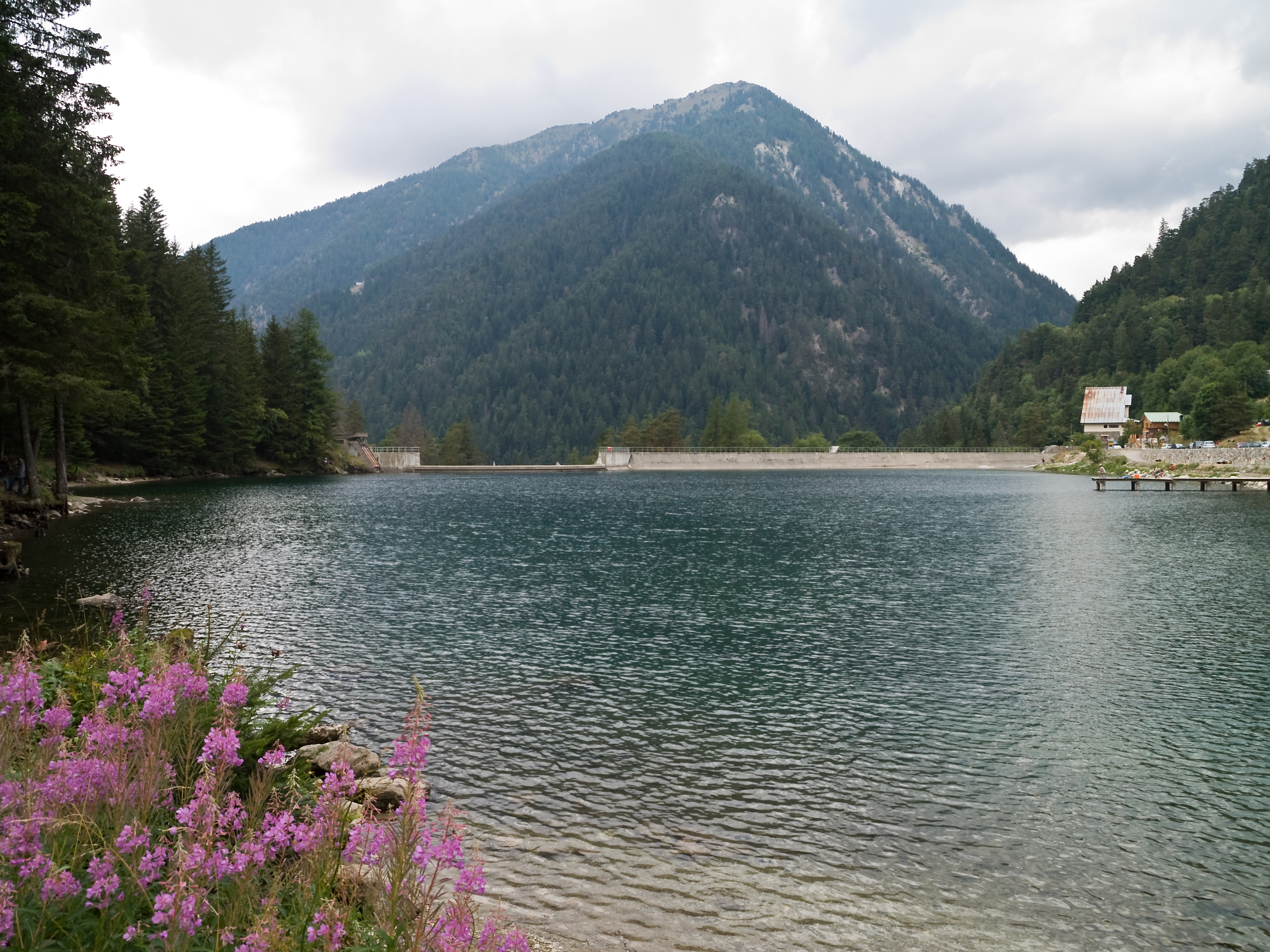
Le lac du Boréon à Saint-Martin-Vésubie.
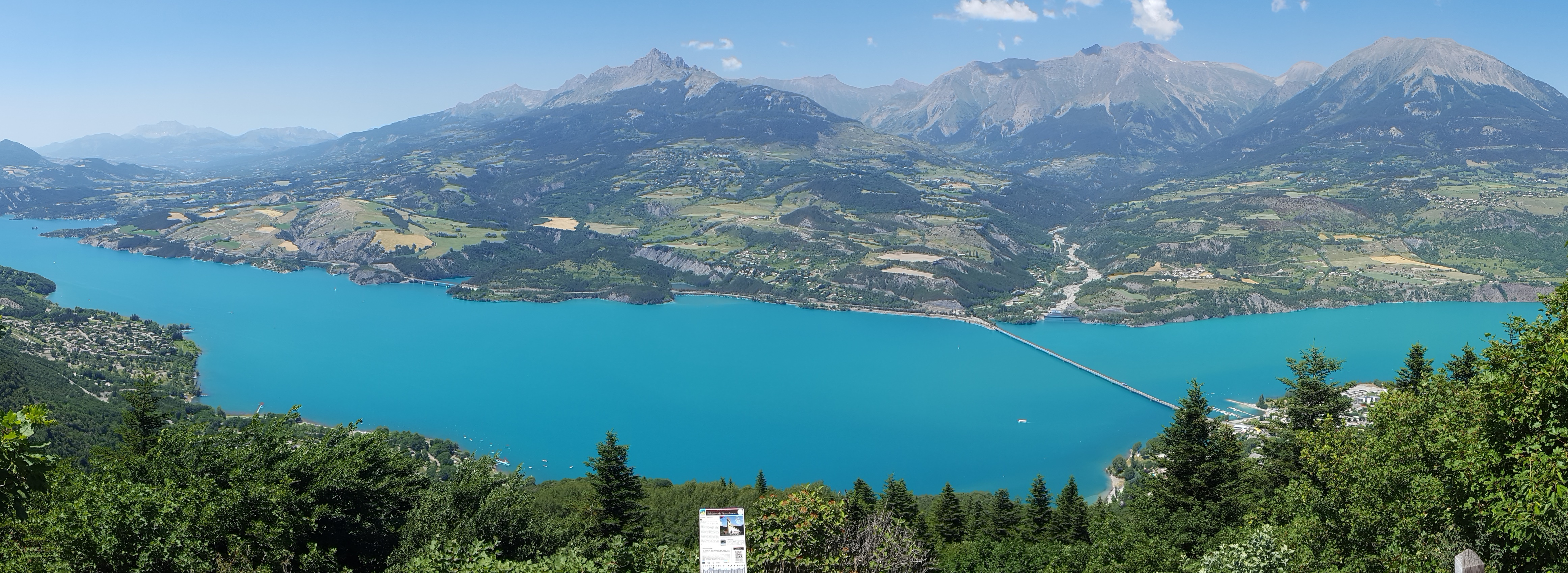
Le lac de Serre-Ponçon entre les Alpes-de-Haute-Provence et les Hautes-Alpes.

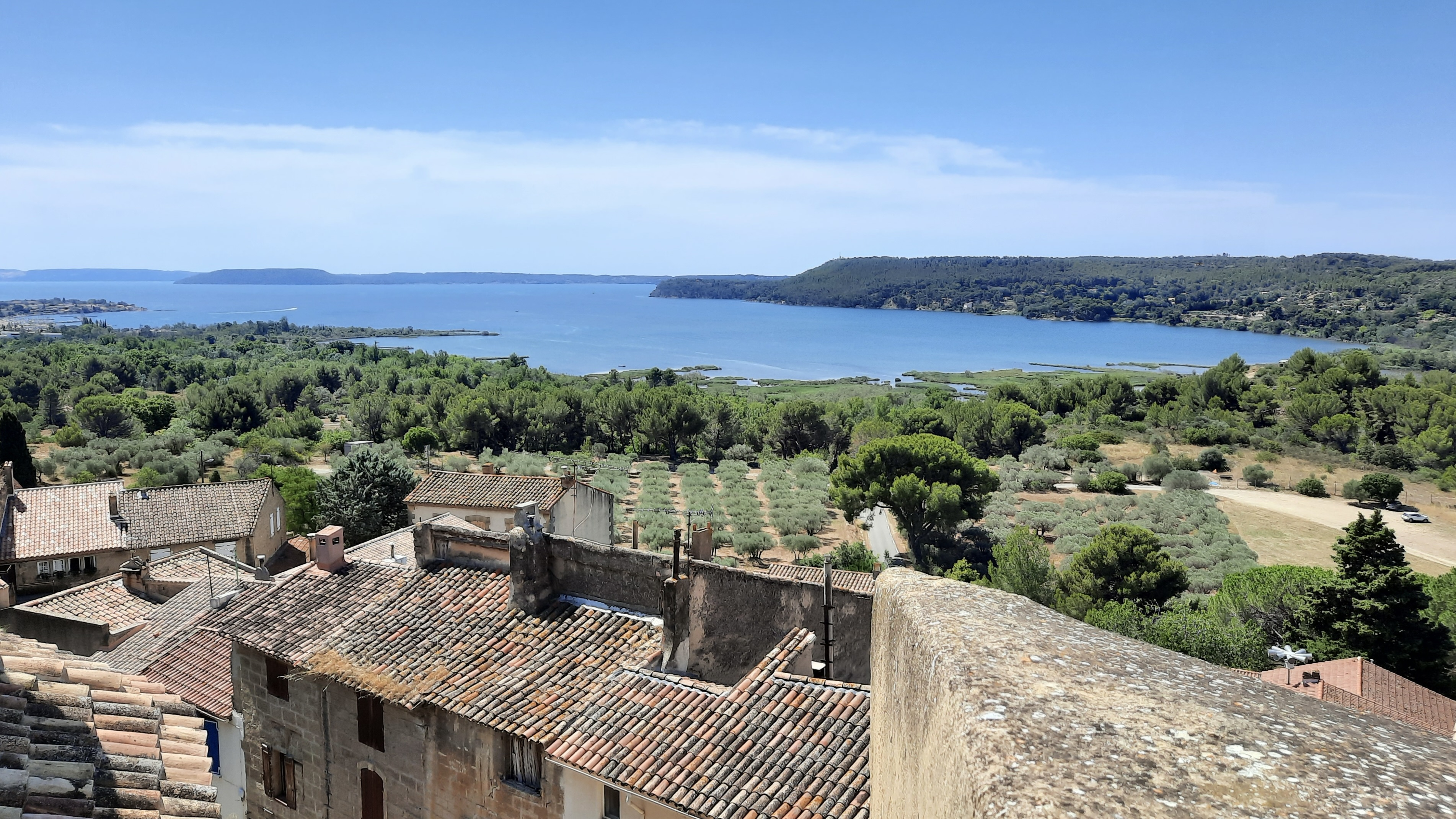
L’étang de Berre vu depuis Miramas-le-Vieux dans les Bouches-du-Rhône

### Climat

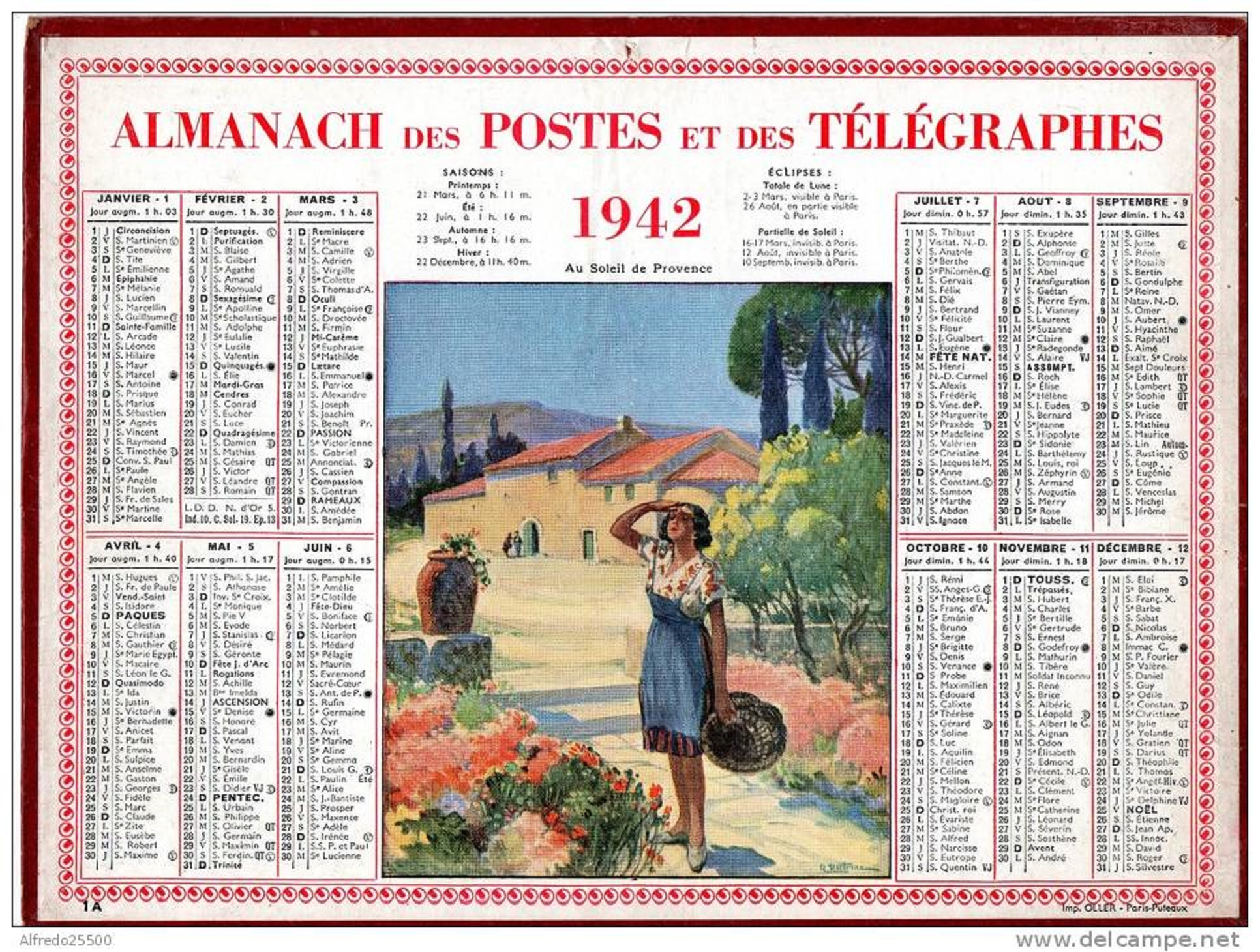
Au Soleil de Provence.

La Provence est une région au climat méditerranéen avec des étés chauds et secs. Les hivers y sont doux près de la côte, généralement humides à l'est, mais sont plus rudes dans le nord et le nord-est (massif du Pelat, vallée de l'Ubaye, massif des Préalpes de Digne) où le climat devient alpin.
Dans sa partie centrale et méditerranéenne, la Provence présente une végétation du type garrigue. La sécheresse d'été la rend particulièrement vulnérable aux incendies. Dans sa partie la plus orientale et la plus alpine, elle devient en revanche plus verdoyante et plus humide.
Le vent principal est le mistral, dont la vitesse peut dépasser les 110 km/h. Il souffle entre 120 et 160 jours par an, avec une vitesse moyenne de 90 km/h par rafale. Le tableau suivant indique les différentes vitesses du mistral enregistrées par les stations d'Orange et Carpentras-Serres dans le sud de la vallée du Rhône et sa fréquence au cours de l'année 2006. La normale correspond à la moyenne des 53 dernières années pour les relevés météorologiques d'Orange et à celle des 42 dernières années pour Carpentras.
Légende : « = » : idem à la normale ; « + » : supérieur à la normale ; « - » : inférieur à la normale.
|                                                      | Jan.    | Fév.    | Mars.    | Avril   | Mai     | Juin     | Juil.   | Août    | Sept.   | Oct.    | Nov.    | Déc.     |
| Vitesse maximale relevée sur le mois                 | 96 km/h | 97 km/h | 112 km/h | 97 km/h | 94 km/h | 100 km/h | 90 km/h | 90 km/h | 90 km/h | 87 km/h | 91 km/h | 118 km/h |
| Tendance : jours avec une vitesse > 16 m/s (58 km/h) | --      | +++     | ---      | ++++    | ++++    | =        | =       | ++++    | +       | ---     | =       | ++       |

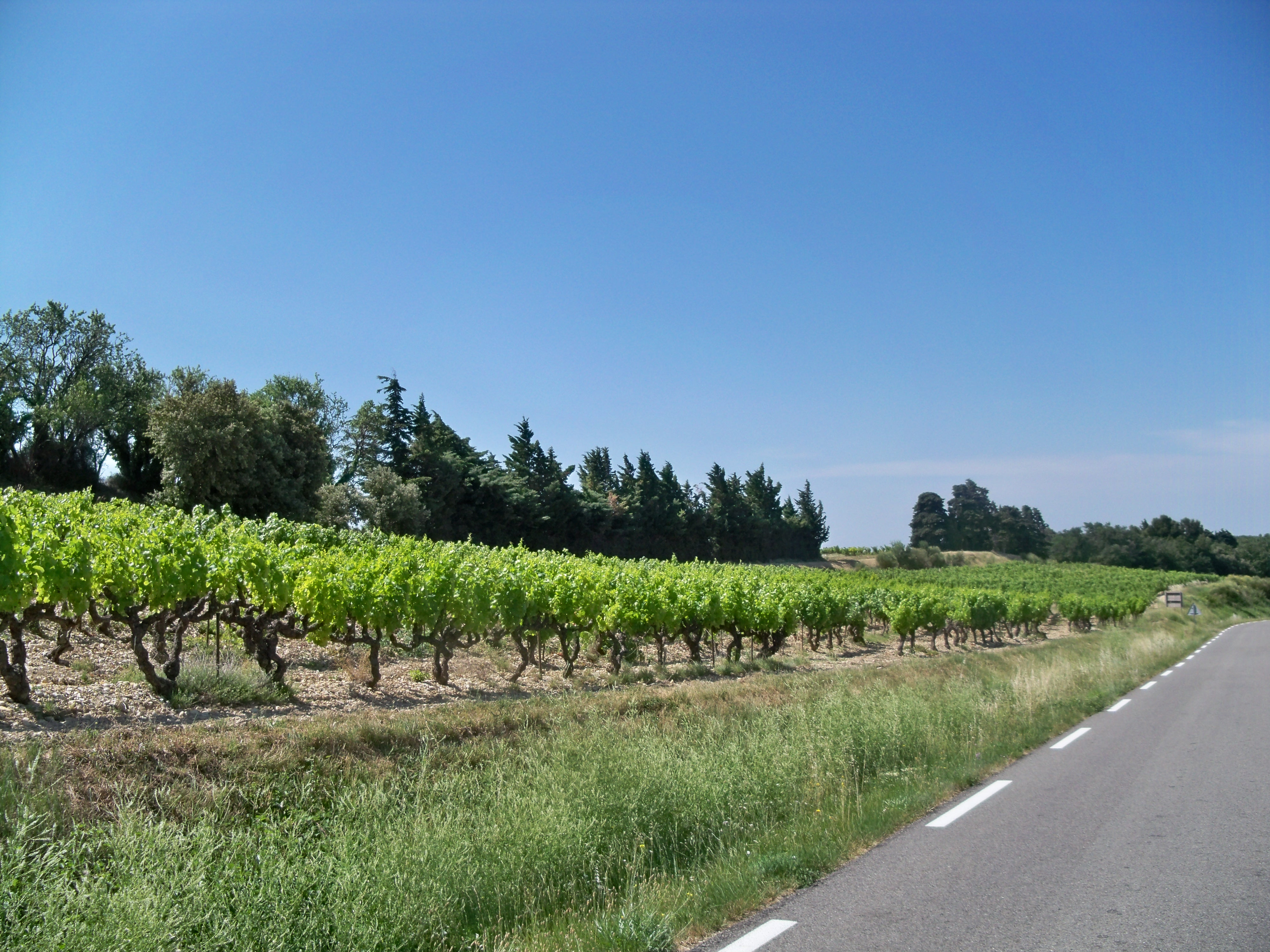
Vallée du Rhône : haies de cyprès pour protéger les productions agricoles du Mistral.
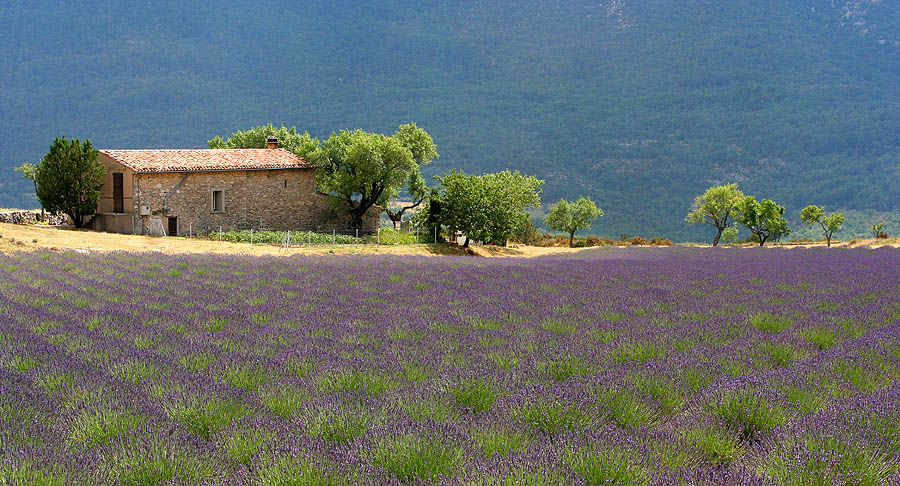
Champ de lavande.
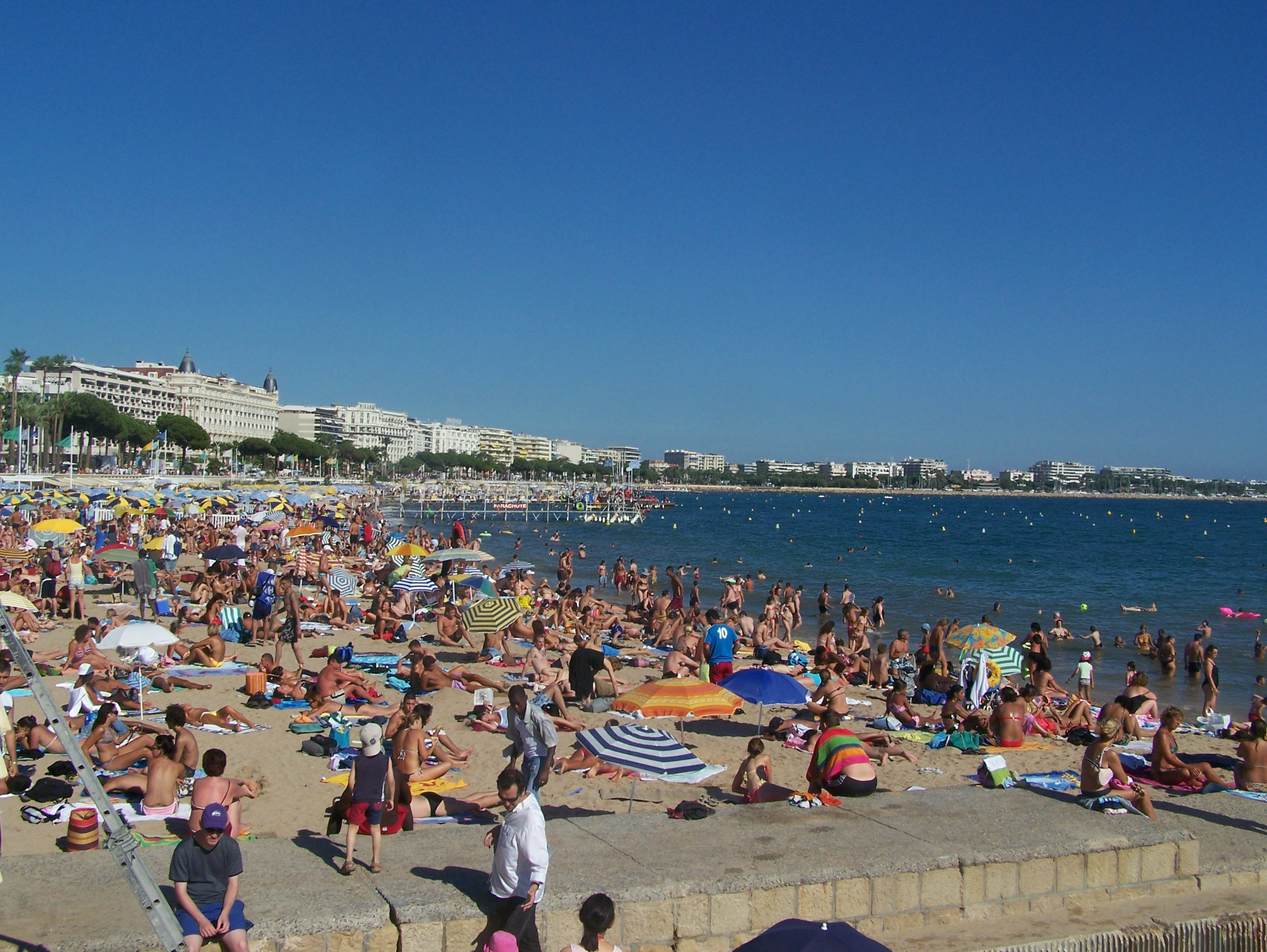
Les plages de Cannes en période estivale.
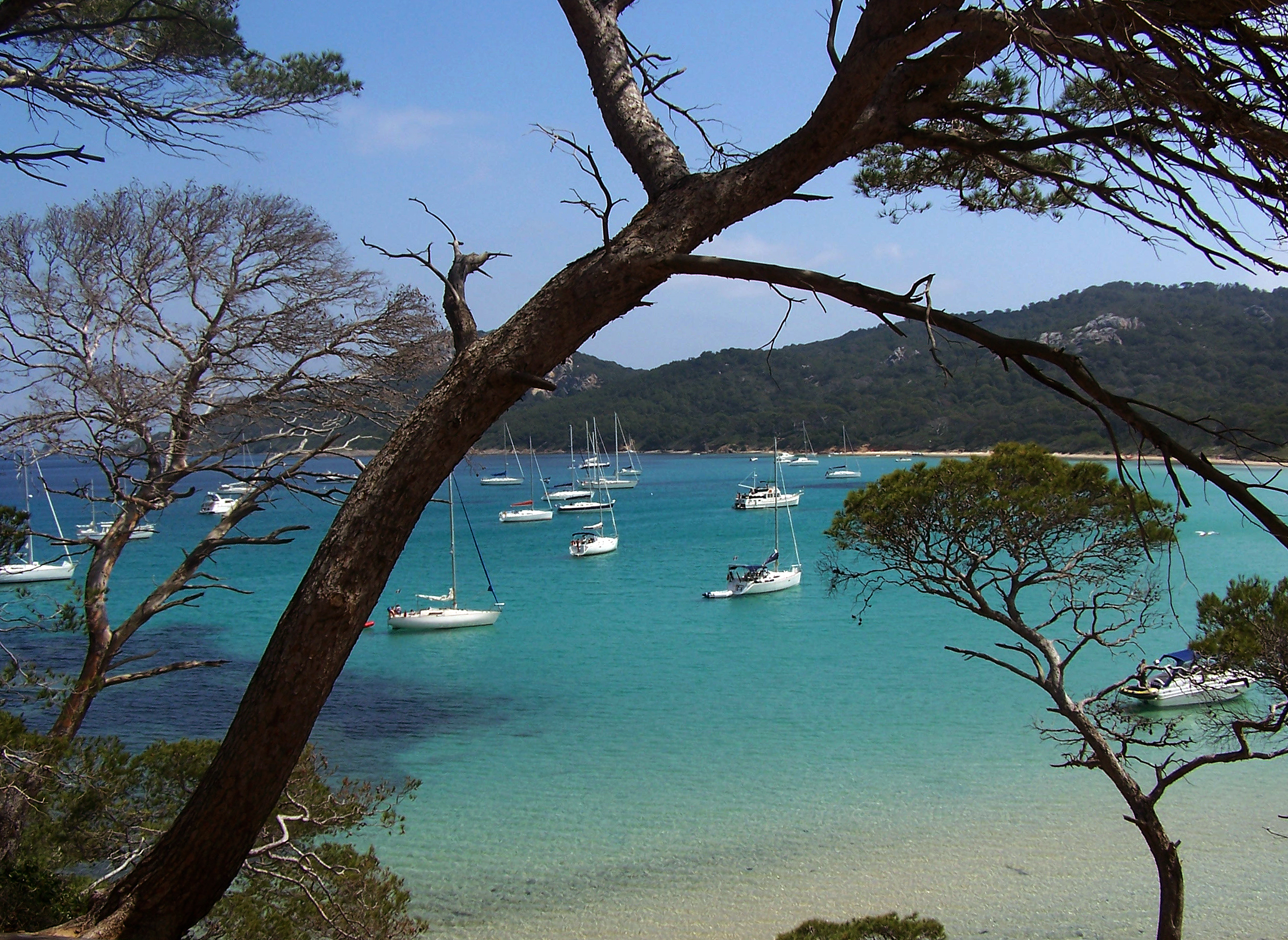
La plage de la Courtade, sur l'île de Porquerolles à Hyères.

### Flore
On trouve des palmiers endémiques, le palmier nain (Chamaerops humilis) ainsi que des espèces de palmiers introduites par l'homme, comme le Washingtonia ou le Phoenix.
Outre les zones de culture, il y a des maquis, des garrigues et des forêts.
Le climat méditerranéen a favorisé dans le maquis et la garrigue le développement de plantes grasses, épineuses ou fortement aromatiques. Ces dernières, servant en cuisine, ont été exportées dans les autres provinces françaises sous le nom d'herbes de Provence.

## Histoire

### Antiquité

#### L'arrivée des Grecs
Le littoral provençal a été colonisé par les Grecs : vers 600 av. J.-C., les Phocéens s'installent à Marseille (en grec, Massalia ; en latin, Massilia). Ils essaiment à Nice (Nikaia), Antibes (Antipolis), Hyères (Olbia), Six-Fours-les-Plages (Tauroeis), Arles, La Ciotat (Citharista), Brégançon (Pergantion), Monaco (Monoïcos), Athénopolis ainsi que sur certaines parties du littoral languedocien comme à Agde (Agathé) ou au sud de Nîmes. Au nord, ils fondent Le Pègue près de Valréas et s'arrêtent à La Laupie à l'est de Montélimar. Antérieurement à l'invasion et la colonisation romaine, la région était principalement peuplée de Ligures qui se sont ensuite mêlés à quelques soldats celtes et fondèrent ensuite ce que l'on appelle aujourd'hui les Ligures (ou Lugiens).
Au début de la deuxième guerre punique, Scipion est envoyé par Rome pour protéger Massilia, citée alliée, cible supposée de Hannibal qu'il pense trouver vers les Pyrénées, et bloquer ainsi son passage par la côte. Hannibal, n'a pas réussi à mettre les tribus gauloises de son côté et ses troupes sont attaquées depuis la péninsule ibérique, a été ralenti mais il est malgré tout déjà plus au nord. Les tribus de la région de Massilia, future Provincia, alliées de Rome, sont évitées vers le milieu du mois d'aout 218 av. J.-C. Ce sont 38 000 fantassins, 8 000 cavaliers et 37 éléphants qui traversent la Provincia et passent le Rhône à quatre jours de marche au nord de Marseille, soit à la hauteur du village actuel de Caderousse. Quand Scipion comprend son erreur, il laisse ses troupes continuer sur l'Ibérie mais revient pour préparer ses légions dans la plaine du Pô. Massilia est épargnée. La Provence subit seulement des dommages dans les villages gaulois qui n'ont pas voulu laisser passer les colonnes (bataille du Rhône). D'autres fournissent des guerriers pour lutter contre les velléités romaines et ne pas se laisser asservir comme les tribus gauloises récemment pacifiées du nord de la botte (Gaule Cisalpine), dont certaines se rebelleront aussi .

#### La conquête romaine auIIesiècleav. J.-C.
Chronologie sommaire
- -181 : les Massaliotes phocéens de la ville de Marseille et leurs alliés helléno-celtes Cavares de la région de Cavaillon-Avignon-Orange appellent Rome au secours contre les pirates Ligures.
- -154 : Antibes assiégées par les Ligures des Alpes Maritimes, expédition d'Opimius.
- -125/-124 : coalition de tribus Ligures (les Salyens) soutenue par les Allobroges, les Voconces, et les Arvernes : le consul Marcus Fulvius Flaccus franchit les Alpes et les vainc. En 123 av. J.-C., nouvelle campagne qui se termine par la destruction de l’oppidum d’Entremont.
- En 123-122 av. J.-C. : fondation d’Aix-en-Provence pour contrôler les Salyens.
- -122 : le consul Romain Cnaeus Domitius Ahenobarbus écrase les Allobroges venu soutenir les Salyens.
- -121 : les Volques, à la tête d'un vaste territoire de 24 oppidums accueillent sans résistance les légions de Rome.
- -120 : Ahenobarbus en campagne ; on lui attribue la fondation et l’organisation de la Provincia.
- -117 : début de la construction de la voie Domitienne (Via Domitia), en l’honneur de Cnaeus Domitius Ahenobarbus, en direction des Pyrénées. Elle emprunte le tracé d’une ancienne route grecque (la Voie héracléenne). Son aménagement est le symbole de la romanisation et apporte un développement des échanges commerciaux.
- -109/-105 : incursions des peuples germaniques (Cimbres, Teutons, Tigurins, Ambrons) : Caius Marius écrase les Teutons à Pourrières (près d'Aix-en-Provence) (-102) et les Cimbres à Verceil (101 av. J.-C.).

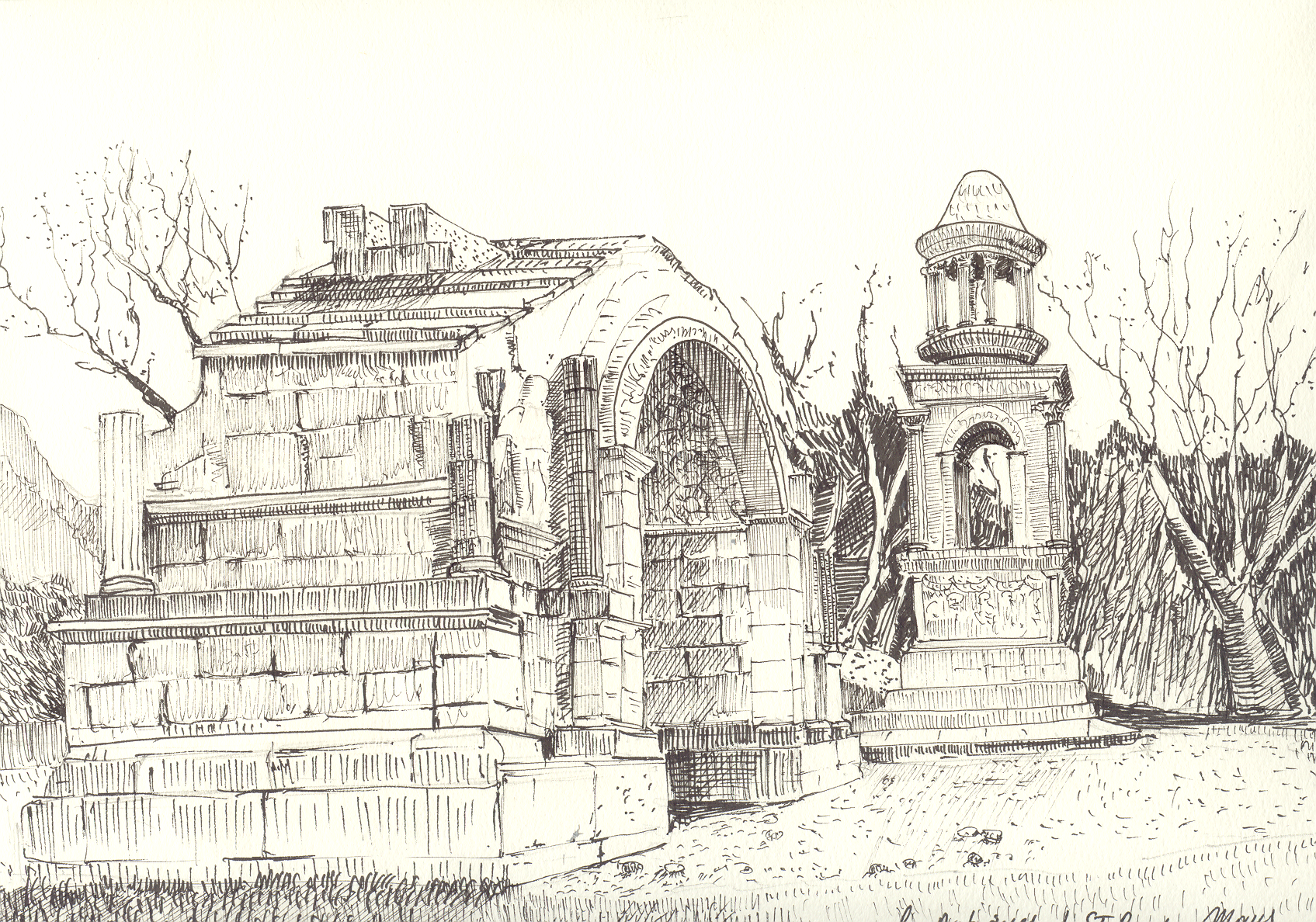
Les Antiques à Saint-Rémy-de-Provence.
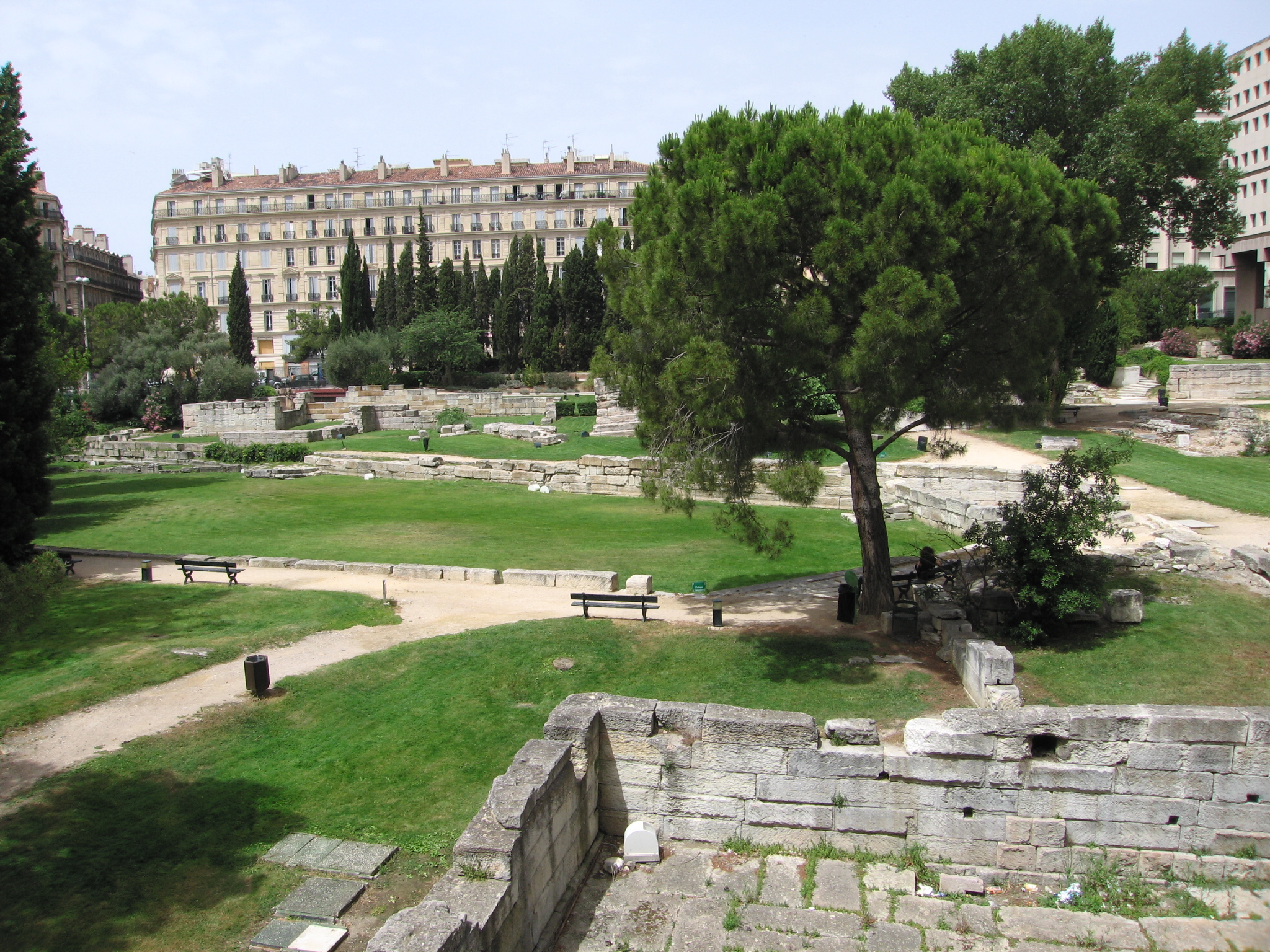
Le Jardin des Vestiges à Marseille.
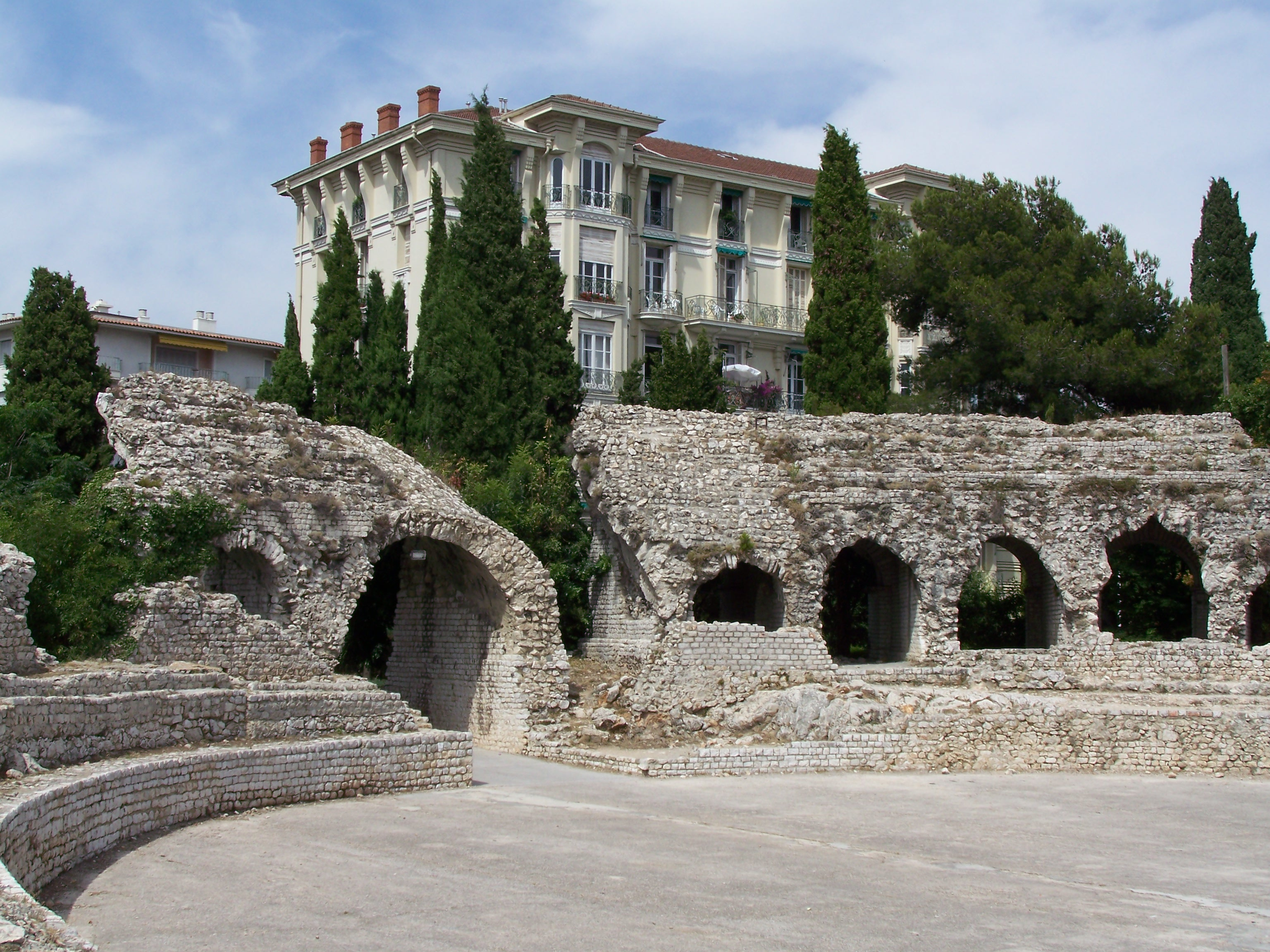
Les arènes de Cimiez à Nice.
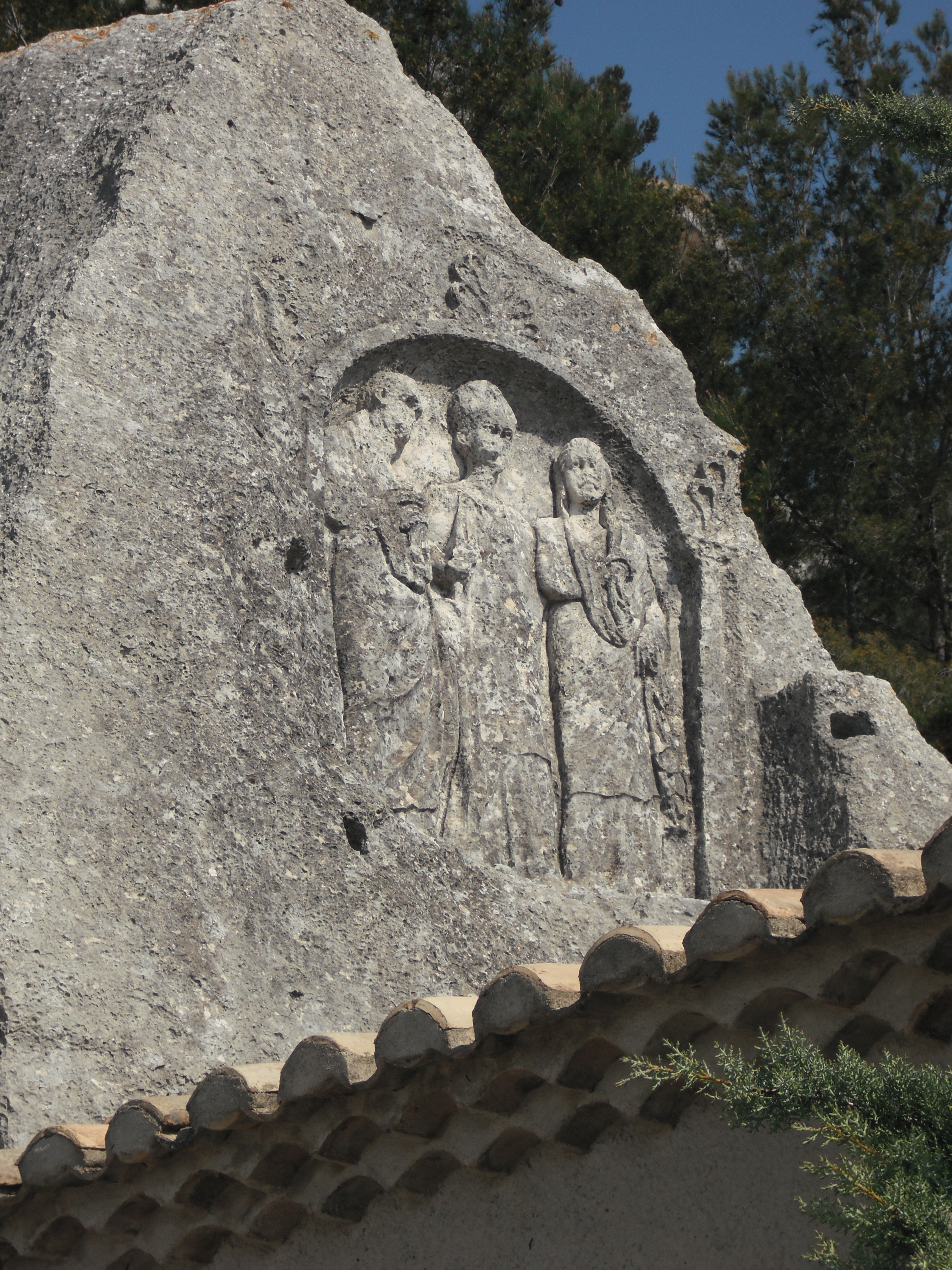
Les Trémaïé

### Moyen Âge

#### Haut Moyen Âge
Lors des invasions, les Wisigoths et les Alains pillent de nombreuses cités jusqu'à Orange et Avignon. En 442, les Burgondes s'installent dans la vallée du Rhône, et choisissent pour capitale la ville de Vienne qui gardait son prestige de grande et opulente cité romaine. Avignon marqua la pointe sud de ce royaume. Les Ostrogoths fondent au sud du royaume des Burgondes, un duché dépendant de leur royaume italo-dalmate: le duché de Provence future basse Provence ou comté de Provence (la partie Burgonde deviendra le marquisat de Provence). En 536 Thibert Ier fait rentrer la Provence dans le domaine franc. Charles Martel combattra plus tard le patrice de Provence, Mauronte, allié des Maures de Gothie, et le vaincra en 736.
En 843, le traité de Verdun donne la Provence à Lothaire Ier. Son fils Charles de Provence est encore un enfant de santé fragile, souffrant d'épilepsie. Aussi l'administration de son domaine est confiée à son précepteur, Girart de Vienne qui sera chargé de repousser les raids des Sarrasins encore présents en 842 dans la région d'Arles. La cour réside à Vienne qui devient la capitale de ce royaume au détriment d'Arles jusqu'au début du Xe siècle. Le royaume de Provence-Viennois ou de Bourgogne cisjurane dura de l'an 855 à 863. À la mort de Charles, la Provence est intégrée à l'Italie, et le Viennois à la Lotharingie de Lothaire II. Après une période trouble, la Provence est de nouveau incluse dans le domaine impérial par le traité de Meerssen (870).
Le 11 janvier 887 il meurt à Vienne, et est inhumé dans la cathédrale Saint-Maurice. Son épouse Ermengarde fille de Louis II le Jeune est nommée régente du royaume de Provence avec l'aide de Richard le Justicier, frère de Boson. Louis III l'Aveugle, fils de Boson et de Ermengarde, se fait élire et couronner roi d'Italie le 5 octobre 900, puis empereur d'Occident de février 901 à juillet 905, rendu aveugle, il revient à Vienne sa capitale d'où il règne sur le royaume de Provence.
Dans les années 880, quelques sarrasins provenant de l'émirat d'Al-Andalus échouent par hasard sur le rivage varois et établissent une base au Fraxinet (Fraxinetum) ou Freinet, que l'on situe traditionnellement dans la région de La Garde-Freinet, d'où ils lancent des raids, notamment dans la basse Provence orientale. Hugues d'Arles mène deux attaques victorieuses contre eux en 931 et 942 avec l'aide de navires byzantins, mais sans pousser l'avantage jusqu'à leur expulsion.
En 947, le Boson d'Arles, comte d'Arles est investi de la Provence. À sa mort, ses deux fils, Guillaume Ier dit le Libérateur et Roubaud, se partagent en indivis le comté, indivision que maintiennent leurs descendants. La lignée des Bosonides est ainsi divisée entre la branche cadette issue de Guilhem qui donne celle des comtes de Provence, et l'aînée issue de Roubaud qui donne les marquis de Provence.
En 972, à la suite de l'enlèvement de Mayeul de Cluny, abbé de Cluny, Guillaume Ier et Roubaud, avec l'aide de seigneurs provençaux et du marquis de Turin, libèrent la Provence des Sarrasins qui depuis le massif des Maures (au-dessus de Saint-Tropez) pillaient la région. La bataille de Tourtour marque la victoire définitive de Guillaume Ier sur les Sarrasins. Cette campagne militaire contre les Sarrasins, obtenue sans les troupes de Conrad III de Bourgogne, masque en fait une mise au pas de la Provence, de l'aristocratie locale et des communautés urbaines et paysannes qui avaient jusque-là toujours refusé la mutation féodale et le pouvoir comtal. Elle permet à Guillaume Ier d'obtenir la suzeraineté de fait de la Provence. Il distribue les terres reconquises à ses vassaux, arbitre les différends et crée ainsi la féodalité provençale. Nommé marquis en 975, Guillaume Ier fait d'Arles sa capitale.
En 1019, Emma de Provence, comtesse de Provence, se marie à Guillaume III de Toulouse, comte de Toulouse, transmettant les droits de la lignée de Roubaud à la maison de Toulouse. En 1112, Douce de Gévaudan, héritière des droits de la lignée de Guillaume, épouse Raimond-Bérenger III de Barcelone, comte de Barcelone, qui devient Raimond-Bérenger Ier de Provence. Les maisons de Toulouse et de Barcelone entrent alors en conflit pour le marquisat, pour aboutir à un traité en 1125 entre Raymond-Bérenger et Alphonse-Jourdain de Toulouse, qui partage le comté entre un marquisat au nord de la Durance, donné aux Toulouse, et le comté au sud, donné aux Barcelone, lesquels s'opposent entre 1144 et 1162 à la maison des Baux au cours des guerres Baussenques. En 1193, Alphonse II de Provence épouse Garsende de Sabran de Forcalquier, ce qui donne naissance au comté de Provence-Forcalquier.
Pendant cette période, le comté d'Orange, vassal de Provence, est érigé en 1181 en principauté.

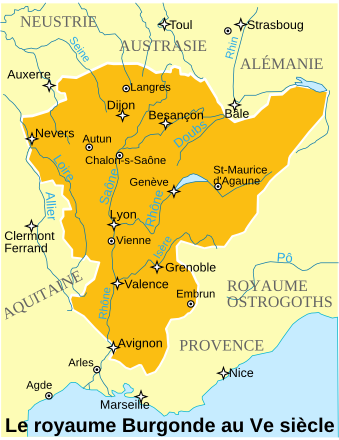
Le royaume des Burgondes et la Provence au sein du Royaume ostrogoth au Ve siècle.
Le royaume de Provence en 855 à la division de l'empire de Lothaire Ier après le traité de Prüm
La Provence vers l'an 1000, au sein du royaume d'Arles
Le comté de Provence au sein du royaume d'Arles en l'an 1030.
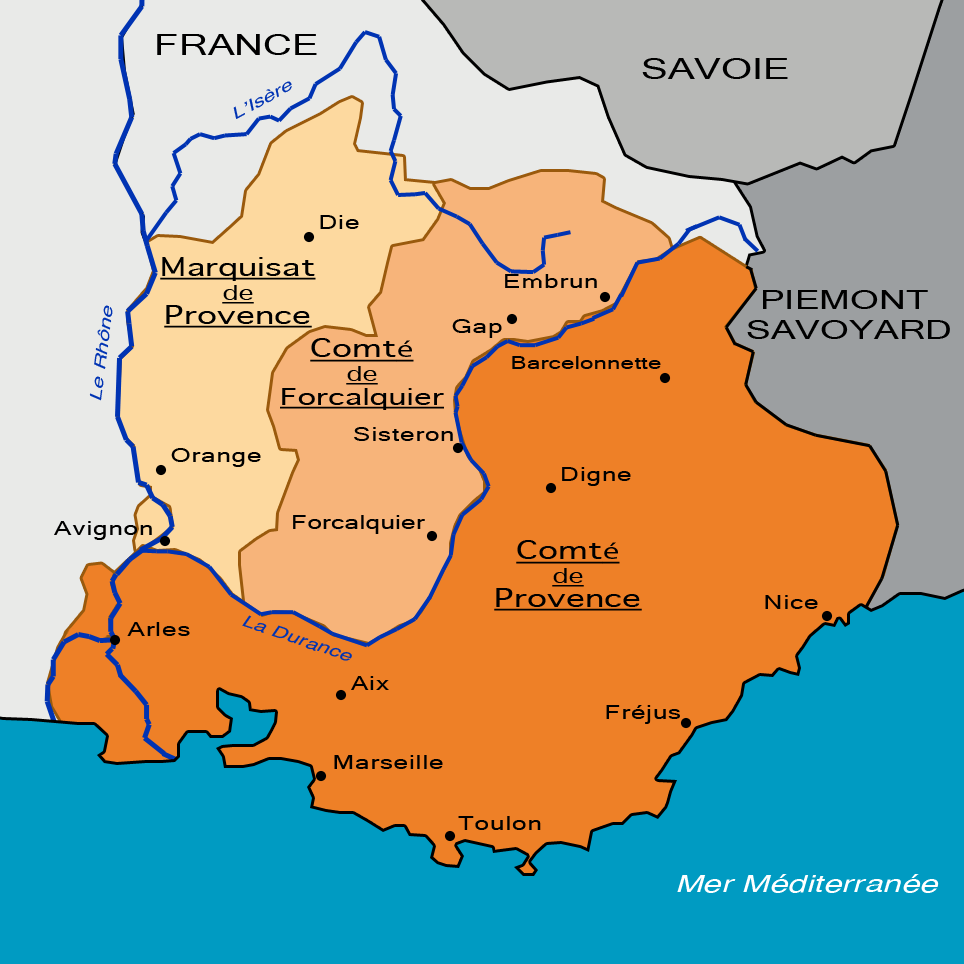
Carte des trois fiefs provençaux en 1125

#### Bas Moyen Âge

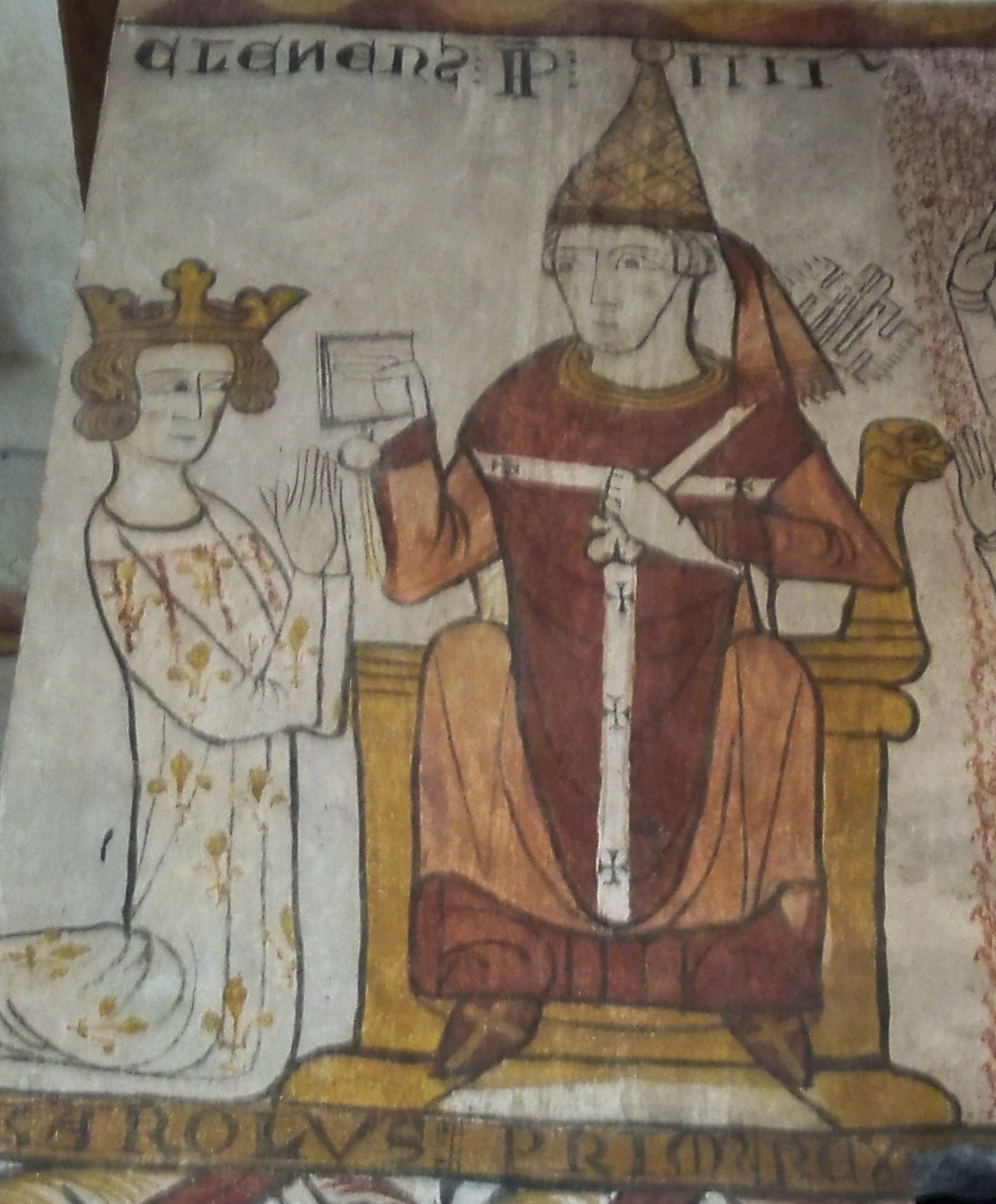
Charles Ier d'Anjou, comte de Provence, intronisé par le pape Clément IV comme roi de Sicile.
Fresque de la tour Ferrande à Pernes-les-Fontaines.

Possessions de la maison capétienne Anjou-Valois au XVe siècle : comprenant le duché d'Anjou, incluant le comté du Maine et la Provence.

En 1245, meurt Raimond-Bérenger IV de Provence, dont les quatre filles sont mariées respectivement : Marguerite de Provence à Saint Louis, Sancie de Provence à Richard de Cornouailles, Éléonore de Provence à Henri III d'Angleterre et Béatrice de Provence à Charles Ier d'Anjou, comte d'Anjou et du Maine, frère de Saint Louis. C'est cette dernière qui reçoit en héritage les deux comtés de Provence et Forcalquier, les transmettant à la première maison capétienne d'Anjou. C'est pourquoi la ville de Forcalquier est surnommée « la cité des quatre reines ».
Mais le comté de Provence-Forcalquier est démembré. Conformément au traité de Meaux-Paris (1229) qui marque la fin de la croisade des Albigeois, à la mort d'Alphonse de Poitiers, en 1271, le marquisat passe au roi de France Philippe III, qui le cède dès 1274 au pape Grégoire X pour devenir le Comtat Venaissin.
En 1382, avec la mort de la reine Jeanne Ire de Naples s'achève la première maison capétienne d'Anjou. La reine avait adopté Louis Ier (frère du roi Charles V), fait comte puis duc d'Anjou, fondateur, après une période de troubles appelée guerre de l'Union d'Aix, de la seconde maison capétienne d'Anjou. Cette dynastie prendra fin en 1481 avec la mort de Charles III du Maine.

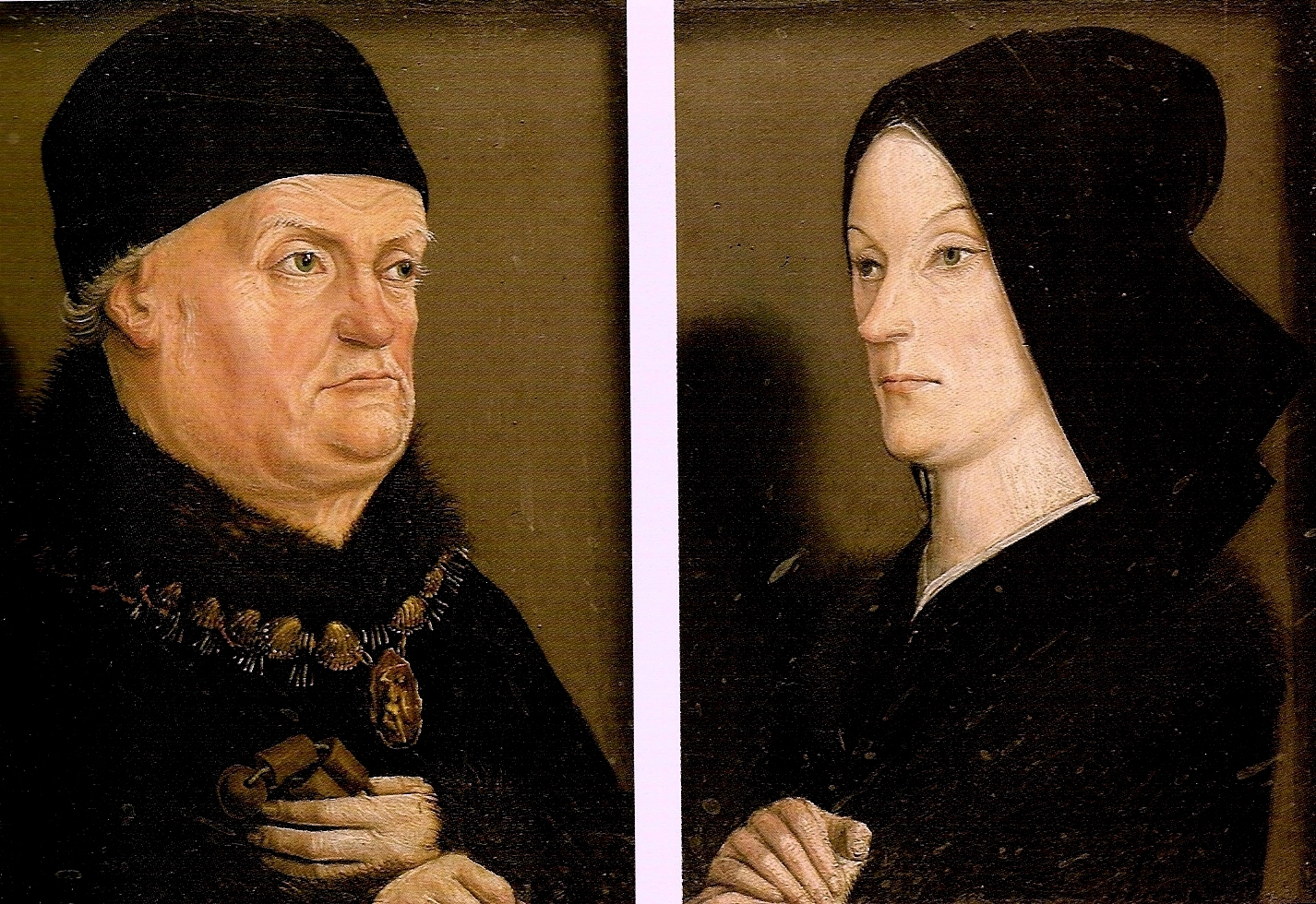
Le roi René et sa seconde épouse, Jeanne de Laval.

En 1388, à la suite des troubles et de la guerre civile qui accompagnent la succession de la reine Jeanne, la ville de Nice et sa viguerie (la division administrative correspondante), la cité de Puget-Théniers ainsi que les vallées de la Tinée et de la Vésubie se constituent en Terres neuves de Provence et se mettent sous la protection de la maison de Savoie : c'est la dédition de Nice à la Savoie. Ces terres prendront le nom de comté de Nice en 1526.
Accumulant les titres royaux (Naples-Sicile, Jérusalem, Chypre, Acre, Thessalonique, etc.), les comtes de Provence de la seconde maison capétienne d'Anjou se prévalent de leur titre de « roi », en particulier le célèbre roi René.
Le 10 décembre 1481, le comte Charles III dicte un testament qui institue le roi de France, Louis XI, comme légataire universel. Charles III meurt le lendemain, 11 décembre. Le 19 décembre, Louis XI charge Palamède de Forbin de prendre possession de la Provence. Le 29 décembre, les états se réunissent sous la présidence de Pierre de La Jaille afin de prendre connaissance du testament de Charles III. Forbin convoque les états pour le 15 janvier 1482. Les actes rédigés et adoptés de janvier 1482 à avril 1487 entérinent l'union de la Provence et de la France « comme un principal à un autre principal (…) sans que à la couronne [de France] comté et pays de Provence ne soient subalternez ». En août 1486, les états demandent à Charles VIII de proclamer « définitive et éternelle » l'union de la Provence à la France. Le roi de France leur donne satisfaction par des lettres patentes d'octobre 1486, communiquées aux états le 9 avril 1487. Juridiquement, il ne s'agit que d'une union personnelle des couronnes, le roi de France n'agit en Provence qu'en tant que comte de Provence, et il en sera ainsi jusqu'à la Révolution française. « Qu'il plaise à votre majesté de s'intituler […] comte de Provence, […] de façon que nous ne soyons nullement tenus d'obéir à aucune lettre dépourvue de ce titre ».

### Renaissance

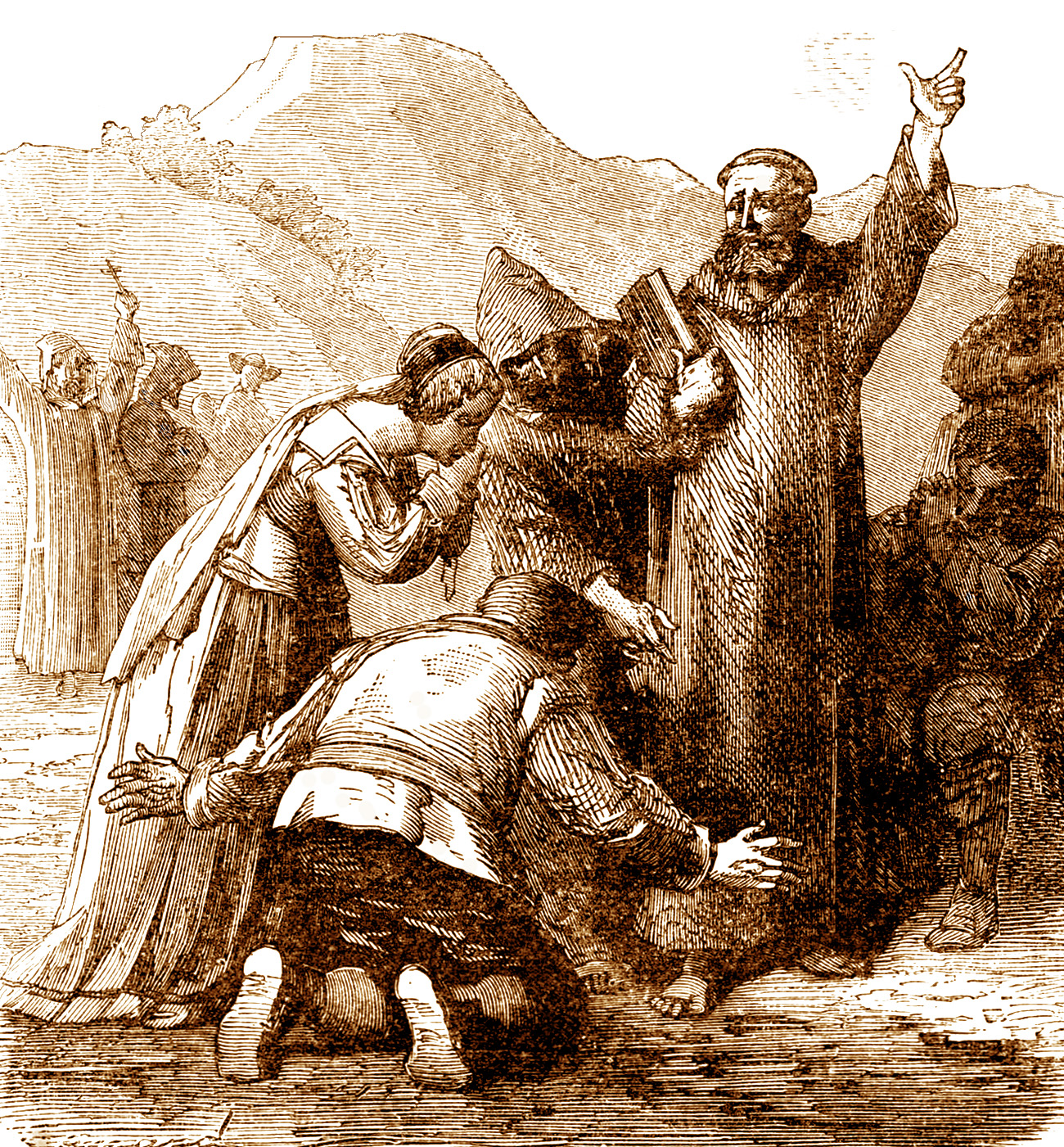
Pluie de sang en Provence en juillet 1608

À l'époque classique, la sagesse populaire clamait que les trois maux de la Provence étaient la Durance, le mistral et le parlement d'Aix.
La Provence est néanmoins touchée précocement par les guerres de religion, dont le prélude est le massacre de Mérindol (1545), et qui ont lieu de 1562 à 1598. Au moment du massacre de la Saint-Barthélemy (août-octobre 1572), le gouverneur Sommerive, pourtant catholique intransigeant, y empêche le massacre des protestants.
Après la mort d’Henri III, une majorité de la France, et notamment la Provence catholique, refuse Henri de Navarre comme roi, du fait qu'il est protestant, ce qui déclenche la huitième guerre de religion. Les parlementaires royalistes, minoritaires, s’établissent à Pertuis, en concurrence du Parlement d’Aix. La Ligue prend le pouvoir dans la plupart des villes et facilite l’entrée du duc de Savoie Charles-Emmanuel en Provence, où le Parlement lui donne les pouvoirs civils et militaires, après sa victoire à Riez (fin 1590). Le duc de Lesdiguières et le duc d’Épernon le battent au début de 1591 à Esparon et à Vinon, puis à Pontcharra le 17 septembre. Il quitte définitivement la Provence le 30 mars 1592. Le Parlement d’Aix reconnaît Henri IV comme roi légitime après son abjuration, en janvier 1594.
Au début de juillet 1608, les faubourgs d'Aix-en-Provence sont recouverts d'une pluie de sang. On croit à l'œuvre du diable, à des vapeurs sorties d'une terre rouge. Nicolas-Claude Fabri de Peiresc en recueille quelques gouttes sur la muraille du cimetière de la cathédrale. Il découvre que c'était les excréments des papillons qui avaient été observés récemment. Cette explication scientifique ne calme pas la terreur populaire.[pertinence contestée]

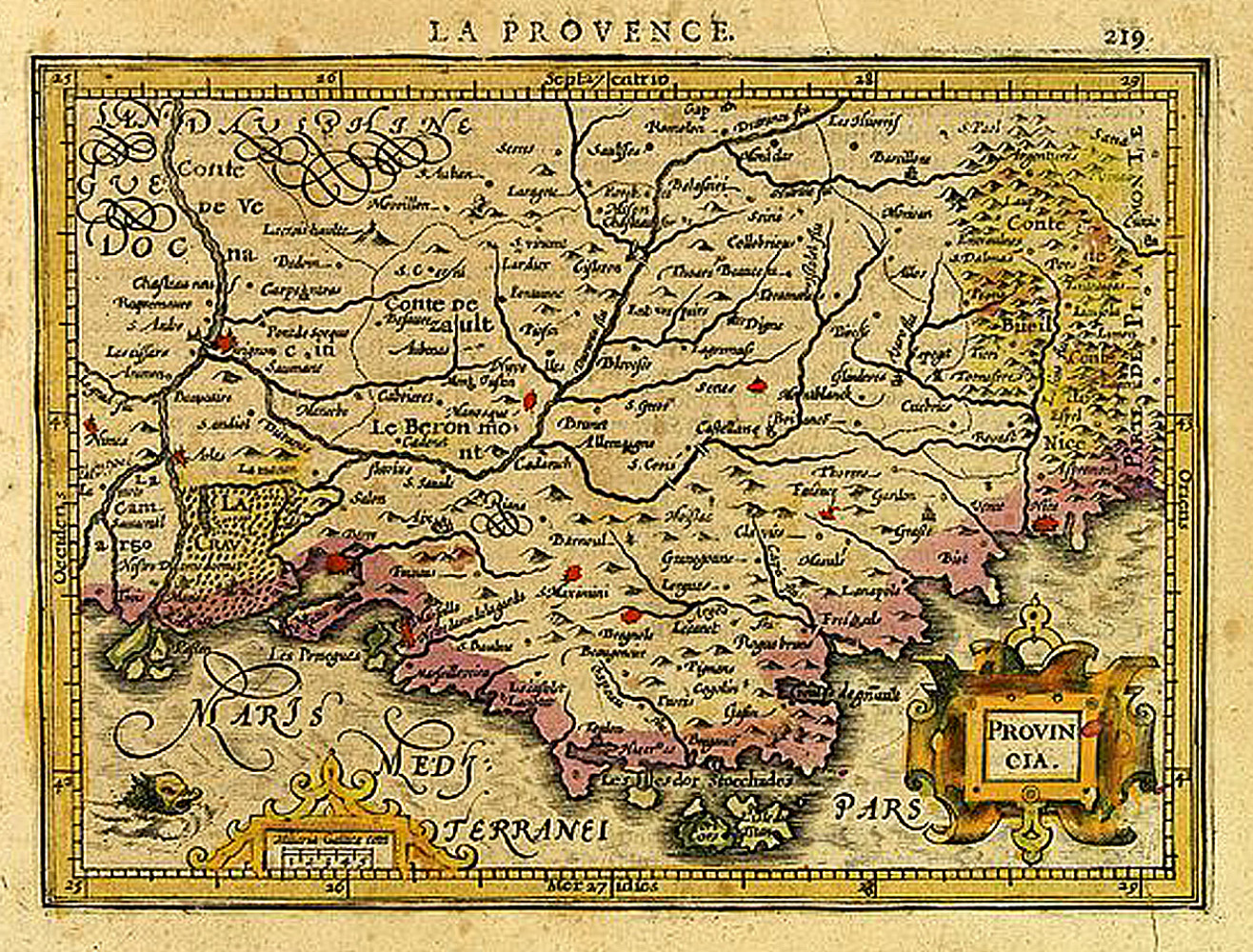
Carte de la Provence, par Mercator, 1608

1720-1722, la grande peste, partie de Marseille, envahit la Provence et la dévaste ainsi que les États pontificaux (Comtat Venaissin)

### Époque moderne
Lors de la nuit du 4 août 1789, l'abolition des privilèges inclut les privilèges des provinces et le statut particulier de la Provence est aboli. La Provence est alors intégrée à La France. Cela occasionna plusieurs mouvements de refus, dont le plus célèbre est celui de Pascalis, et des soulèvements en Provence de 1789 à 1793. Mirabeau, célèbre révolutionnaire provençal, essaya d'obtenir l'adhésion des Provençaux par sa célèbre "Adresse à la nation provençale". Il en restera une défiance des Provençaux vis-à-vis de Paris, du pouvoir central, et c'est en Provence que fut fondé dès 1854 le premier grand mouvement régionaliste en France, le Félibrige.
Pendant la période révolutionnaire, la Provence est alors marquée par la Terreur blanche : Provençaux attachés à la monarchie et/ou à l'autonomie provençale, s'engagent massivement dans les Compagnies du Soleil, en particulier en Comtat Venaissin, où se retrouve une bonne part de la noblesse du sud-est exilée. La région du Comtat gagne alors le surnom de Vendée provençale. Cette période est également marquée par l'insurrection fédéraliste provençale en 1793.
À la suite de la Révolution française, la Provence est divisée en trois départements : Bouches-du-Rhône, Var et Basses-Alpes. Le Comtat Venaissin et le Comté d'Avignon, terres pontificales, sont dans un premier temps, lors de leur intégration à la France, divisés en Bouches-du-Rhône au sud et Drôme au nord (la Principauté d'Orange est rattachée à sa demande aux Bouches-du-Rhône). Cependant, comme on trouve ces deux départements démesurés, on décide de créer un département intermédiaire : le Vaucluse, du nom de la vallée dans laquelle se trouve la source de la Sorgues, aujourd’hui Fontaine de Vaucluse pour éviter toute confusion. Ce nouveau département est composé des anciens États pontificaux, de la principauté d'Orange, du Luberon occidental et du comté de Sault, anciennement terre adjacente de Provence.

### Époque contemporaine

Carte de la Provence, au sein de la région Provence-Alpes-Côte d'Azur.

Sous la Seconde république, la Provence se caractérise par l'enracinement d'un républicanisme socialiste rural. Lors du coup d'État du 2 décembre 1851, la Provence est une des régions de France où la résistance républicaine s'organise le mieux : face à l'acte anticonstitutionnel de Louis-Napoléon Bonaparte une insurrection en grande partie spontanée se déclenche.
En 14 juin 1860, le Comté de Nice est officiellement rattaché à la France, 472 ans après le séparatisme entraîné par la guerre de l'Union d'Aix. Le département des Alpes-Maritimes, deuxième du nom, est créé par l'addition de l'arrondissement de Grasse.
La Provence est également marquée par la révolution industrielle au cours du XIXe siècle. L'exploitation de la houille se développe industriellement entre Aix et Marseille ainsi qu'autour du Reyran, dans le massif du Tanneron. Dans les années 1890, le sol riche en bauxite permet le développement de l'industrie de l'aluminium, plus particulièrement dans les Bouches-du-Rhône. Il s'implante alors les usines de Gardanne (Pechiney) et de Saint-Louis-les-Aygalades (Alusuisse) en 1893, de La Barasse (Ugine) en 1908 et de Saint-Auban (Pechiney) en 1917, auquel on peut ajouter celle de Salindres dans le Gard, « berceau de l'aluminium » de Pechiney.
Cette industrialisation s'accompagne du développement du chemin de fer. La ligne Paris – Lyon – Marseille est inaugurée en 1849 par Napoléon III, ce qui lui vaut le titre d’« artère impériale ». La Compagnie des chemins de fer de Paris à Lyon et à la Méditerranée sera chargée de l’exploitation du réseau provençal jusqu'en 1938.
Dans le même temps, la Provence et particulièrement la Côte d'Azur, devient un lieu de villégiature pour l'aristocratie européenne, éprise de climatisme hivernal. Le Régina et L'Impérial accueillent respectivement la reine Victoria d’Angleterre et la famille impériale de Russie. Le phénomène se démocratisera au cours du XXe siècle par l'ouverture de la route des Grandes Alpes, puis l'utilisation massive de la route nationale 7 après l'instauration des congés payés.
Pendant la Première Guerre mondiale, la Provence n'est pas touchée par les combats. Cependant, après la mobilisation générale le 1er août 1914, 140 000 hommes sont enregistrés dans les casernes en quelques jours. Des hôpitaux pour les blessés et des camps de prisonniers ont été mis en place. Des milliers de réfugiés ont également été pris en charge dans la région, notamment dans la Vallée de l'Ubaye. Marseille est devenu un port de guerre pour le transport des troupes coloniales et du matériel. Dans les premiers mois de la guerre, l'affaire du 15e corps éclate, dans lequel les soldats provençaux et corses du 15e corps sont accusés d'avoir fui devant l'ennemi, et canalisa les « préjugés et haines régionales » d'une partie de la population du Nord, envers les soldats méridionaux. En février et mars 1915, Toulon et Marseille seront le point de départ de l'Armée française d'Orient vers les Dardanelles puis Salonique.
En 1928, les raffineries Shell s'installent à Berre, puis les Raffineries de Provence (futur Total) à la Mède (commune de Châteauneuf-les-Martigues) qui marque l'implantation de l'industrie pétrochimique autour de l'étang de Berre.
Depuis 1933, après la captation du pouvoir en Allemagne par les nazis, la Provence, comme la commune Sanary-sur-Mer, devient un lieu d'exil pour de nombreux intellectuels allemands et autrichiens. Des réfugiés espagnols issus de la Retirada après la guerre d’Espagne seront également concentrés dans des camps dans le sud de la France, notamment aux Milles et à Sisteron.
Le 10 juin 1940, l'Italie déclare la guerre à la France. L'armée française contiendra les italiens jusqu'à l'armistice du 24 juin, dans ce qui sera appelé la bataille des Alpes. Les Alpes-Maritimes, les Basses-Alpes et les Hautes-Alpes partiellement occupés.
Après le débarquement des Alliés en Algérie et au Maroc (opération Torch), la résistance s'organise dans plusieurs maquis, dont celui du Mont Ventoux. Toute la Provence est alors occupée principalement par l'Italie jusqu’en septembre 1943 puis intégralement par l'Allemagne. Le 15 août 1944, les forces alliées débarquent en Provence (Opération Dragoon).
Le 2 décembre 1959, la rupture du barrage de Malpasset entraîne 423 morts et des dégâts matériels considérables. Elle reste comme l'une des plus grandes catastrophes civiles françaises.
La Provence est en grande partie réunifiée avec le décret du 2 juin 1960 qui crée la région Provence-Alpes-Côte d'Azur. La croissance des années 1960 ralentit peu avant la période d'ébullition sociale de Mai 68, très suivie dans la région, où Nice et Marseille viennent de se doter de nouvelles facultés. Le 14 mai la grève commence à Sud-Aviation de Cannes, puis s'étend aux cheminots de Marseille-Blancarde.
À partir de 1962, la Provence accueille une partie des rapatriés français d'Algérie, à la fin de la guerre. Les besoins importants en logement pour héberger les rapatriés entraînent la création de villes nouvelles telles Carnoux-en-Provence en 1966,. La région pratique une « discrimination positive », réservant aux arrivants jusqu'à 30 % des places en HLM. Démunis et arrivant sur des bateaux surchargés, ils furent mal reçus à Marseille, notamment par les dockers CGT (un quart des biens débarqués est volé ou endommagé) et le maire socialiste Gaston Defferre, qui déclarait en juillet 1962 dans La Provence : « Marseille a 150 000 habitants de trop, que les pieds-noirs aillent se réadapter ailleurs »). Ils contribuèrent cependant à l'essor économique des années 1960. Des villes méridionales auparavant endormies ont connu un coup de fouet économique qui a contribué à leur dynamisme actuel (Montpellier, Perpignan, Nice, et particulièrement Marseille).
À partir des années 1960, l'arrivée massive de Français d'autres régions par héliotropisme (rapatriés d'Algérie, retraités aisés, cadres) provoque le doublement de la population de la région, où les Provençaux deviennent minoritaires.
La Corse est détachée de la région par le décret du 12 janvier 1970. Les territoires de la Provence, compte tenu de leur division passée, conservent également leurs spécificités propres qu'a pu donner l'usage du temps. C'est ainsi que le Dauphiné et l'ancien comté de Nice ne se reconnaissant pas dans la Provence obtiennent que leurs drapeaux locaux apparaissent au côté de celui de Provence et non sous une unique bannière provençale. La région administrative est nommée Provence-Alpes-Côte d'Azur par l'État, nom trop long qui devient un sigle, PACA. La Provence est la seule région de France dont le nom historique est remplacé par un sigle, et un sigle injurieux puisque "paca" est la base de mots qui signifient "plouc" en provençal (pacan, pacoulo, pacoulen).

## Politique et administration

### Villes principales
Les communes présentes dans cette partie sont celles appartenant à l'actuel territoire administratif de la région Provence-Alpes-Côte-d'Azur et également aux anciens territoires politiques de la Provence.
Les noms ci-dessous représentent les noms des villes en provençal dans l'écriture classique (originelle et traditionnelle) et celle dite mistralienne (modernisante et francisée).
Les communes n'ayant pas deux écritures indiquent que l'écriture est la même dans les deux graphies, donc que l'écriture ancienne ou d'inspiration ancienne (classique) s'est conservée dans l'écriture phonétique (mistralienne).
Les traductions suivantes proviennent du dictionnaire de Frédéric Mistral : Lou Trésor dóu Félibrige et regroupent les noms de quelques principales communes actuelles dans le comté de Provence avec leur évolution naturelle et celle par l'influence du français avec le -o d'origine qui se prononçait dans un son proche du -ou, ou encore le -a final qui devient presque muet ressemblant parfois à un -o, parfois à un -e, voire un -a selon les territoires. Le -nh traditionnel se transforma en -gn alors qu'il se maintient dans le portugais qui a adopté l'orthographe des troubadours.
Les traductions de la graphie mistralienne sont complétées par celle classique qui s'inspire de l'orthographe d'origine (avant la forte influence du français) pour donner une image authentique à la langue tout en conservant généralement les évolutions modernes de la langue comme la vocalisation consonantique (consonne qui devient voyelle) du -l vers le -u, bien que maintenue en Languedoc (ou Occitanie).
Qu'importe la graphie, la prononciation est la même.
Ces traductions classiques proviennent du Dictionnaire provençal-français (Diccionari provençau-francés) de l'escomessa Creo-Provença (soutenu par la région Provence-Alpes-Côte d'Azur, le conseil général des Bouches-du-Rhône, la ville d'Aix-en-Provence, la ville de Cannes, la ville du Cannet et la ville de Mougins).
|     | Villes            | Noms en latin                                  | Noms en provençal (écritures traditionnelles avant les normalisations) | Noms en provençal (C = graphie classique, M = graphie mistralienne) | Département      | Nombre d'habitants (2015) |
| --- | ----------------- | ---------------------------------------------- | ---------------------------------------------------------------------- | ------------------------------------------------------------------- | ---------------- | ------------------------- |
| 01  | Marseille         | Massilia > Mansella > Marsilia                 | Maselha > Marselha > Marcelha > Marseillo > Marsillo                   | C: Marselha M: Marsiho                                              | Bouches-du-Rhône | 869 815                   |
| 02  | Toulon            | Telo Martius > Thollonum                       | Tolo > Tollum > Thollon > Tollon > Tholon > Tolon > Touloun            | C: Tolon M: Touloun                                                 | Var              | 169 517                   |
| 03  | Aix-en-Provence   | Aquæ Sextiæ                                    | Ais (pop. z'Ais)                                                       | C: Ais de Provença M: Ais de Prouvènço                              | Bouches-du-Rhône | 146 192                   |
| 04  | Antibes           | Antipolis > Antiboles > Antibules              | Antibols > Antibol > Antibo                                            | C: Antíbol M: Antibo (Antìbou)                                      | Alpes-Maritimes  | 76 119                    |
| 05  | Cannes            | Castrum de Canois > Canæ                       | Canoa > Cano                                                           | C: Canas M: Cano                                                    | Alpes-Maritimes  | 75 226                    |
| 06  | La Seyne-sur-Mer  | Sagena                                         | Cenha (origine présumée selon Mistral)                                 | C: la Sanha M: la Sagno                                             | Var              | 0 065 691                 |
| 07  | Hyères            | Areæ > Her > Heiræ                             | Ad Yeras, Az Ieras, Ieyras > Ieiras > Ieras > Iero                     | C: Ieras M: Iero                                                    | Var              | 0 057 578                 |
| 08  | Arles             | Arelas > Arelatum > Arelate                    | Arlese > Arles > Arlle > Arle                                          | C: Arle M: Arle                                                     | Bouches-du-Rhône | 0 053 853                 |
| 09  | Fréjus            | Forum Julii > Forojulium > Frejurium           | Frejuls > Frejurs > Frejus                                             | C: Frejús M: Frèju                                                  | Var              | 0 053 734                 |
| 010 | Grasse            | Crassa > Grassa                                | Grassa > Grasso                                                        | C: Grassa M: Grasso                                                 | Alpes-Maritimes  | 0 051 994                 |
| 011 | Martigues         | Martigium > Marticum > Marticus > Martigus     | Martegues > Martegue > L'Ila de Martegue > Lo Martegue, Lou Martegue   | C: lo Martegue M: lou Martegue                                      | Bouches-du-Rhône | 0 049 938                 |
| 012 | Cagnes-sur-Mer    | Caigna                                         | Caigna > Cagno                                                         | C: Canha de Mar M: Cagno de Mar                                     | Alpes-Maritimes  | 0 049 799                 |
| 013 | Aubagne           | Albania > Albanea                              | Albanha > Albagna > Aubagno                                            | C: Aubanha M: Aubagno                                               | Bouches-du-Rhône | 0 045 844                 |
| 014 | Salon-de-Provence | Salona > Salonum > Salonis > Salo              | Salum > Sallon > Salon > Selho > Selo > Selon > Seloun                 | C: Selon de Provença M: Seloun de Prouvènço                         | Bouches-du-Rhône | 0 045 461                 |
| 015 | Istres            | Istrium > Istrum                               | Istre                                                                  | C: Istre M: Istre                                                   | Bouches-du-Rhône | 0 044 514                 |
| 016 | Le Cannet         | Cannetum                                       | Cannet > Caned > Lo Canet > Lou Canet                                  | C: lo Canet M: lou Canet                                            | Alpes-Maritimes  | 0 042 016                 |
| 017 | Draguignan        | Dracæna > Dracænum > Draguianum > Draguinianum | Draguignan                                                             | C: Draguinhan M: Draguignan                                         | Var              | 0 041 149                 |
| 018 | La Ciotat         | Civitatis > Civitas                            | Civitat > La Ciutat > La Ciéutat                                       | C: la Ciutat M: la Ciéuta                                           | Bouches-du-Rhône | 0 035 994                 |

## Culture

### Hymne
Il n'existe pas d'hymne officiellement pour la Provence. Le chant qui fait office d'hymne national provençal est La Coupo Santo, poème de F. Mistral. Il est repris dans de nombreuses manifestations, dans les stades lorsque jouent les équipes de football de Marseille ou de rugby de Toulon.

#### Hymne provençal
Frédéric Mistral, prix Nobel de littérature et considéré comme l'un des plus grands poètes provençaux modernes, avait écrit en 1867 les paroles du chant La Coupo Santo. Le site de la commune d'Annot présente la définition suivante : "en 1867, le poète catalan Don Victor Balaguer, chantre du fédéralisme catalan est arrêté à Barcelone, pour être déporté ; il réussit miraculeusement à passer la frontière avec sa famille et il est accueilli en Provence par Frédéric Mistral et ses amis félibres ; il est dès lors exilé politique protégé par les fédéralistes occitans ; ce qui lui évite une mort certaine dans les terribles geôles espagnoles. Ses amis catalans, pour remercier les félibres provençaux, font couler une magnifique coupe d'argent massif chez le joaillier Jarry à Paris ; cette coupe fut gravée par l'orfèvre Fulconis, natif de Saint-Étienne-de-Tinée ; lorsqu'il apprend la destination et la raison de cette coupe, Fulconis refuse de se faire payer.",.

### Langue

#### Le latin
Le latin était encore employé au Moyen Âge pour les actes administratifs et religieux en Provence avant de se faire supplanter par l'ancien provençal, le provençal et le français.

#### L'ancien provençal
L'ancien provençal est l'ancienne forme de la langue du Midi de la France connue aujourd'hui sous le nom d'occitan ou de langue d'oc. Albert Dauzat la sépare en trois gros ensembles, le provençal moyen qui a évolué en languedocien et provençal, le gascon, et le provençal septentrional (arverno-limousin et provençal alpin) qui a évolué en nord-occitan.

#### La langue d'oc dans sa variété provençale moderne

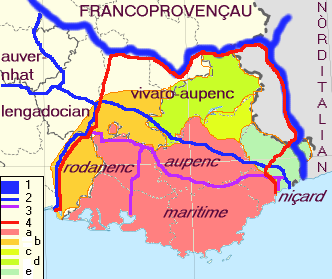
Langues en Provence.
La Provence linguistique :
1 Limite de langue
2 Limite de dialecte
3 Limite de sous-dialecte
Points de vue de P. Blanchet, :
4 « Limite de la langue provençale »
a « La Provence historique et culturelle »
b « Zones extérieures de culture provençale »
c « Zone historique provençale ayant appartenu au royaume de Savoie-Piémont de 1388 à 1713 et surtout de culture alpine »
d « Zone dauphinoise aujourd'hui rattachée à la région Provence Alpes Côte d'Azur »
e « Pays niçois (provençal jusqu'en 1388, savoyard et piémontais jusqu'en 1860, aujourd'hui rattaché à la région Provence Alpes Côte d'Azur »

La langue historique de la Provence est le provençal. Les occitanistes ont fait naître vers 1930 le glottonyme « occitan » en réduisant le sens de l'expression « langue provençale », aussi appelée  « langue romane, » et jadis synonyme de « langue d'oc », au seul dialecte occitan parlé en Provence. En effet, au XIXe siècle les lettrés distinguaient la langue provençale (ensemble de la langue d'oc) du dialecte provençal (spécifique à la Provence et composé des sous-dialectes alpins, marseillais [appelé plus tard maritime], niçois et rhodanien).
On distingue plusieurs variétés de provençal, : le maritime (appelé aussi marseillais ou central), le rhodanien, l'alpin (appelé aussi gavot) et le niçois. Le provençal alpin ou gavot lui aussi a été considéré comme une variante du provençal. Le niçois est issu d'un substrat latin archaïque et ligure de Ponente, le pays Nissard ayant fait partie de la Ligurie antique et entretenait des relations étroites avec l'autorité Génoise et les Grimaldi, allié à ces derniers et à Pise dès 617 contre les provençaux ainsi jusqu'au XIIIe siècle. Ainsi sa base ne peut pas venir du provençal. Les influences plus provençales s'infiltrent par l'invasion véritable des comtes de provence en 1229, jusqu'à la dédition de 1388. La balance est rétablie avec la tutelle de la maison de Savoie où les Niçois sont de nouveau en contact avec les parlés ligures et Piémontais avec qui le Nissard partage un lexicon assez proche, tout comme la variante de la langue d'Oè Cuneese. L'interaction avec la langue italienne se fait dès 1376, notamment avec les poèmes de Ludivico Luigi Lascaris (une des plus anciennes familles Nissardes, comtes de Brigue et Ventimiglia) comme "Della Miseria del questo mondo ". Cette cohabitation dans le Nissard s'accentue et se présente dans Lo compendio del Abacò (1492) original de Frances Pellos avec des " Chi, Che, Ogni Causa, Prestament, ala ma destra, Senestra ..." Ainsi que les écrits de Gioam Badat ou Giovanni Badatti lors de ses chroniques, notamment lors de la guerre de l'Épante en 1543, lorsque les Ottomans et la France envahirent Nice , et marque l'apparition de l'Éroine Catarina Segurana.Avant même l'officialisation de l'italien par le duché de Savoie Emanuel Filiberto en 1561. La re provençalisation et Francisation du Nissard va se faire via le Félibrige de Frederic Mistral (alors que le Nissard fut déjà structuré en tenant compte des origines, sont évolution naturelle et son ouverture d'interprétation par La Nemaida de 1823 de Giuseppe Rosalindo Rancher alors que Mistral n'était pas encore né , ainsi que Grammatica Nissarda de 1840 de Giuseppe Miceu sans compter les Armanach Nissard de Pier Isnard. Antonio Fenocchio, Francesco Barberis et le compositeur de Nissa la Bella Menica Rondelly ou Eugene Ghis participèrent au mouvement), imposé en 1931, afin d'aller dans le sens de l'annexion française et noyer le particularisme Nissard dans les autres parlés du midi de la France.
En 1999, le nombre de « locuteurs réguliers » du provençal serait de 250 000, les locuteurs dits « passifs » ou « potentiels » (comprenant au moins partiellement la langue ou pouvant en dire quelques mots et expressions) de 500 000. Cependant, si le provençal maritime est en danger selon l'UNESCO, le vivaro-alpin n'est, lui, que vulnérable, grâce à la vivacité qu'il a gardée dans les vallées du Piémont italien.
Le 17 octobre 2003, la région Provence-Alpes-Côte d'Azur adopte un vœu reconnaissant le caractère patrimonial des « langues provençales et niçoises ». Ce vœu est modifié le 5 décembre 2003 en précisant le caractère unitaire de la langue d'oc dans le respect de ses variantes parlées en Provence, témoignant ainsi de sa difficulté à se prononcer dans une querelle opposant deux militantismes qui multiplient les pressions, les désaccords entre linguistes n'aidant pas à trancher.
En 2016, le Conseil régional vote finalement la reconnaissance « des langues qui ont su véhiculer (…) les traditions et les spécificités culturelles de l’histoire de notre région et de ses divers territoires : le provençal, le gavot ou le nissard. Cette pluralité linguistique est la spécificité de notre région dans l’espace de la langue d’oc » (24/06/2016).
Les principales associations qui œuvrent pour le développement du provençal sont le Félibrige (fondée par Frédéric Mistral), le collectif Prouvènço qui milite pour la reconnaissance du provençal comme langue distincte, ainsi que la fédération des associations Parlaren, l'Unioun prouvençalo, l'Astrado Prouvençalo, l'Association des enseignants de provençal, les écoles félibréennes, Lou Prouvençau à l'Escolo, la Fédération des Associations du comté de Nice, l'Acadèmia Nissarda, le Centre culturau Occitan-País nissart, l'Ostau dau Pais Marselhés, etc.
En 2020 a été créé par la Région un Observatoire de la langue et de la culture provençales, dont les locaux sont installés à Cheval-Blanc, commune du Vaucluse.

#### Les langues étrangères en Provence
La Provence comportait aussi des enclaves de langue ligurienne, dont le parler fut appelé figoun à Biot, Vallauris, Mouans-Sartoux, Mons et Escragnolles. Le mentonasque, parlé à Menton, constitue un parler de transition avec le ligurien. Dans la vallée de la Roya, aux confins orientaux des Alpes-Maritimes, sont employés le royasque et sa variante le brigasque qui constituent deux dialectes liguriens de transition avec le vivaro-alpin.
En outre, l'immigration à partir du XIXe siècle a également établi d’importantes communautés italiennes (dans toute leur variété linguistique), puis d’autres langues, liées à l’attrait touristique de la Côte d'Azur, au rapatriement des Pieds-Noirs et à l’immigration d’origine africaine qui a accompagné le développement économique et industriel des années 1950 et 1960.

#### Une langue française «provençalisée»
Malgré l'imposition du français sur tout le territoire, le provençal a donné naissance à de nombreux régionalismes. Spécificités qui, d'après le sociolinguiste Philippe Blanchet, sont souvent perçus par de nombreux provençaux comme une marque d'appartenance, et une fierté de parler ce français-là et pas celui des Parisiens.
En effet, la langue française en Provence est enrichie de plusieurs mots provençaux qui sont plus ou moins traduits. Les plus communs, comme « dégun », très cher aux supporters de l'Olympique de Marseille, ou encore « pitchoun » font désormais partie du dictionnaire.

### Religion

#### Le christianisme
Jusqu'à la Révolution Française, le territoire de la Provence était réparti entre 3 provinces ecclésiastiques, dont deux avaient leur métropole en Provence (Aix et Arles) :
- Province d'Aix : diocèses d'Aix, Apt, Fréjus, Gap (en partie), Riez et Sisteron (en partie) ;
- Province d'Arles : diocèses d'Arles (en partie), Avignon (en partie), Marseille et Toulon ;
- Province d'Embrun : diocèses de Digne, Embrun (en partie), Glandèves (en partie), Grasse, Senez et Vence.

L'inclusion du Comtat Venaissin dans le périmètre provençal y ajoute les diocèses de Carpentras, Cavaillon, Orange, Saint-Paul-Trois-Châteaux (en partie) et Vaison (en partie), de la province ecclésiastique d'Arles.
Celle du comté de Nice ajoute la portion restante du diocèse de Glandèves ainsi que le diocèse de Nice, tous deux de la province d'Embrun.
On mentionnera enfin que la conque de Menton et Roquebrune-Cap-Martin et les vallées de la Bévéra et de la Roya relevaient du clergé étranger et plus précisément du diocèse de Vintimille. Elles se trouvaient en effet au-delà de l'antique frontière entre la Gaule et l'Italie.

#### Les santons
Les santons sont des figures modélisées avec de l'argile, de taille variable, employées pour reconstituer la scène de la nativité durant les fêtes de Noël. Au XXe siècle, on trouve des santons dépassant le cadre religieux.

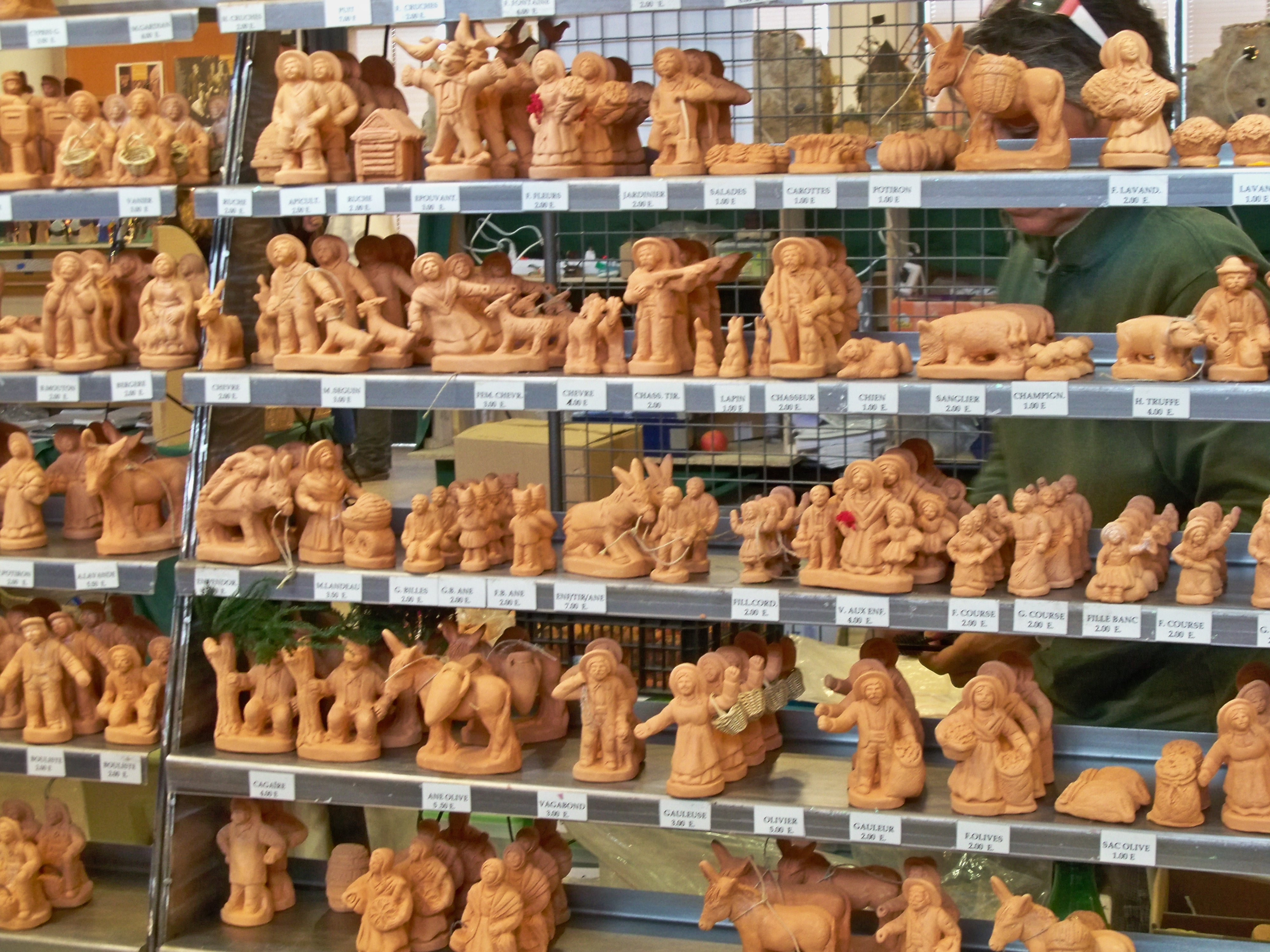
Le santon est un des symboles de la Provence
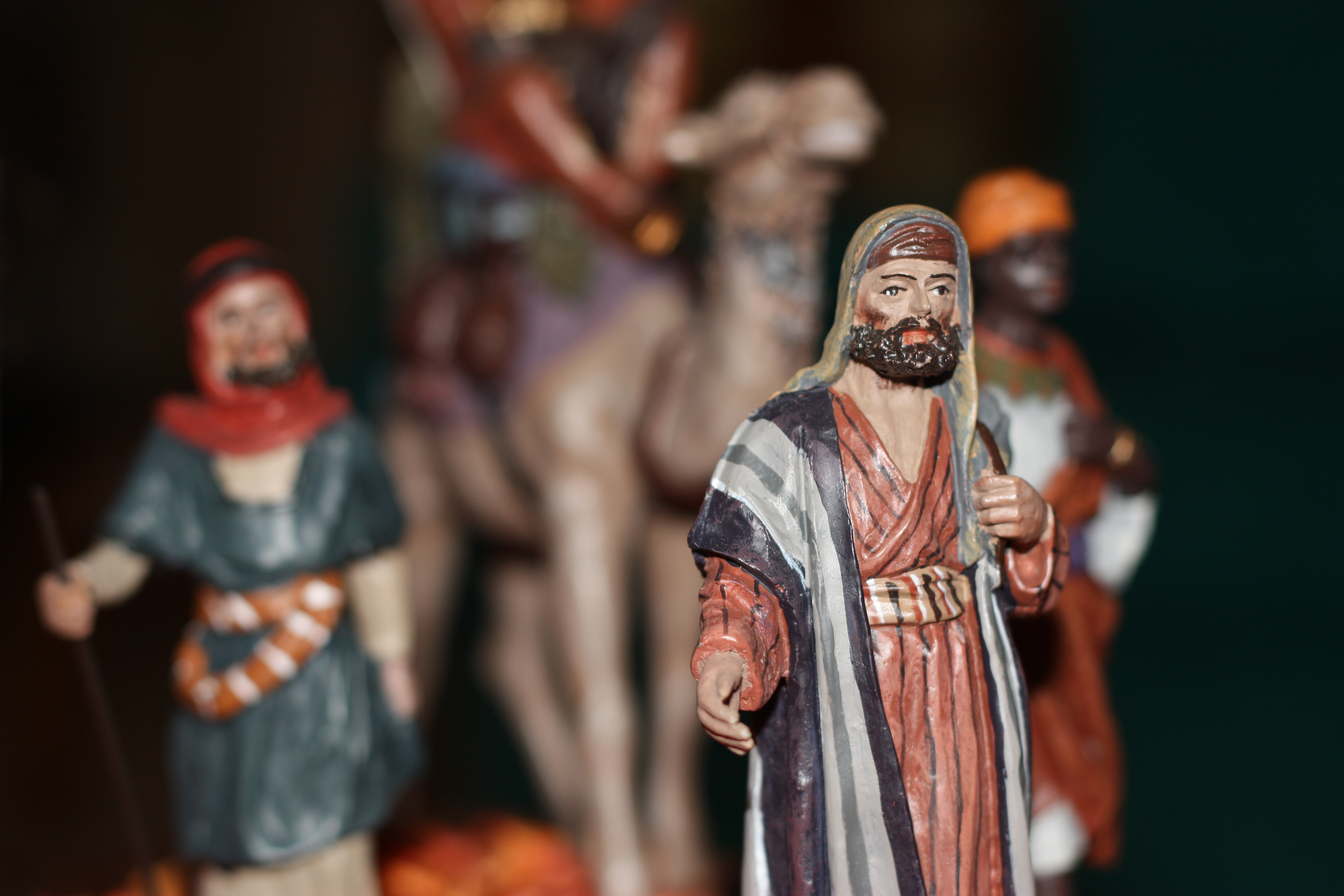
Santons religieux représentant les trois Rois mages
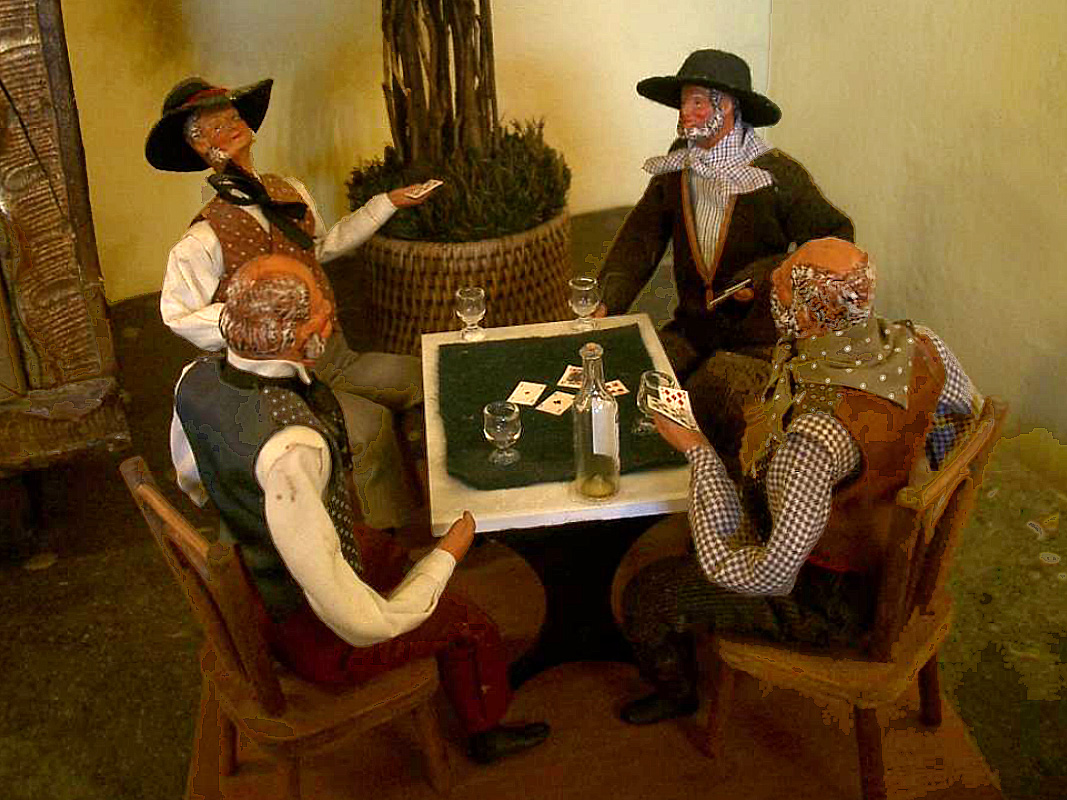
La partie de cartes de Marcel Pagnol
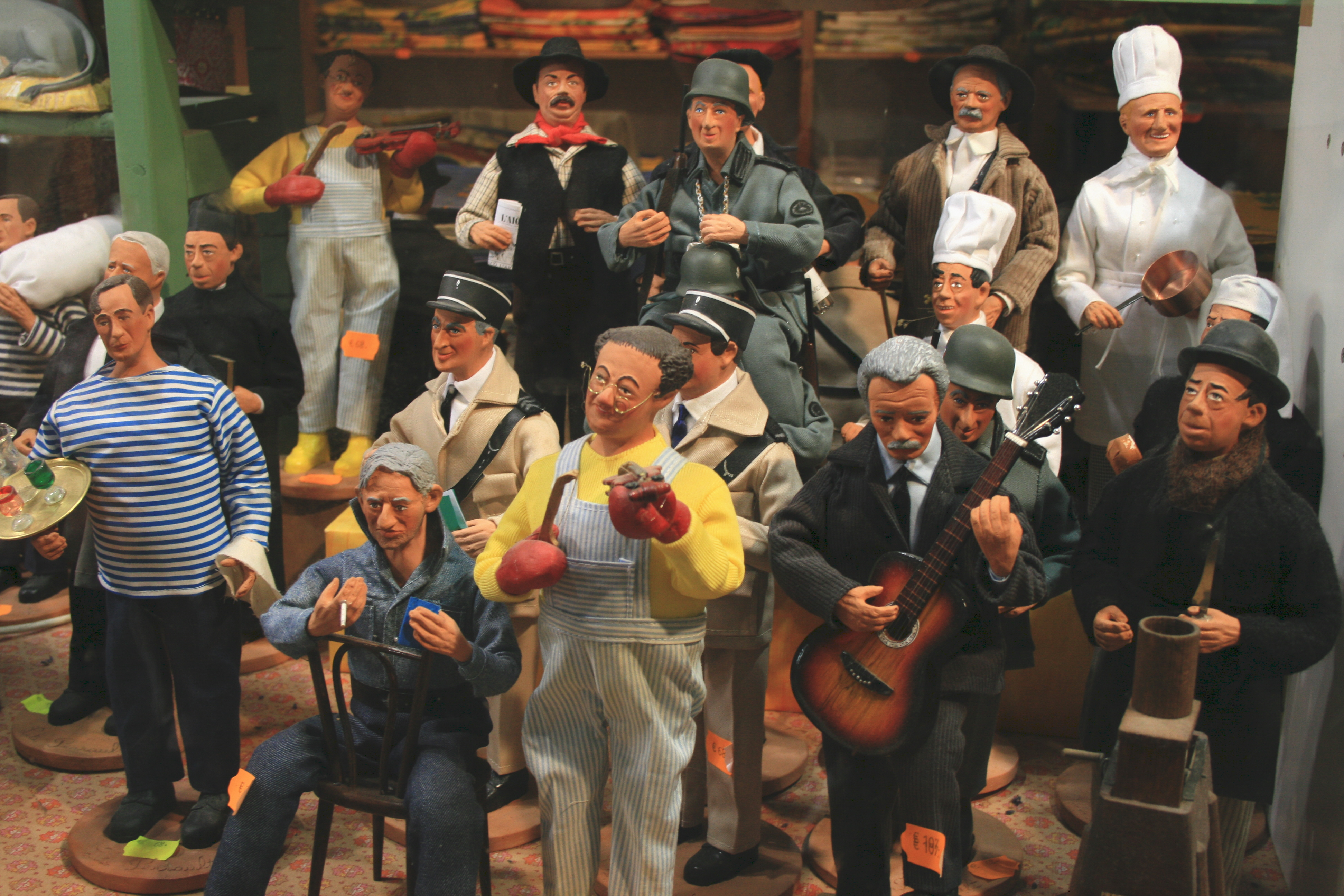
Célébrités du cinéma

### Costume traditionnel

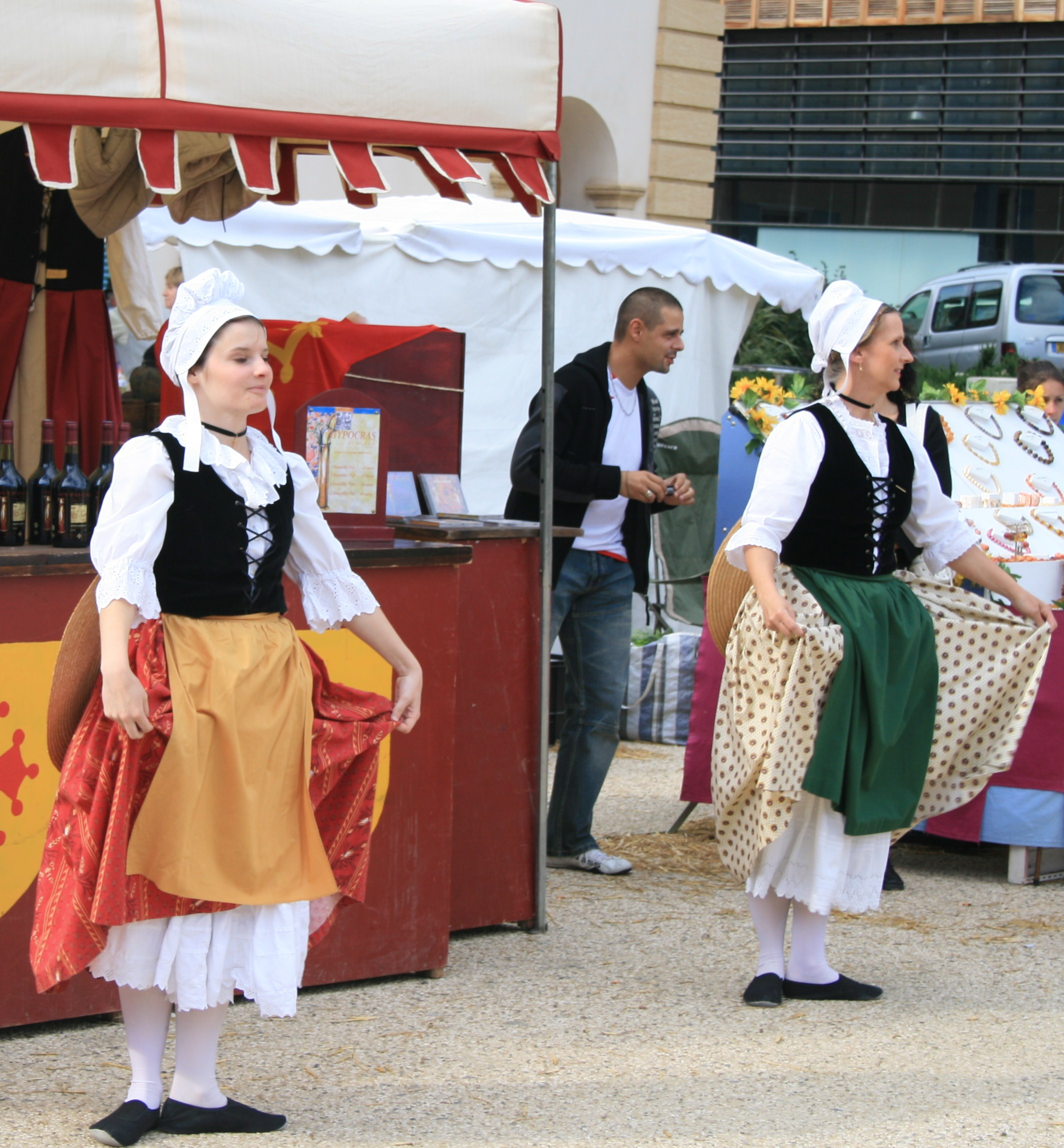
Deux comtadines en costume traditionnel

Jusqu'aux années 1950, le costume traditionnel féminin était encore porté quotidiennement à Arles par un certain nombre de femmes et plus particulièrement le dimanche dans le Comtat Venaissin. Le costume d'Arles a été la tenue féminine traditionnelle dans tout l'ancien archevêché et a tenté de s'imposer jusqu'à Avignon sous l'impulsion de Frédéric Mistral. Il a débordé sur la rive droite du Rhône de la Camargue gardoise jusqu'à l'Uzège, s'est étendu à l'Est par-delà la Crau, jusqu'à la Durance et le golfe de Fos.
Parmi toutes les variétés locales alors à la mode, seuls les costumes d'Arles et comtadins, portés indifféremment par les femmes de toutes conditions, ont traversé la Révolution, tout en continuant à évoluer d'une façon naturelle. Parmi les pièces qui composent l'habillement, il y a la chapelle, plastron de dentelle en forme de trapèze apparu en 1860 et qui couvre la poitrine, le grand châle de forme carrée qui moule le buste, la robe longue en satin de différentes couleurs, toujours pincée à la taille, les dorures (bijoux, agrafes, boucles ou crochets) qui sont transmises de génération en génération. Le signe le plus distinctif du costume comtadin est la coiffe « à la grecque ». Ses autres composantes sont : chemise, jupon, jupe simple ou matelassée, le couthiloun, tablier, corselet, caraco, fichu et coiffe.
Le paysan provençal du XVIIIe siècle portait la culotte « à la française » avec des bas ou des guêtres de peau, un gilet et une jaquette à deux basques. Le seul élément qui a traversé les siècles est la taillole (taiolo), ceinture de laine, généralement rouge, qu'il portait à la taille. Pour les autres parties de l'habillement, continuèrent à rester populaires la blouse, alors appelée camisole, qui était considérée comme un cache-poussière, le tricorne, le bonnet ainsi que le chapeau de feutre rond qui étaient portés sur une perruque - élément depuis longtemps suranné - par le paysan ou l'artisan. Ces coiffes ne cédèrent la place au haut-de-forme qu'au cours du XIXe siècle. Celui-ci fut dénommé lou sofé, car il chauffait comme un tuyau de poêle.

### Cuisine
La cuisine provençale se distingue par l'utilisation d'huile d'olive, d'ail, de légumes, d'herbes aromatiques et de poissons pour les terres proches de la mer. C'est une cuisine riche et variée. Elle est influencée par la cuisine méditerranéenne et plus particulièrement par la cuisine italienne. Les conquêtes arabes ont aussi modifié la cuisine provençale ainsi que l'arrivée de la tomate et de l'aubergine après la découverte de l'Amérique.
Parmi les plats appréciés en Provence : l'aïoli garni, la tapenade, l'anchoïade, les petits farcis, la ratatouille, la bouillabaisse, la pissaladière, le pan bagna, la bourride, la daube provençale, la socca (plat typiquement niçois, existe aussi à Toulon sous la dénomination « cade »), la soupe au pistou (soupe au basilic avec divers légumes locaux mélangés à une purée de tomates), la fougasse.

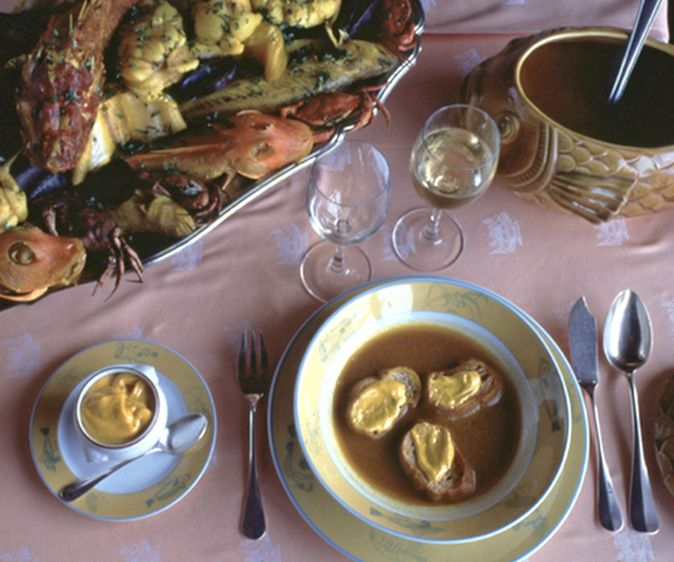
Bouillabaisse

La commune de Mougins réalise tous les ans depuis 2006 le Festival international de la gastronomie.

### Vins
Les vins de Vaucluse font partie du vignoble de la vallée du Rhône. Les AOC régionales se déclinent en Côtes-du-rhône, Côtes-du-Rhône villages, Côtes-du-Luberon et Ventoux (AOC). Les Côtes-du-Rhône villages comprennent dix appellations : Cairanne, Massif-d'uchaux, Plan-de-dieu, Puyméras, Rasteau (AOC), Roaix, Sablet, Séguret, Valréas et Visan. Les appellations locales ou crus sont au nombre de quatre : Beaumes-de-venise (AOC), Châteauneuf-du-pape, Gigondas et Vacqueyras, tandis que les vins doux naturels sont représentés par le muscat de Beaumes-de-Venise et le Rasteau (VDN). Les quelques vins qui n'ont pas droit à l'appellation peuvent être labellisés soit en vin de pays de Vaucluse, vin de pays d'Aigues ou encore vin de pays de la Principauté d'Orange. Autour de cette production s'est développé l'œnotourisme avec, en particulier, la mise en place de la Route des vins des Côtes du Rhône
Le vignoble de Provence s'étend du sud d'Avignon jusqu'aux Alpes-Maritimes. Ses terroirs viticoles sont d'une très grande hétérogénéité tant pédo-géologique que climatique avec une dominante de climat méditerranéen strict mais également de zones plus froides où l'influence du vent est déterminante. Au sein de ce vignoble ont été reconnus deux grands types d'appellations d'origine contrôlées (AOC). Les appellations régionales qui regroupent : Côtes-de-provence, Coteaux-d’aix-en-provence, Coteaux-des-baux-en-provence, Coteaux-varois et Coteaux-de-pierrevert. Les appellations locales comprennent : Bandol, Bellet, Cassis et Palette.
Les vins qui n'ont pas droit à l'appellation peuvent être labellisés soit en vin de pays des Bouches-du-Rhône, vin de pays du Var ou encore vin de pays des Alpes-de-Haute-Provence. À ces vins de pays départementaux s'ajoutent des vins de pays de zone : Vin de pays d'Argens, Vin de pays des Maures, Vin de pays de Mont-Caume et Vin de pays des Alpilles (ex Petite Crau),

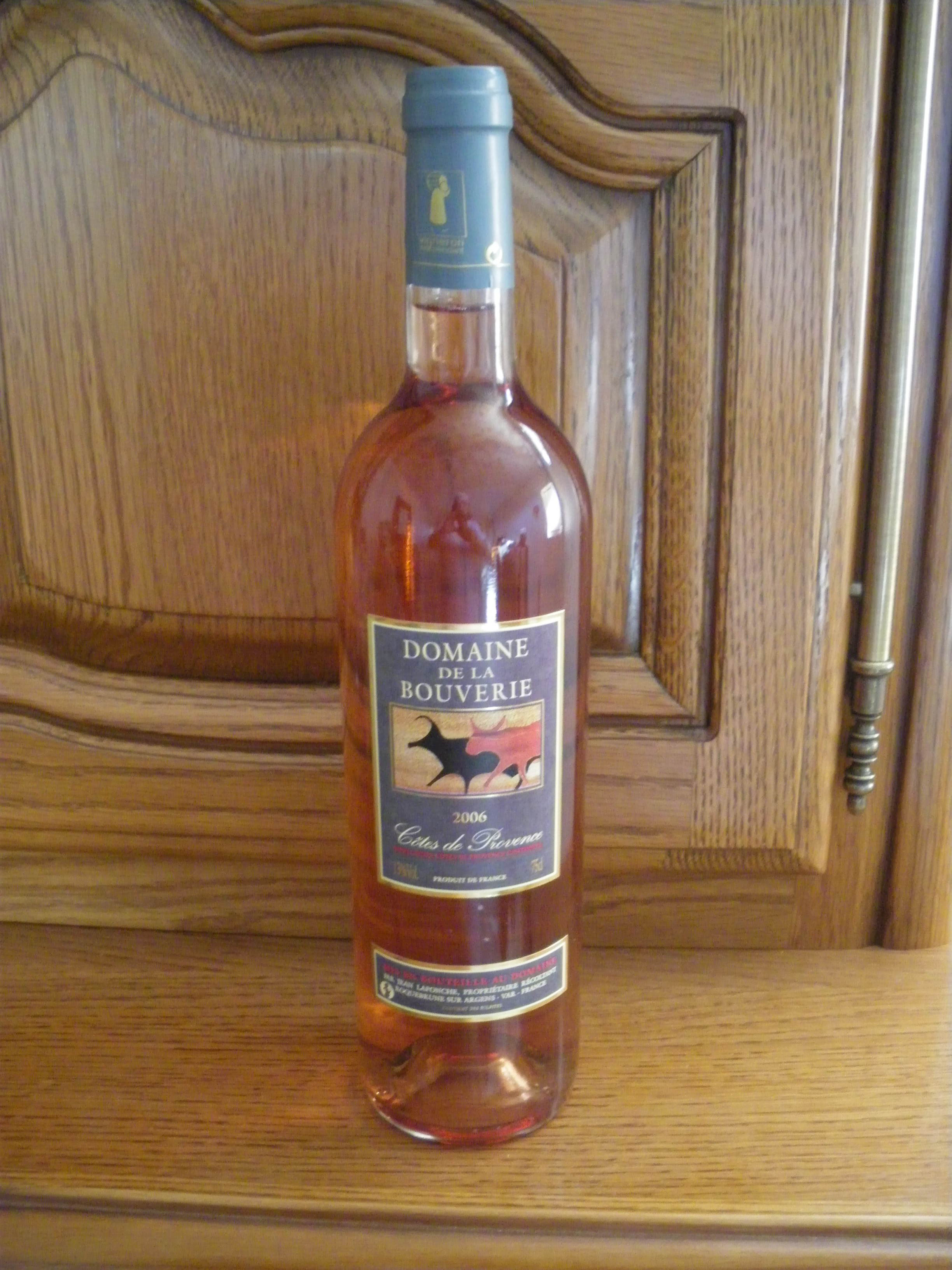
AOC côtes-de-provence rosé

### Architecture

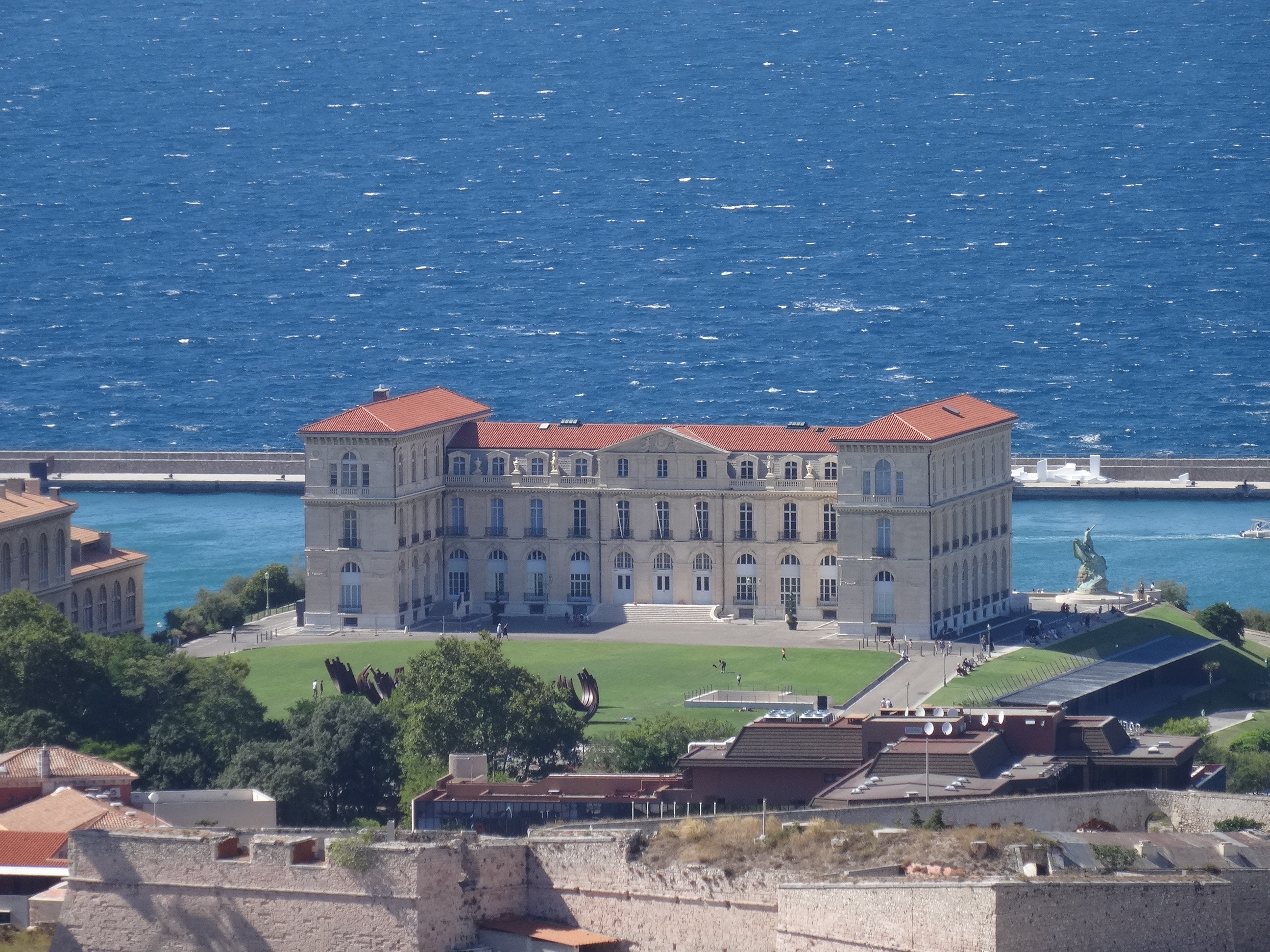
Le Palais du Pharo à Marseille
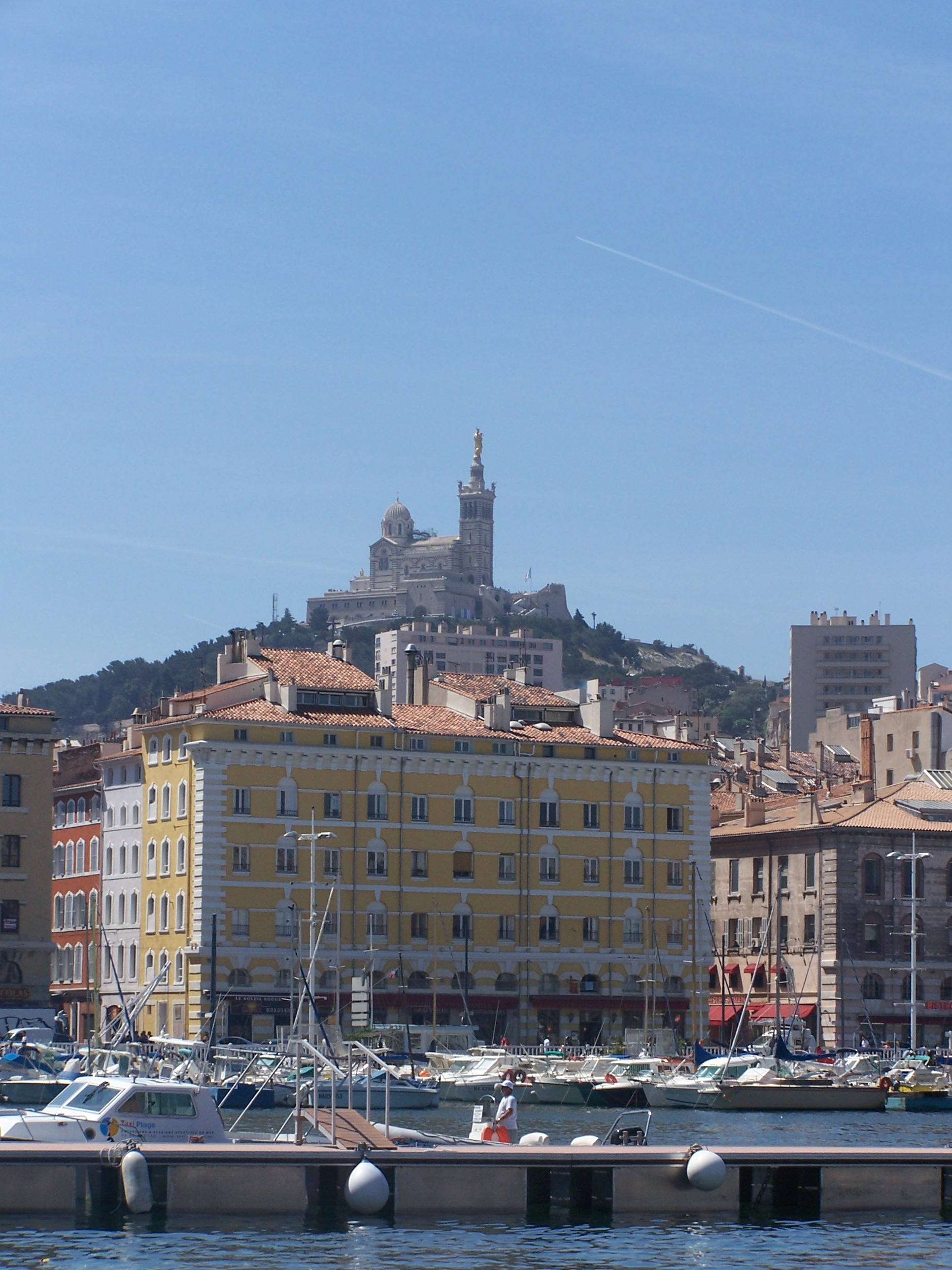
Notre-Dame-de-la-Garde à Marseille
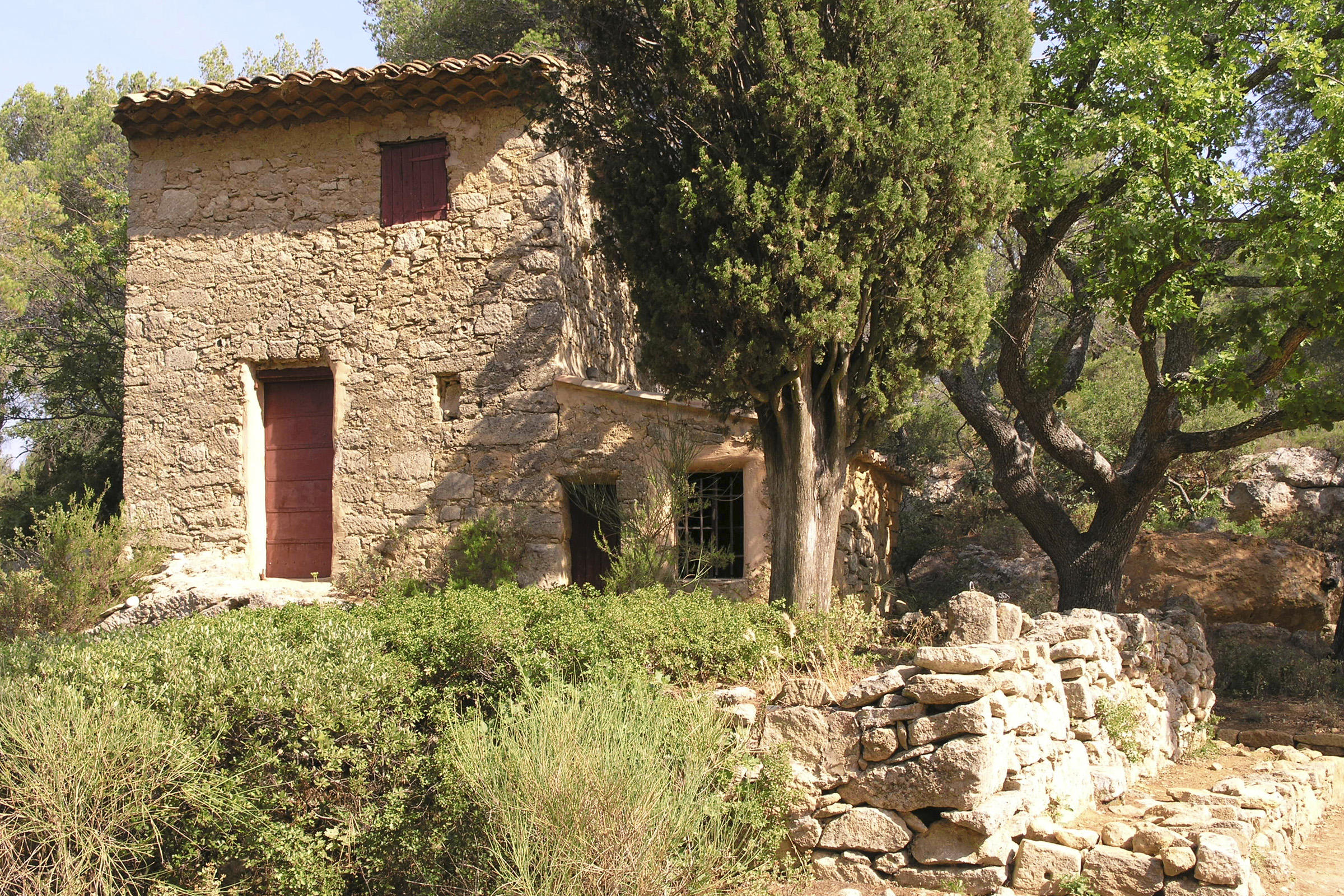
Cabanon de Paul Cézanne dans les carrières de Bibémus.

### Littérature

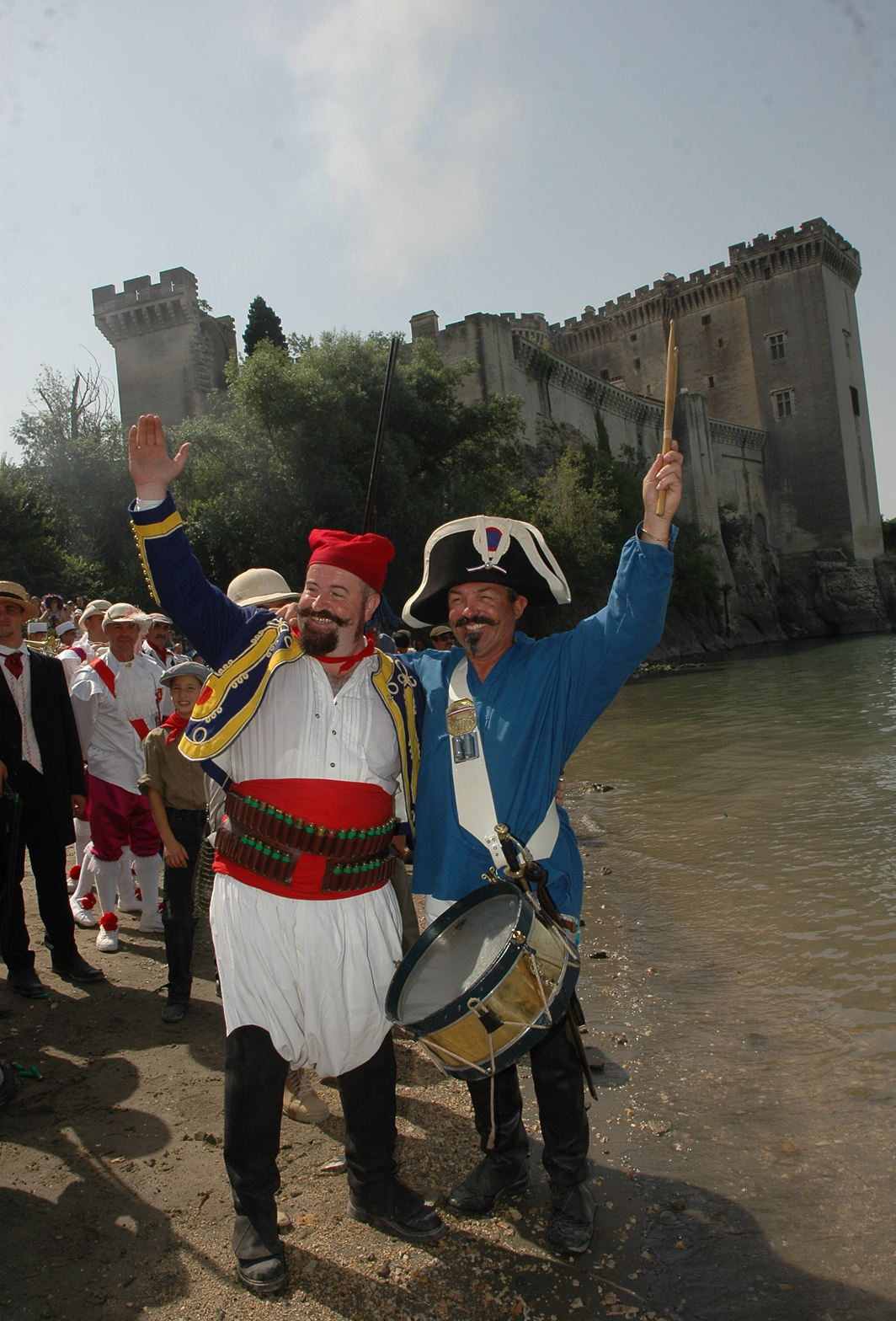
Tartarin de Tarascon, héros d'Alphonse Daudet

De nombreuses œuvres littéraires évoquent la Provence :
- les romans de Jean Giono se déroulent souvent en Provence ;
- les livres de Frédéric Mistral, Henri Bosco, Marie Mauron, Yvan Audouard, Pierre Magnan, Jean-Yves Royer sont également liés à la Provence ;
- l'œuvre (littéraire mais aussi théâtrale et cinématographique) de Marcel Pagnol doit beaucoup à la Provence. Ses Souvenirs d'enfance, par exemple (La Gloire de mon père, Le Château de ma mère, Le temps des secrets), se déroulent principalement à Aubagne et dans les collines environnantes (notamment le massif du Garlaban), de même que le diptyque L'Eau des collines ;
- les nouvelles qui composent les Lettres de mon moulin d'Alphonse Daudet se situent pour la plupart dans les environs de Fontvieille (Face à Tarascon), et reprennent parfois des récits tirés du folklore provençal.
- l'œuvre du poète maritime marseillais Louis Brauquier (grand prix de l'Académie française de poésie 1971).

#### Troubadours
Parmi les troubadours directement issus de la mouvance provençale, on compte : Raimbaut d'Orange, Raimbaut de Vaqueiras, Albertet de Sisteron, Bertran de Lamanon, Folquet de Marseille, Blacas de Blacas.

#### Félibres
Jusqu'au milieu du XXe siècle, le terme provençal, associé aux troubadours, désignait l'ensemble de la langue d'oc. En 1854, autour de Frédéric Mistral se forme le Félibrige à Châteauneuf-de-Gadagne, association littéraire qui se donne pour objectif la restauration de la langue provençale et la codification de son orthographe par la littérature et particulièrement par la poésie. En 1904, Mistral obtiendra le prix Nobel de littérature pour Mirèio (Mireille) ainsi que pour ses travaux lexicologiques. Ce prix Nobel de littérature fut le seul octroyé à une œuvre écrite dans une langue qui ne dispose d'aucune reconnaissance institutionnelle jusqu'au prix Nobel de littérature obtenu en 1978 par Isaac Bashevis Singer pour son œuvre en Yiddisch.

### Musique-culture

#### Festivals

##### Orange
Chaque été ont lieu les Chorégies d'Orange dans le célèbre amphithéâtre romain plus connu sous le nom de Théâtre antique d'Orange. C'est un festival d’opéra et de musique classique. Ce festival fête ses 150 ans en 2019.

##### Aix-en-Provence
Le Festival international d'art lyrique d'Aix-en-Provence est un festival d’opéra et de musique classique créé en 1948 et qui a lieu chaque été à Aix-en-Provence. C’est l’un des grands festivals lyriques européens, avec une affinité particulière pour les opéras de Mozart ; les représentations données à l'origine, en plein air, dans la cour de l’ancien Archevêché sont réparties aujourd'hui sur plusieurs sites : le théâtre de l'Archevêché, le Grand Théâtre de Provence (construit en 2007), le théâtre du Jeu de Paume et l'hôtel Maynier d'Oppède en sont les principaux.

##### Antibes Juan-les-Pins
Le Festival de Jazz d'Antibes Juan-les-Pins, créé le 7 juillet 1960, est le premier festival Européen de jazz. Cet événement fut créé par Jacques Souplet en collaboration avec Jacques Hebey. Cette manifestation se déroule tous les ans au mois de juillet. Devant le succès remporté par la première édition de 1960, le Festival fut reconduit tous les ans. Grâce à Norbert Gamsohn, directeur artistique, il a acquis une notoriété mondiale devenant le plus prestigieux après celui de Newport, et ce pendant 27 ans sous sa direction. Il y a programmé les plus grands noms mais a apporté une ouverture de style qui a fait la différence avec tous les autres festivals, permettant ainsi à de jeunes artistes et à de nouvelles musiques de s'exprimer. Il a aussi introduit la télévision, qui avec Jean-Christophe Averty, a apporté une touche unique et une diffusion sans précédent au jazz. En 2010, à l'occasion du cinquantième anniversaire de la manifestation, le marché d'appel d'offre de l'Office du tourisme pour l'organisation du festival a retenu la candidature de la Société anonyme monégasque d'entreprises de spectacles (SAMES), filiale de la Société des bains de mer de Monaco (SBM), dirigée par Jean-René Palacio.
Grignan
En 1996, année du tricentenaire de la mort de Mme la Marquise de Sévigné, naissait à Grignan, le Festival de la Correspondance, à l'initiative de son maire Bruno Durieux. C'était le début d'une aventure qui devait conduire à la célébration d'un genre tous les ans en juillet : la correspondance, un domaine littéraire auparavant négligé qui connaît depuis quelques années un intérêt croissant de la part des lecteurs, auteurs, éditeurs et comédiens. Le Festival a montré quelle source intarissable la correspondance alimente, à toutes les époques et dans tous les pays. Des artistes comme Anouk AIMEE (1999), Richard BOHRINGER (2017), Isabelle CARRE (2006, 2000), Catherine JACOB (2005), Bernard GIRAUDEAU (2009), Hippolyte GIRARDOT (2015) se sont produits sur cette scène.

##### La Roque-d'Anthéron
Le Festival international de piano de La Roque-d'Anthéron est un festival international de piano, fondé en 1980 par Paul Onoratini, maire de La Roque-d'Anthéron et René Martin, alors stagiaire à la Direction régionale des affaires culturelles, cherchant à créer un festival de piano. Se déroulant à ciel ouvert, chaque été, dans le parc du château de Florans, il est aujourd'hui reconnu comme l'un des grands rendez-vous musical en Europe. C'est le lieu de rencontre de tous les talents pianistiques, rassemblant aussi bien les nouveaux jeunes talents que ceux dont la renommée n'est plus à faire. Des artistes comme Martha Argerich, Nelson Freire, Boris Berezovsky, Evgeny Kissin, Zhu Xiao-Mei, François-Frédéric Guy, Claire Désert, Nikolaï Lugansky, Brigitte Engerer, Arcadi Volodos, Anne Queffélec, Alexandre Tharaud, Marie-Josèphe Jude, Hélène Grimaud viennent se produire régulièrement à ce festival.

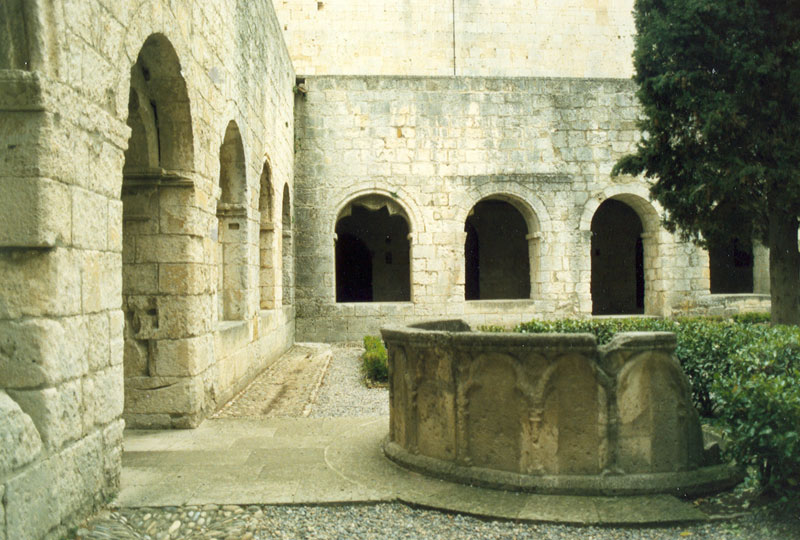
Cloître de Silvacane, haut lieu de la musique baroque pendant le Festival
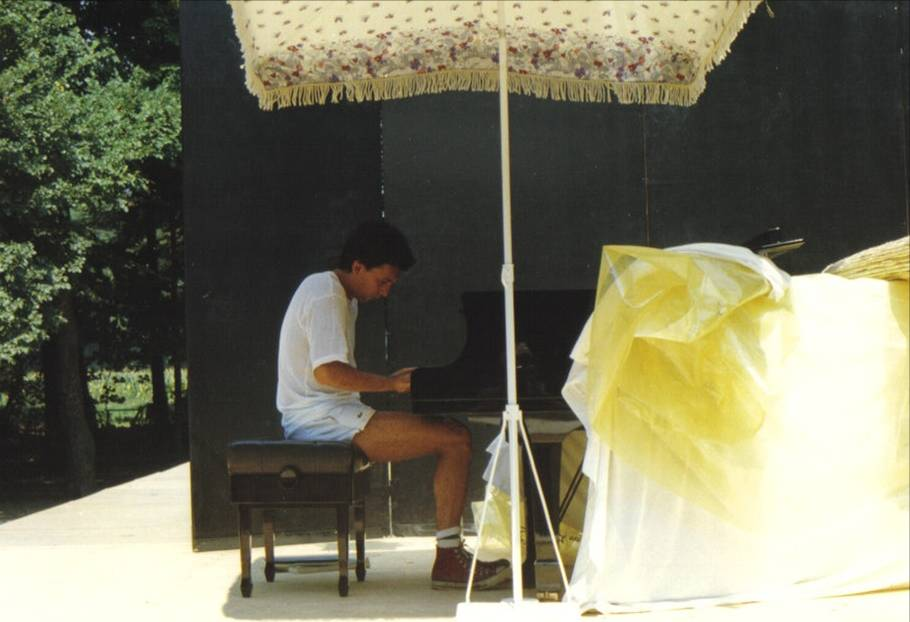
Pianiste au festival de La Roque-d'Anthéron

##### Sisteron
Le festival les Nuits de la Citadelle est l'événement important du paysage culturel sisteronais et des Alpes provençales. Depuis plus de cinquante ans, le théâtre de verdure de la Citadelle, créé en 1928, accueille chaque année des spectacles de théâtre, danse ou musique. Plusieurs lieux servant actuellement de cadre à ces différentes manifestations. L'église Saint-Dominique (XIIIe siècle) est réservée aux concerts de musique de chambre, ceux de musique sacrée se déroulent en la cathédrale Notre-Dame-des-Pommiers (XIIe siècle). La partie danse et théâtre est programmée au théâtre de verdure.
Des artistes de renommée internationale sont venus se produire lors des Nuits. Parmi les grands noms du théâtre, on compte Edwige Feuillère, Maria Casarès et Jean Marais, pour la danse Patrick Dupond, Noëlla Pontois et Marie-Claude Pietragalla. Pour la partie musique, ont été invités des chefs d'orchestre comme Karl Münchinger et Michel Corboz, et ont chanté en soliste Georges Cziffra, Lily Laskine, Barbara Hendricks et Vadim Repin.

### Cinéma
Les frères Lumière, qui possédaient une belle maison à La Ciotat, dans les Bouches-du-Rhône, y réalisèrent leurs premières œuvres cinématographiques avec celles tournées à leur usine de Lyon : L'Arrivée d'un train en gare de La Ciotat, L'Arroseur arrosé. La première salle de cinéma de l'histoire, L'Éden, se situe à La Ciotat. L'Éden est toujours présent et est classé monument historique. Un comité de soutien présidé par Bertrand Tavernier est en cours pour sa réhabilitation. La première projection publique du cinématographe y eut lieu le 28 septembre 1895. Michel Simon tombera amoureux de cette ville et y achètera une maison devenue propriété de la commune et siège de l’association « Les Amis de Michel Simon ». La Provence a connu bien d'autres aventures avec ces précurseurs du cinéma. Le matériel d'Auguste et Louis Lumière, à l'arrivée de la Première Guerre mondiale, a été sauvegardé dans une maison de Signes (Var). Marseille a eu ses studios de cinéma. De nombreux films ont été réalisés dans les villes et villages. Le fameux Napoléon d'Abel Gance a été tourné en Cinérama, l'ancêtre du CinemaScope, en 1927 à La Garde (Var). En 1935, sort Toni, réalisé et tourné à Martigues par Jean Renoir, film instigateur du cinéma néoréaliste italien. La Femme du boulanger, de Marcel Pagnol, tourné au village de Le Castellet, est le plus connu des années de l'entre-deux-guerres. Il est resté sept ans à l'affiche à New York. C'est en 1946 qu'Orson Welles, désirant faire la connaissance de Raimu, vient à Toulon, ville natale du célèbre acteur provençal. Il rencontre Marcel Pagnol qui lui annonce qu'il arrive une semaine trop tard. Orson Welles dira : « C'est dommage car il était le plus grand de nous. » La région, depuis le début du cinéma, possède une histoire très riche et l'activité dans ce domaine continue, en regrettant toutefois la mise en sommeil des Studios de la Victorine à Nice. Les tournages, les festivals, principalement le Festival de Cannes, le plus connu mondialement, font que la région est devenue une plaque tournante essentielle du 7e art.

#### Festival de Cannes
Le Festival de Cannes, fondé en 1946 sous l'égide de Jean Zay, ministre des Beaux-Arts du Front populaire est un festival de cinéma international se déroulant à Cannes (Alpes-Maritimes, France).
Il est devenu, au fil des années, le plus médiatisé au monde, et son influence n'a cessé de croître grâce aux médias et sponsors présents à cette occasion, notamment lors de la cérémonie d'ouverture et de la traditionnelle montée des marches : le célèbre tapis rouge et ses vingt-quatre « marches de la gloire ». Malgré ce prestige, le Festival a souvent été critiqué, et il fut à l'origine de plusieurs scandales ou controverses que relayèrent magazines et journaux, français et étrangers. Chaque année, durant la seconde quinzaine de mai, la ville de Cannes est envahie par des cinéastes et prise d'assaut par des milliers de photographes. C'est au Palais des Festivals et des Congrès, situé sur le boulevard de la Croisette, que les principales projections ont lieu.

### Artistes de Provence

#### Écrivains
- Jean Aicard, écrivain
- Henri Bosco, écrivain
- Alphonse Daudet, écrivain
- Jean Giono, écrivain
- Pierre Magnan, écrivain
- Marie Mauron, écrivain
- Frédéric Mistral, écrivain, prix Nobel de littérature en 1904 pour son œuvre en langue provençale
- Marcel Pagnol, écrivain, cinéaste
- Agricol Perdiguier (° 1805 – † 1875), compagnon du tour de France dit Avignonnais la Vertu, écrivain et homme politique français
- Jean Echenoz, écrivain
- Gil Jouanard (° 1937), poète
- Émile Zola - écrivain
- Edmond Rostand
- Antonin Artaud
- Robert Ruffi
- René Char, poète

Au XXe siècle, la littérature provençale s'est renouvelée et a été plus productive que jamais, grâce à l'œuvre d'écrivains parmi lesquels Joseph d'Arbaud, Bruno Durand, Louis Brauquier, Marius Jouveau, Sully-André Peyre, Marcelle Drutel, Francis Gag, Henriette Dibon, René Jouveau, Jean-Calendal Vianès, Charles Galtier, Fernand Moutet, Pierre Millet, Max-Philippe Delavouët, Marcel Bonnet, Robert Lafont, Jean-Pierre Tennevin, Jòrgi Reboul, Robert Allan, Serge Bec, Florian Vernet, Philippe Gardy, Danielle Julien, René Toscano, Michel Miniussi, Claude Barsotti, Pierre Pessemesse, Bernard Blua (oc), Bernard Giély, Philippe Blanchet, André Resplandin.

#### Peintres
- Paul Cézanne
- François Marius Granet
- Alfred Lombard
- Henri Matisse
- Pablo Picasso
- Vincent van Gogh
- Enguerrand Quarton (XVe siècle)
- Barthélemy d'Eyck (actif entre 1444 et 1470)
- Nicolas Froment (vers 1430/1435 - vers 1486)
- Josse Lieferinxe (actif entre 1493 et 1503-08)
- Louis Parrocel (1634-1694)
- Joseph Parrocel (1646-1704)
- Nicolas Mignard (1606-1668)
- Jacques-Ignace Parrocel (1667-1722)
- François van Loo (1708-1732)
- Pierre Parrocel (1670-1739)
- Jean-Baptiste van Loo (1684-1745)
- Carle van Loo (1705-1765)
- Louis-Michel van Loo (1707-1771)
- Étienne Parrocel (1696-1776)
- Michel-François Dandré-Bardon (1700-1783)
- Claude Joseph Vernet (1714-1789)
- Antoine Roussin (1819-1894)
- Édouard-Auguste Imer (1820-1881)
- Pierre Grivolas (1823-1906)
- Antoine Grivolas (1843-1902)
- Paul Saïn (1853-1908)
- Jules Flour (1864-1921) - Peintre membre du Groupe des Treize
- Joseph Meissonnier (1864-1943) - Peintre membre du Groupe des Treize
- Claude Firmin (1864-1944) - Peintre membre du Groupe des Treize
- Clément Brun (1868-1920) - Peintre fondateur du Groupe des Treize
- Alfred Lesbros (1873-1940) - Peintre membre du Groupe des Treize
- Auguste Roure (1878-1936)
- Louis Agricol Montagné (1879-1960) - Peintre membre du Groupe des Treize
- Alfred Bergier (1881-1971) - Peintre membre du Groupe des Treize
- Joseph Hurard (1887-1956) - Peintre membre du Groupe des Treize
- Victor Crumière (1895-1950)
- Michel Trinquier (1931)
- Louis Frégier (1929-2014)
- Louis Fernez (1900-1984) - Dessinateur
- Henri Pertus (1908-1988) - Peintre et imagier
- Philippe Sauvan

##### École provençale duXIXesiècle
- Auguste Aiguier
- Prosper Barrigue de Fontainieu
- Maurice Bompard
- Michel-Honoré Bounieu
- Fabius Brest
- Jean-Antoine Constantin
- Marius Engalière
- Prosper Grésy
- Paul Guigou
- Jules Laurens
- Émile Loubon
- Raphaël Ponson
- Adolphe Monticelli
- Gustave Ricard
- José Silbert
- Félix Ziem

#### Sculpteurs et architectes
- Antoine Le Moiturier (° 1425 – † 1493) - Sculpteur
- François de Royers de la Valfrenière (° 1575 – † 1667) - Architecte
- Pierre Puget (° 16 octobre 1620 – † 2 décembre 1694)
- Jean Péru (° 1650 – † 1723) - Architecte et sculpteur
- Pierre II Mignard (° 1640 – † 1725) - Peintre et architecte, membre de l’Académie royale d’architecture
- Pierre Bondon (° 1716 – † 1781) - Sculpteur et architecte
- François II Franque (° 1710 - † 1793) - Architecte, fils de Jean-Baptiste Franque
- Jean-Louis Brian (° 1805 – † 1864) - Sculpteur
- Claude-André Férigoule (° 1863 – † 1946) - Sculpteur
- Jean-Pierre Gras (1879 - 1964) - Sculpteur membre du Groupe des Treize

#### Acteurs, musiciens, chanteurs
La musique en provençal est très créative, aussi bien dans les genres traditionnels que dans les genres plus modernes, avec une vague folk depuis les années 1970 (Miquèla e lei Chapacans, Jan Nouvè Mabelly, Daumas…) et une seconde vague renouvelée depuis les années 1990 avec des genres nouveaux (comme Jean-Bernard Plantevin et les groupes Massilia Sound System, Nux Vomica, Gacha-Empega, Dupain, Crous e Pielo, Terro de Sau, lo Còrou de Berra, D'Aquí Dub, lo Còr de la Plana, Miquèu Montanaro, Jean Louis Todisco, Benjamin Mélia, Belouga quartet par exemple).
- JUL (rappeur) - rappeur marseillais
- IAM - groupe de hip-hop marseillais
- L'Algérino - rappeur marseillais
- Soso Maness - rappeur marseillais
- Le Rat Luciano - rappeur marseillais
- Fernandel - acteur, humoriste, chanteur et réalisateur
- André Campra (° 1660 - † 1744) - Compositeur
- Jean Gilles (° 1668 - † 1705) - Compositeur
- Jean-Joseph Mouret (° 1682 – † 1738) - Compositeur
- Antoine Peyrol (° 1709 - † 1779) - Noëliste
- Jean-Claude Trial (° 1732 – † 1771) - Violoniste et compositeur
- Antoine Trial (° 1737 – † 1795) - Chanteur et acteur
- François Bazin (° 1816 - † 1878) - Compositeur
- Ernest Reyer (° 1823 - † 1909) - Compositeur
- Lou Tchimoukow (° 1878 – † 1963) - Dit Lou Bonin, de son vrai nom Louis Bonin, acteur et assistant réalisateur, graphiste et affichiste, membre du Groupe Octobre
- Antonin Berval (° 1891 – † 1966) - Chanteur et acteur
- Darius Milhaud (° 1892 - † 1974) - Compositeur
- Georges Aubanel (° 1896 - † 1978) - Compositeur de musique
- Henri Tomasi (° 1901 – † 1971) - Compositeur
- Olivier Messiaen (° 1908 – † 1992) - Compositeur
- Fernand Sardou (° 1910 – † 1976) - Chanteur et acteur
- Jean-Marie Bon (° 1923 – † 1998) - Acteur
- Roger Joubert (° 1929) - Acteur et compositeur vivant au Québec
- Jean-Claude Malgoire (° 1940) - Hautboïste, musicologue et chef d'orchestre
- Guy Bonnet (° 1945) - Compositeur-interprète
- Mireille Mathieu (° 1946) - Chanteuse de variétés
- Michèle Torr (° 1947) - Chanteuse de variétés
- Béatrice Tékielski dite « Mama Béa » (° 1948) - Auteur-compositeur-interprète
- Thomas Girard (° 1963) - Pianiste, neveu de l'académicien René Girard
- Patrick Fiori (° 1969) - Chanteur
- Henri Tisot (° 1937 à La Seyne sur Mer - 2011) -Chanteur
- Django Reinhardt (°1910 - 1953) - Guitariste de Jazz Manouche ayant habité au Mourillon, quartier de Toulon
- Jean-Charles Chagachbanian (° 1972) - Acteur
- Naima Belkhiati (° 1973) - Chanteuse
- Jérôme Ducros (° 1974) - Pianiste

### Héraldique
|  | Provence - D'or à quatre pals de gueules. Armes de la Provence dites « anciennes », dont le premier témoignage date de Raimond Bérenger V de Provence (1209-1245), petit-fils de Alphonse II d'Aragon. Plusieurs hypothèses existent quant à l'origine de ce blason. Selon l’héraldiste français Michel Pastoureau, l'origine de ces armes serait provençale : il les attribue au royaume d'Arles et, selon lui, c'est en gouvernant la Provence que les comtes de Barcelone auraient ramené ces armes en Catalogne. Cette hypothèse est réfutée par l'héraldiste Faustino Menéndez Pidal de Navascués, selon lequel ce blason ne revint pas à Raimond-Bérenger IV en tant que comte de Barcelone, mais par une attribution légendaire au XVIe siècle des comtes de Provence à la maison royale d'Aragon, elle-même à l'origine du blason, par le biais du grand-père du Raimond-Bérenger V de Provence, Alphonse II d'Aragon. Voir aussi son article dans les Mélanges Martin de Riquer, ainsi que par un ouvrage récent de Remi Venture. |

|  | Provence - D’azur, à la fleur de lys d’or, surmontée d’un lambel de gueules Ces armes remontent au XVIIIe siècle : il s'agit d'une version simplifiée des armes des ducs d'Anjou capétiens qui, à compter de Charles Ier en 1245, sont comtes de Provence. |

## Génétique
Une étude génétique de 2011 a analysé 51 français qui vivent dans le Sud de la France et viennent de Provence et 89 sujets grecs anatoliens dont l'ascendance paternelle dérive de Smyrne (aujourd'hui Izmir en Turquie) et de Phocée (Foça en turc), le port d'embarquement ancestral des anciennes colonies grecques du 6e siècle avant notre ère de Massalia (Marseille) et Alalie (Aleria, Corse). L'étude a révélé que 17% des chromosomes Y de Provence peuvent être attribués à la colonisation grecque. L'étude a également conclu que «les estimations de la démographie coloniale grecque par rapport à la démographie celto-ligure indigène prédisent une contribution grecque maximale de 10%, suggérant une contribution de l'élite grecque dominante dans la population de la Provence de l'âge du fer».